# Hagen
Hagen ist eine kreisfreie Großstadt in Nordrhein-Westfalen. Sie liegt am südöstlichen Rand des Ruhrgebiets. Hagen wird oft als „das Tor zum Sauerland“ bezeichnet.
Die Großstadt Hagen ist Mitglied im Landschaftsverband Westfalen-Lippe sowie im Regionalverband Ruhr und liegt in der Metropolregion Rhein-Ruhr. Hagen ist der Sitz eines Amts-, Land- und Arbeitsgerichts sowie mehrerer überregional bedeutender Institute und Verwaltungsbehörden.
Hagen ist außerdem Sitz der einzigen staatlichen Fernuniversität Deutschlands. Seit 2012 führt Hagen offiziell den Namenszusatz Stadt der FernUniversität; der Zusatz ist in dieser Schreibweise auf dem Ortsschild vermerkt.

## Geographie und Geologie

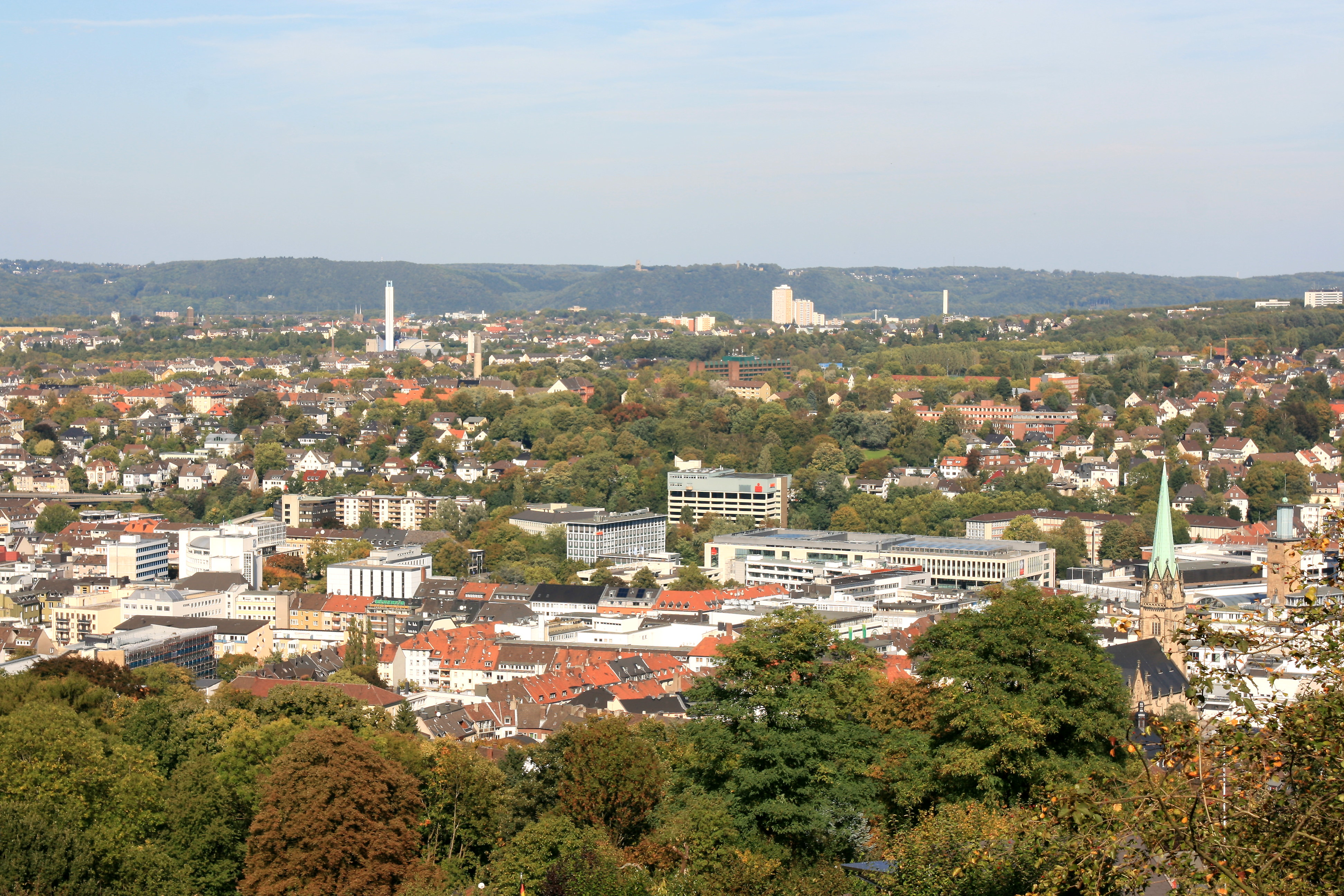
Blick auf Hagen (vom Goldberg aus)

### Allgemeine Geographie
Die größte Ausdehnung des Hagener Stadtgebiets beträgt in Nord-Süd-Richtung 17,1 km und in West-Ost-Richtung 15,5 km. Die Stadtgrenze von 89,7 km Länge setzt sich zusammen aus 3,3 km zu Dortmund, 9 km zum Kreis Unna, 56,6 km zum Ennepe-Ruhr-Kreis und 20,8 km zum Märkischen Kreis. Die Fläche der Stadt (160,36 km²) ist in etwa so groß wie jene des Fürstentums Liechtenstein.
42 Prozent des Hagener Stadtgebietes bestehen aus Wald. Die vier Flüsse erstrecken sich in Hagen über eine Länge von 52,2 km: Ruhr 11,5 km, Lenne 13,1 km, Volme 21,3 km und Ennepe 6,3 km, in die der Wehringhauser Bach mündet.
Der Höhenunterschied vom tiefsten Punkt an der Ruhr bei Vorhalle (86 m ü. NN) zum höchsten Punkt östlich von Bölling 51° 18′ N, 7° 34′ O (438 m ü. NN) beträgt 352 m.

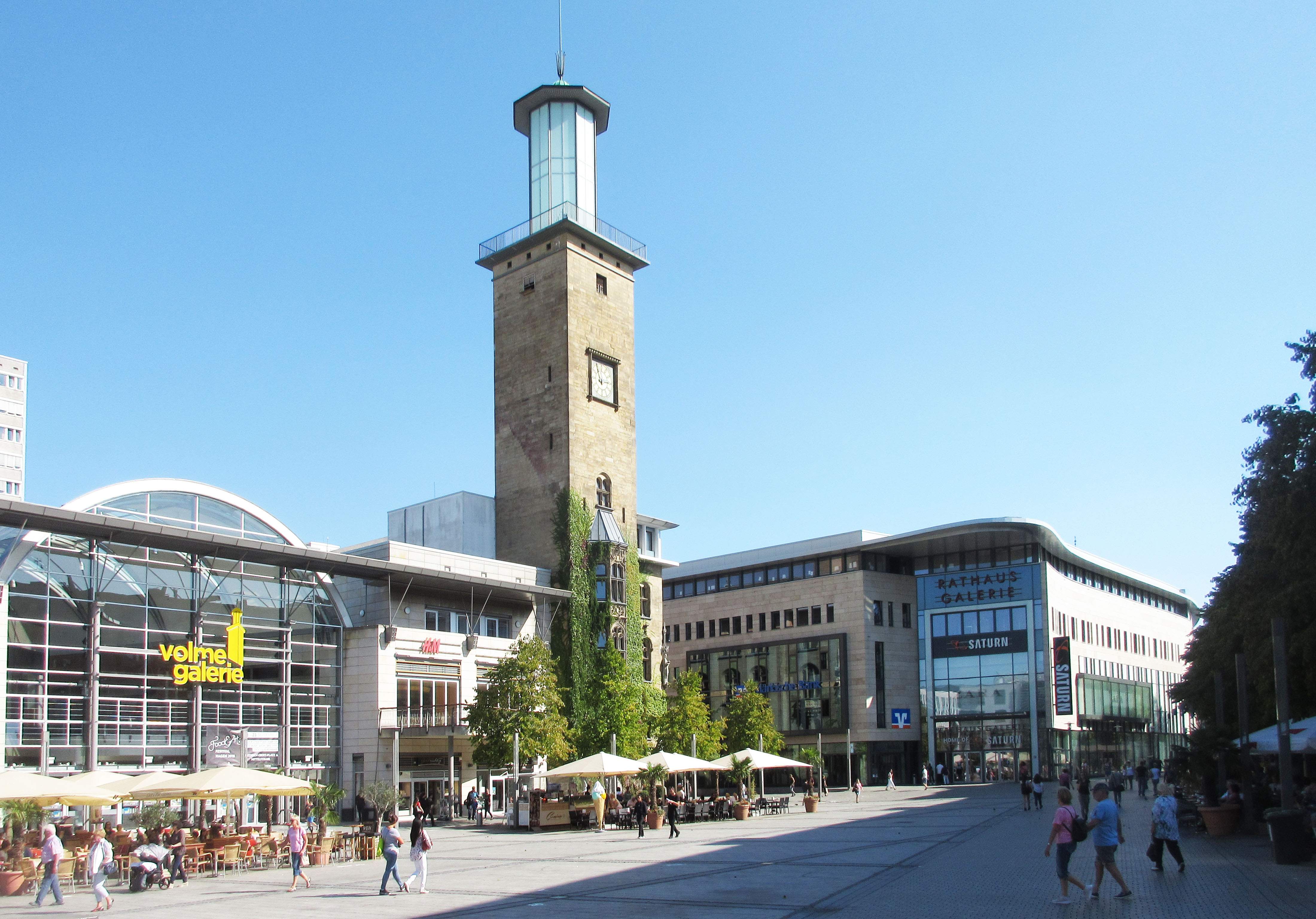
Friedrich-Ebert-Platz mit Rathausturm, Volme-Galerie und Rathausgalerie

Die größten Steigungen (mit mindestens 20 %) innerhalb des Hagener Stadtgebiets:
- Treppenstraße in Altenhagen mit 28 %
- Böhmerstraße in der Stadtmitte mit 27 %
- Ewaldstraße in Wehringhausen mit 27 %
- Rehstraße in Wehringhausen mit 26 %
- Tunnelstraße in Wehringhausen mit 26 %
- Kleiststraße in Eppenhausen mit 23 %
- Boeler Straße in Altenhagen mit 21 %
- Elfriedenhöhe in der Stadtmitte mit 20 %

### Geologie und Paläontologie
Der Raum Hagen gilt seit dem frühen 19. Jahrhundert als eine klassische Fundregion der Paläontologie und Archäologie (hierzu siehe auch: Geschichte der Stadt Hagen).

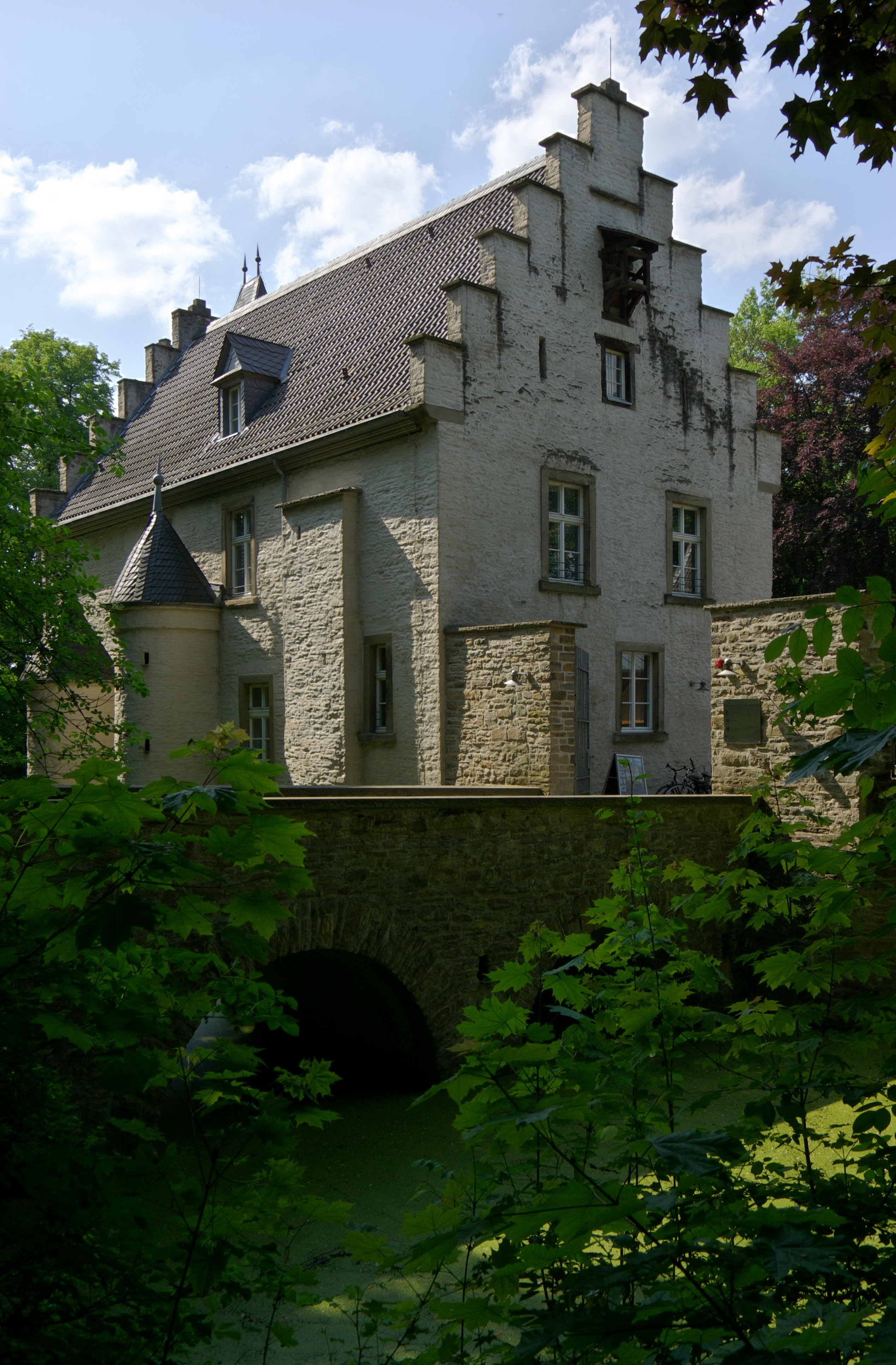
Museum für Ur- und Frühgeschichte im Wasserschloss Werdringen

Im Stadtgebiet stehen verschiedene Gesteine und Ablagerungen vom Devon bis zum Karbon an. In Karsthöhlen und -spalten des Massenkalkes haben sich Meeres- und Landablagerungen aus der Kreidezeit und dem Tertiär sowie dem Holozän erhalten.
Noch heute ist der Raum Hagen einer der weltweit wichtigsten Fundorte für Fossilien aus dem mittleren und oberen Devon und unteren Karbon. Zahlreiche bekannte Fundstellen, die noch in den 1980er-Jahren zugänglich waren, wurden überbaut oder zugeschüttet.
Aber auch andere Fossilienfundstellen mit Tier- und Pflanzenresten aus dem Paläozoikum bis zum Mesozoikum lieferten wichtige Beiträge zur geowissenschaftlichen Forschung. In der Umgebung von Hagen fanden sich z. B. die Knochen von Landsauriern und frühen Säugetieren sowie Pflanzenresten aus der unteren Kreidezeit.
In Hagen-Ambrock im Volmetal wurden Reste von Landpflanzen und Panzerfischen aus dem mittleren Devon entdeckt. Der breite Massenkalkzug mit Dolomit – Reste eines devonischen Korallenriffs – zwischen Schwelm und Balve wurde seit dem frühen 19. Jahrhundert in Steinbrüchen abgebaut.
Die frühere Ziegeleigrube Hagen-Vorhalle gilt als der weltweit wichtigste Fundort von 319 Millionen Jahre alten Insekten und anderen Fossilien, darunter frühe Großlibellen mit Flügelspannweiten von 40 cm, ausgestorbenen Urnetzflüglern und riesigen Hundert- und Tausendfüßern, aus dem flözleeren Oberkarbon. Der Steinbruch Hagen-Vorhalle gilt als Geotop mit Weltgeltung für die paläontologische Forschung. Funde aus dem Steinbruch sowie aus der gesamten Region sind im Museum für Ur- und Frühgeschichte im Wasserschloss Werdringen zu sehen.
Auf den Hochflächen von Emst, Dahl und Hohenlimburg haben sich Ablagerungen von frühen Flussterrassen der Lenne und Ruhr aus dem Tertiär erhalten. In Spaltenfüllungen des Massenkalkes bei Emst und Hohenlimburg fanden sich Haizähne, Landschnecken und Knochen von Säuge- und Meerestieren sowie Pflanzenreste aus dem Tertiär.
In einem Seitental der Lenne bei Holthausen wurden in der „Blätterhöhle“ Überreste von Steinzeitmenschen entdeckt. Mit einem C14-Alter von bis zu 11.300 Jahren stammen sie aus dem Anfang des Mesolithikums. Damit sind sie die bisher ältesten Nachweise für anatomisch moderne Menschen in der Nacheiszeit auf dem europäischen Kontinent.

### Klima

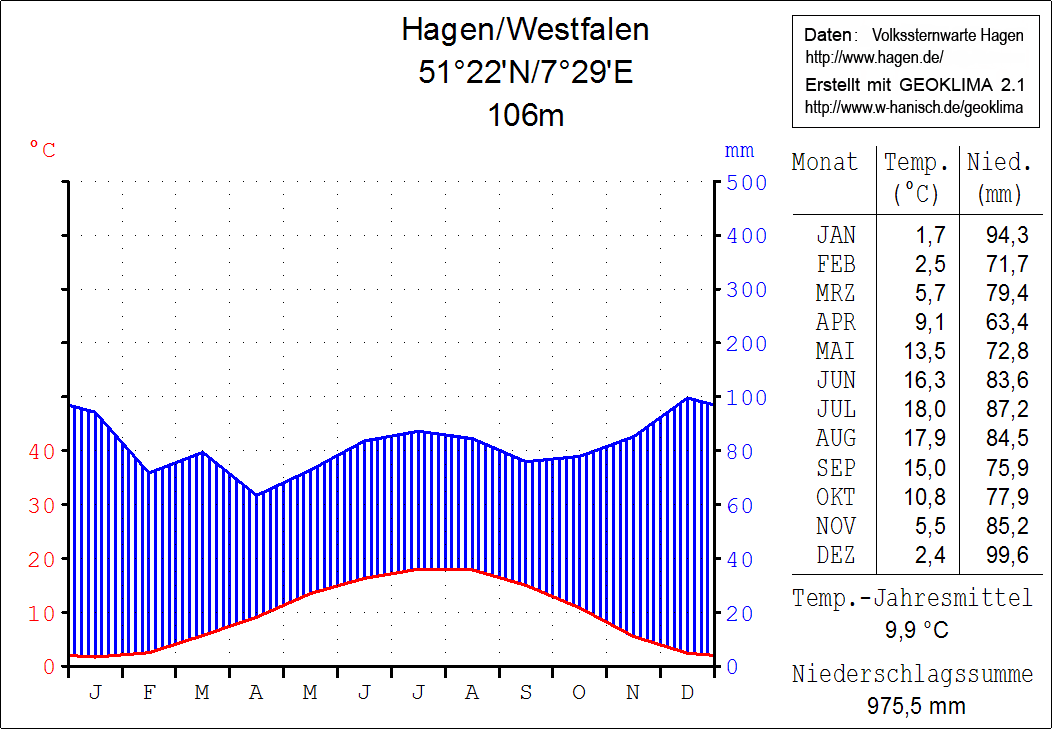
Klimadiagramm Hagen

| Klimadaten (1956/7–2010) | Jan  | Feb  | Mrz  | Apr  | Mai  | Jun  | Jul  | Aug  | Sep  | Okt  | Nov  | Dez  | Jahresmittelwert / Jahressumme |
| ------------------------ | ---- | ---- | ---- | ---- | ---- | ---- | ---- | ---- | ---- | ---- | ---- | ---- | ------------------------------ |
| Temperatur (°C)          | 1,7  | 2,5  | 5,7  | 9,3  | 13,5 | 16,3 | 18,0 | 17,9 | 15,0 | 10,7 | 5,6  | 2,5  | 9,9                            |
| Niederschlag (mm)        | 94,6 | 72,3 | 81,5 | 62,1 | 72,7 | 81,8 | 88,5 | 88,5 | 75,2 | 77,8 | 87,5 | 99,4 | 981,9                          |

### Stadtgliederung

Stadtbezirke und -teile von Hagen

In den dichtbesiedelten Tälern von Volme und Ennepe sowie im Hagener Norden entspricht das gewachsene Stadtbild der typischen Baugestalt von Ruhrgebietsstädten. Topografisch ist Hagen mit den südlichen Stadtteilen von Bochum, Essen und Mülheim vergleichbar. In den nach der Gebietsreform 1975 angegliederten südlichen Stadtgebieten, welche nur dünn besiedelt sind, zeigt sich ein Landschaftsbild, das eher sauerländisch anmutet – mit Bergen, Seen und Wäldern.
Hagen gliedert sich in fünf Stadtbezirke mit insgesamt 186.465 Einwohnern (2013).
| Stadtbezirk  | Statistischer Bezirk | Einwohner 2023 | Fläche in km² | Dichte in E/km² | zum Vergleich:  | Einwohner 2000 |
| ------------ | -------------------- | -------------- | ------------- | --------------- | --------------- | -------------- |
| Mitte        |                      | 82.606         | 20,5          | 4.030           | Rückgang 2,2 %  | 84.495         |
|              | Mittelstadt          | 23.451         | 02,7          | 8.686           | Zunahme 5,1 %   | 22.311         |
|              | Altenhagen           | 19.546         | 04,4          | 4.442           | Rückgang 1,8 %  | 19.906         |
|              | Hochschulviertel     | 12.553         | 03,5          | 3.587           | Rückgang 4,0 %  | 13.081         |
|              | Emst                 | 10.707         | 04,3          | 2.490           | Rückgang 6,5 %  | 11.455         |
|              | Wehringhausen        | 16.349         | 05,6          | 2.919           | Rückgang 7,9 %  | 17.742         |
| Nord         |                      | 37.569         | 29,6          | 1.269           | Rückgang 6,2 %  | 40.048         |
|              | Vorhalle             | 10.409         | 12,5          | 0.833           | Rückgang 7,3 %  | 11.233         |
|              | Boele                | 27.160         | 17,1          | 1.588           | Rückgang 5,7 %  | 28.815         |
| Haspe        |                      | 31.163         | 22,2          | 1.404           | Rückgang 0,3 %  | 31.268         |
|              | Haspe-Ost            | 18.061         | 14,7          | 1.229           | Rückgang 0,0 %  | 18.069         |
|              | Haspe-West           | 13.102         | 07,5          | 1.747           | Rückgang 0,7 %  | 13.199         |
| Eilpe/Dahl   |                      | 17.117         | 51,1          | 0.335           | Rückgang 8,2 %  | 18.643         |
|              | Eilpe                | 12.279         | 18,5          | 0.664           | Rückgang 5,6 %  | 13.001         |
|              | Dahl                 | 04.838         | 32,6          | 0.148           | Rückgang 14,3 % | 5.642          |
| Hohenlimburg |                      | 29.222         | 37,0          | 0.790           | Rückgang 11,5 % | 33.017         |
|              | Hohenlimburg         | 24.149         | 22,7          | 1.064           | Rückgang 13,9 % | 28.046         |
|              | Lennetal             | 05.073         | 14,3          | 0.355           | Zunahme 2,1 %   | 04.971         |

Siehe auch: Liste der Wohnbezirke von Hagen
Am 31. Dezember 2019 hatte Hagen laut offiziellen Angaben 188.686 Einwohner; nach Angaben der Stadt hatte die Gemeinde am 31. Dezember 2020 194.938 Einwohner.

## Geschichte

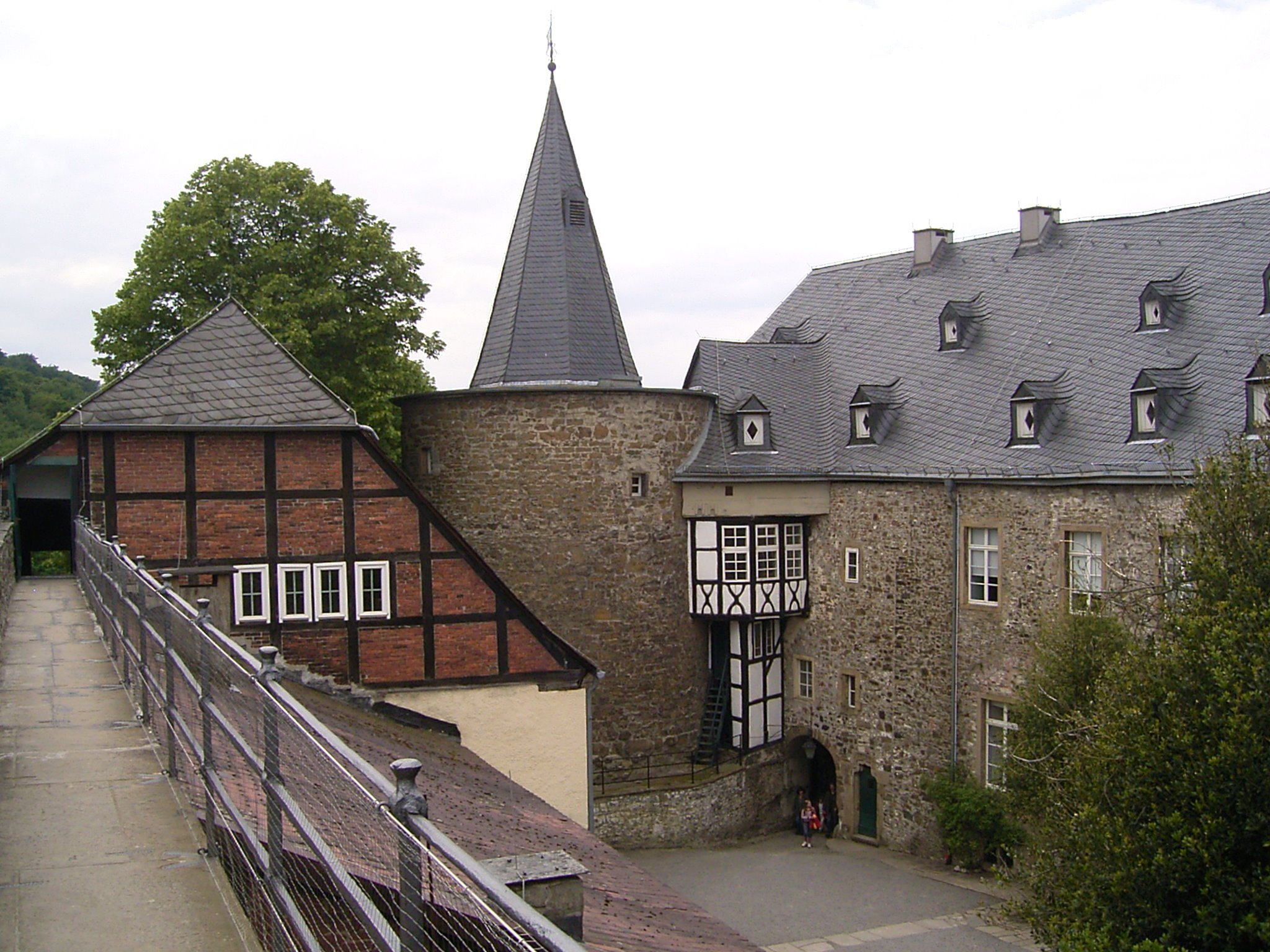
Schloss Hohenlimburg aus dem 13. Jahrhundert, Residenz der ehemaligen Grafschaft Limburg

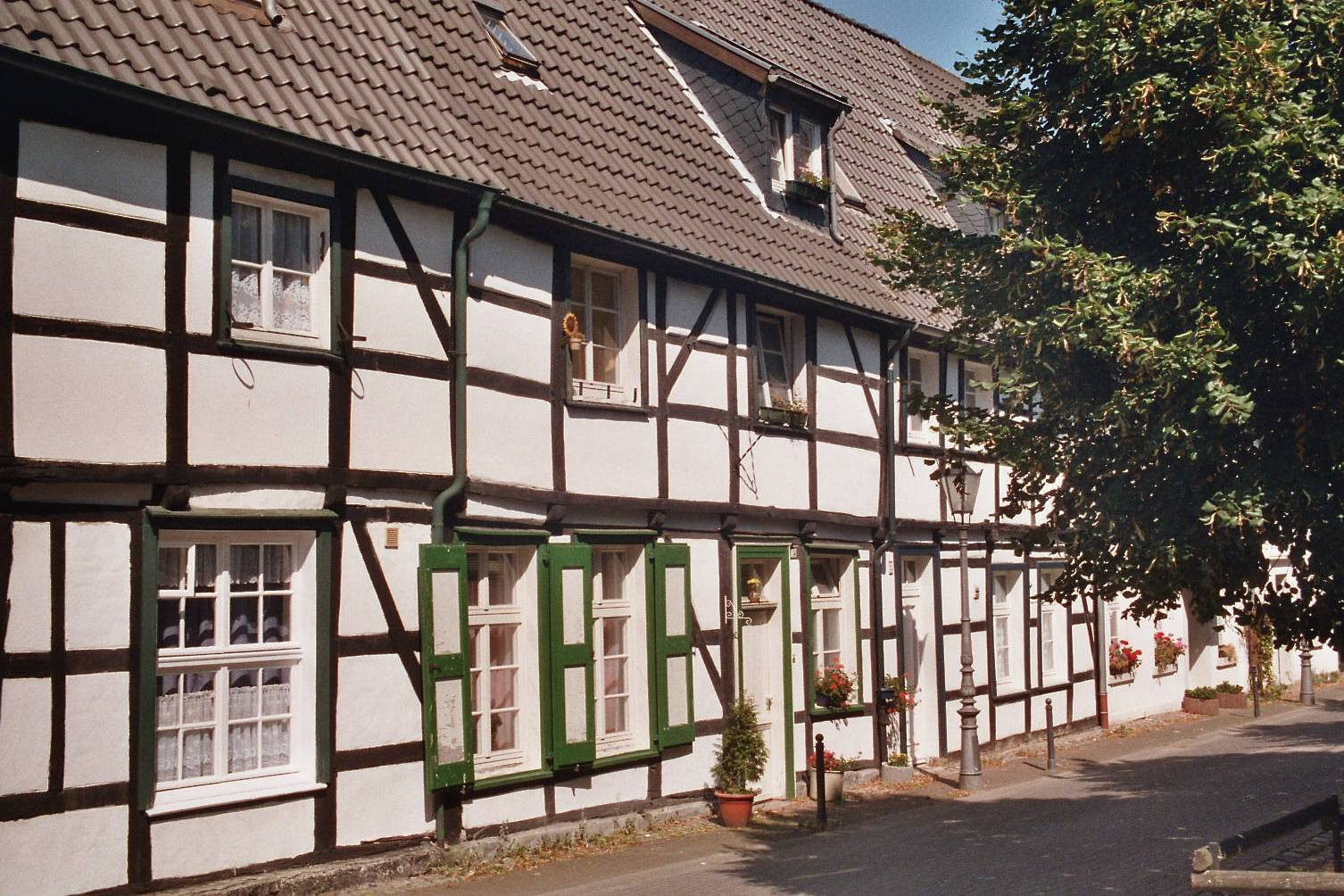
Lange Riege aus dem 17. Jahrhundert (Stadtteil Eilpe)

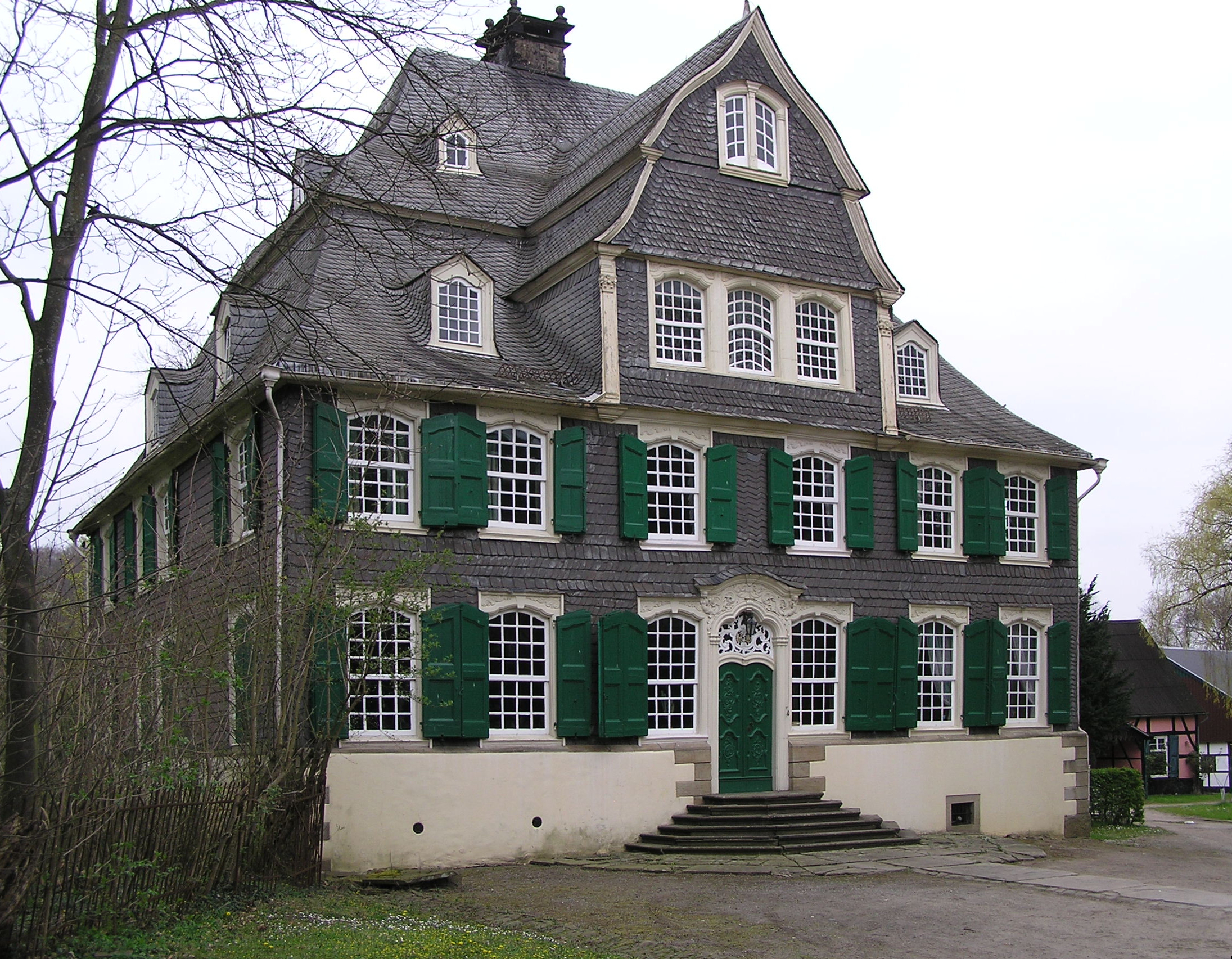
Haus Harkorten aus der 2. Hälfte des 18. Jahrhunderts

### Mittelalter

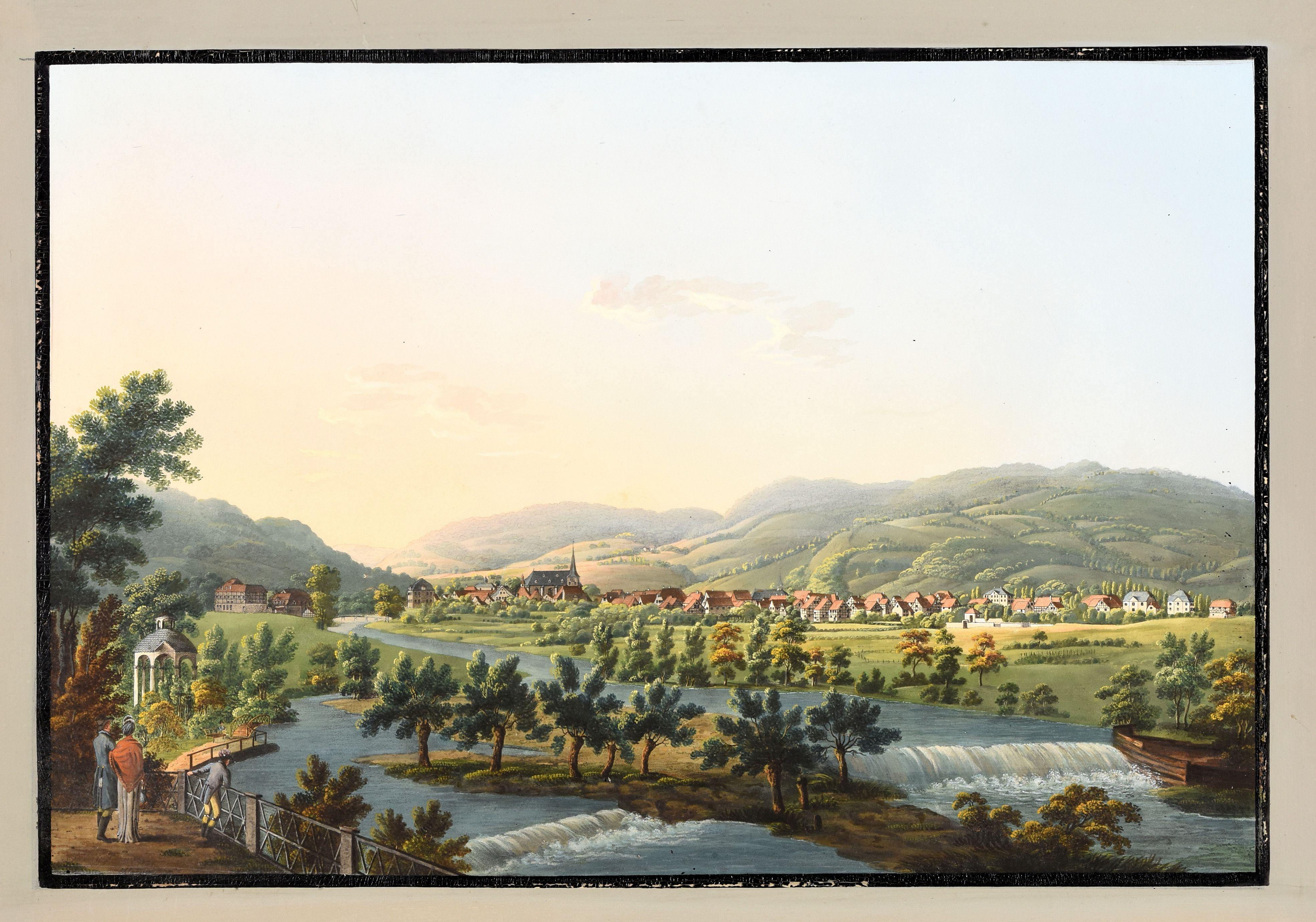
Bleuler, Hagen, um 1810.

In der Geschichtsschreibung taucht der Raum Hagen erstmals in den Lorscher Annalen (Annales Laureshamenses) auf: Im Jahr 775 wurde die nahe der Stadtgrenze zu Dortmund über der Ruhr-Lenne-Mündung gelegene sächsische Hohensyburg (Sigiburg) durch Truppen Karls des Großen erobert.
Dorf und Kirchspiel Hagen waren im Mittelalter relativ unbedeutend und standen politisch, wirtschaftlich und gesellschaftlich hinter den märkischen Stadtgründungen im Umland zurück, vor allem hinter Iserlohn und der benachbarten Grafschaft Limburg.
Statt von „Dorf Hagen“ oder „Kirchspiel Hagen“ wurde auch von der „Freiheit Hagen“ (Minderstadt), der Grafschaft Arnsberg zugehörig, gesprochen.

### Frühe Neuzeit
Durch den Bau der Langen Riege erlangte Hagen ab dem 17. Jahrhundert eine wachsende wirtschaftliche Bedeutung. Die Lange Riege wurde 1661 in Eilpe erbaut und war eine Klingenschmied-Siedlung mit mehreren wasserkraftbetriebenen Hammerwerken und Schmieden. Die Siedlung erstreckt sich entlang des Selbecker Baches nahe seiner Mündung in die Volme.
Ein Großbrand zerstörte im Jahr 1724 einen bedeutenden Teil der Gebäude von Hagen. Mit Hilfe der preußischen Staatsverwaltung konnte Hagen innerhalb kurzer Zeit wieder aufgebaut werden. (s. Hagener Stadtbrand)
Zum 3. September 1746 wurde dank einer Eingabe des in Hagen wohnenden Kriegs- und Steuerrates Michael Christian Göring eine Änderung im Steuerrecht verfügt, die Historiker als die Verleihung der Stadtrechte an Hagen ansehen. Ein exaktes Datum, ab wann Hagen offiziell als Stadt zu bezeichnen ist, hat die Forschung bisher nicht gefunden.
Seit dem Jahr 1817 war Hagen Sitz eines Amtes und eines Kreises innerhalb des Regierungsbezirks Arnsberg. 1837 wurden die revidierte Städteordnung und ein Magistrat eingeführt. Im Zuge der Industrialisierung wurde Hagen 1848 an das Netz der Bergisch-Märkischen Eisenbahngesellschaft angeschlossen und entwickelte sich zu einem wichtigen Eisenbahnknotenpunkt.
Um 1865 hatte Hagen die von ihrer Bevölkerung und Wirtschaftskraft bisher in Südwestfalen führende Stadt Iserlohn überholt. Zusammen mit Iserlohn stellte Hagen seit Mitte des 19. Jahrhunderts den kulturellen, verwaltungsrelevanten und wirtschaftlichen Mittelpunkt der südlichen Grafschaft Mark dar.

### Deutsches Reich, Weimarer Republik und Nationalsozialismus

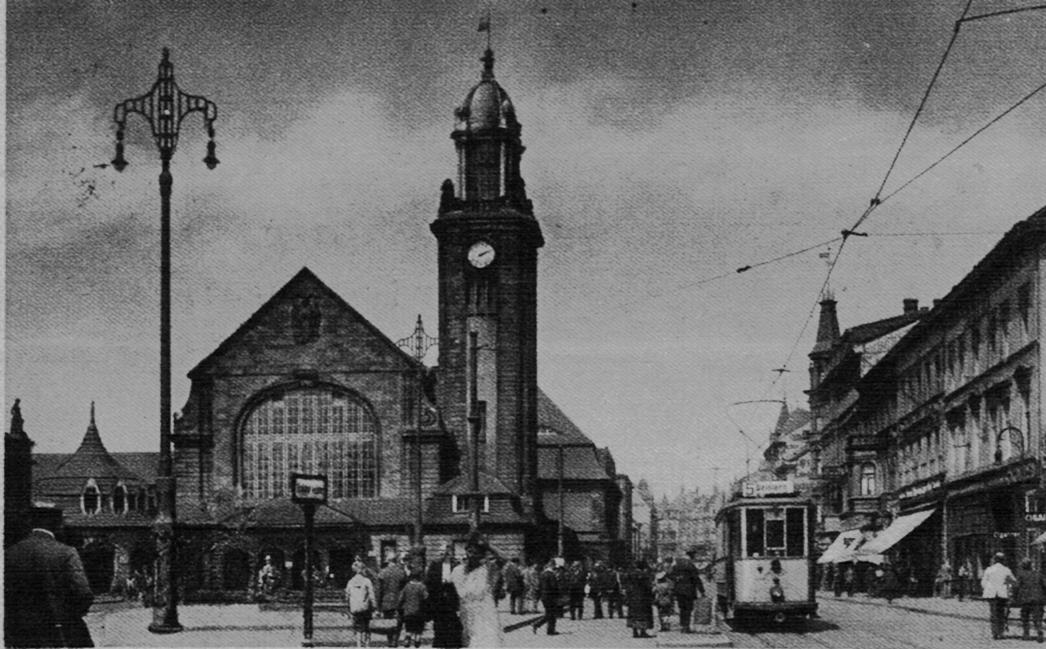
Hagener Hauptbahnhof, um 1920

Während des Deutschen Kaiserreiches von 1871 bis 1914 erlebte Hagen eine Blütezeit. Durch die Urbanisierung und Industrialisierung entwickelte sich die Stadt zum Oberzentrum für die gesamte Region südlich der Ruhr. Im Jahr 1887 schied Hagen verwaltungsrechtlich aus dem Kreis Hagen aus und wurde eine kreisfreie Stadt.
Der Bankier und Mäzen Karl Ernst Osthaus holte in den Jahren nach der Jahrhundertwende viele später bedeutende Architekten wie Henry van de Velde, Peter Behrens und Walter Gropius in die Stadt. Sie begründeten den Ruf von Hagen als Bindeglied zwischen Jugendstil und Moderne („Hagener Impuls“). Zentrum dieser Initiative waren das Folkwang-Museum und die (rudimentär ausgeführte) Gartenstadt Hohenhagen.
Begünstigt durch Hagens Stellung als Eisenbahnverkehrsknotenpunkt errichtete Peter Klöckner in der damals noch selbstständigen Nachbarstadt Haspe ein großes Hochofen- und Stahlwerk, die Hasper Hütte. Seit Frühjahr 1922 existierte in Hagen eine Ortsgruppe der NSDAP. Die Einwohnerzahl der Stadt überschritt 1928 die 100.000-Grenze und machte Hagen damit zur Großstadt. Durch weitere Eingemeindungen stieg diese bis 1939 auf rund 150.000 Einwohner an. Beim Novemberpogrom 1938 wurde die 1859 errichtete Synagoge an der Potthofstraße zerstört.

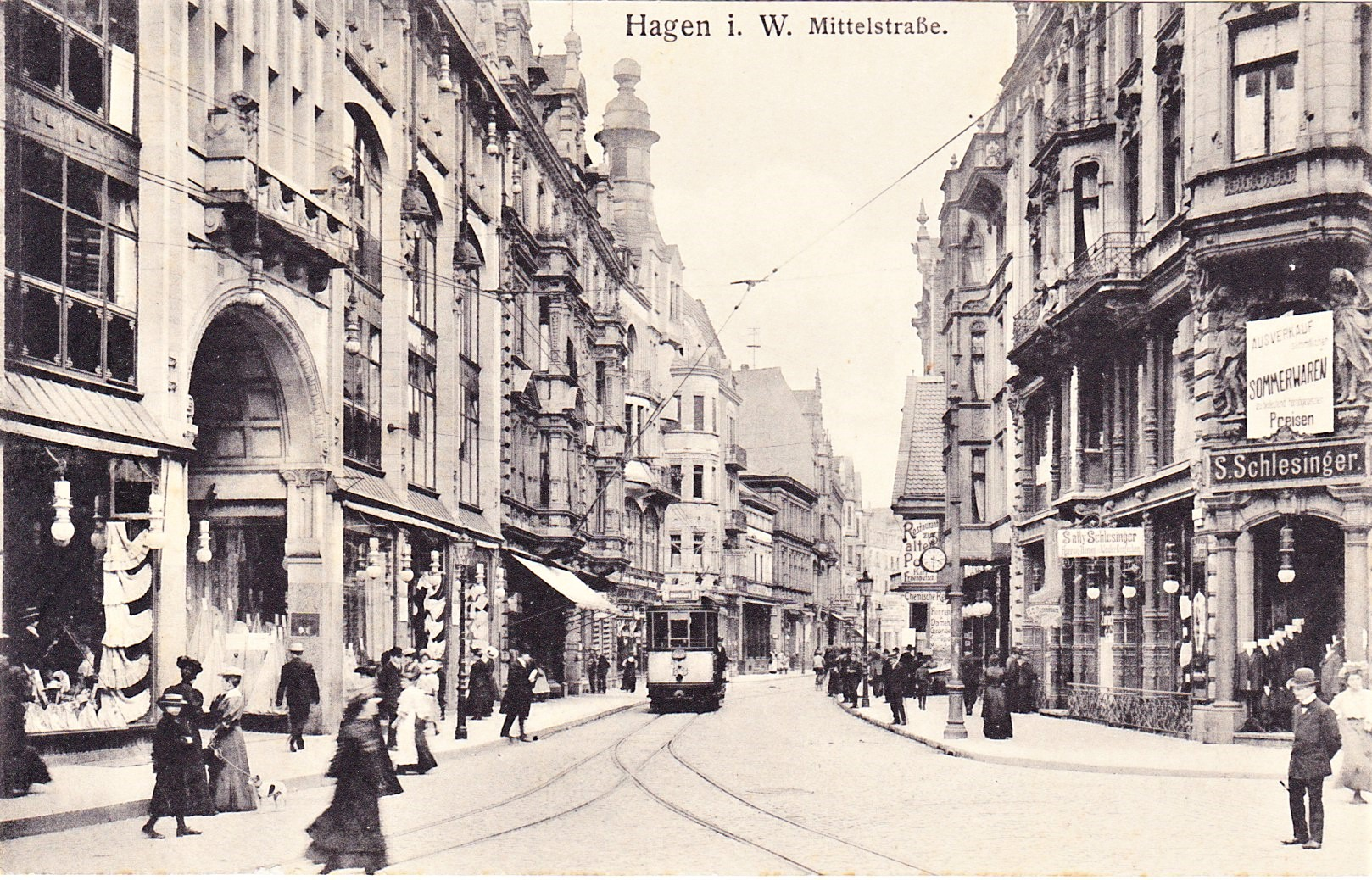
Mittelstraße, um 1912

In der Zeit des Nationalsozialismus wurden auch in Hagen Menschen mit jüdischen Hintergrund schikaniert und in Konzentrationslagern ermordet. Während des Zweiten Weltkriegs wurde die Hagener Innenstadt durch mehrere Luftangriffe nahezu vollständig zerstört, sodass nur noch die angrenzenden Stadtteile den gründerzeitlichen Baucharakter der Stadt wiedergeben. Die architekturgeschichtlich interessanten Gebäude des „Hagener Impulses“ blieben aufgrund ihrer innenstadtfernen Lage weitgehend erhalten. Die US-Armee besetzte Hagen schließlich in der Zeit vom 14. bis 17. April 1945. Andernorts endete der Krieg erst mit der Kapitulation der Wehrmacht am 8. Mai. Durch die Bombenangriffe waren über 2200 Menschen ums Leben gekommen. Viele Ausgebombte mussten evakuiert werden (teilweise bis nach Rügenwalde/Hinterpommern). Über 10.000 Hagener Bürger waren im Kriegseinsatz an der Front gestorben.

### Nachkriegszeit
Nach dem Zweiten Weltkrieg lag Hagen in der Britischen Zone. In den 1950er- und 1960er-Jahren erlebte Hagen ein weiteres stürmisches Wachstum und dehnte sich überwiegend in die flachere, nördliche Ebene aus. Das heutige Stadtzentrum liegt somit südlich der hauptsächlichen Wohnbebauung.
Fortschrittsglaube und zunehmende Motorisierung ließen – abgesehen vom beibehaltenen historischen Straßengrundriss – die Reste der früheren Innenstadtbebauung verschwinden. Die Pläne einer autogerechten Stadt, die den Autoverkehr mittels aufgeständerten Hochstraßen durch die Stadt führen sollte, wurden jedoch nur ansatzweise verwirklicht. Ein Zeuge dieser Jahre ist heute eine Hochstraße an der Altenhagener Brücke, die dicht an den Obergeschossen einer historischen Altbauzeile vorbeiführt.
Eine weitere Hochstraße ist die 1740 Meter lange Volmetalbrücke in Eilpe. Dem Straßenausbau mussten nicht nur zahlreiche Gebäude weichen, im Jahr 1976 wurde zudem auch der Straßenbahnbetrieb eingestellt.

### Spätes 20. Jahrhundert bis heute
Am 1. Januar 1970 wurde Hagen um Waldbauer vergrößert. Jedoch wurde diese Eingemeindung nach einem Gerichtsurteil am 18. Dezember 1970 aufgehoben. Waldbauer wurde wieder selbständig und am 1. Januar 1975 durch das Sauerland/Paderborn-Gesetz in die Stadt Breckerfeld eingemeindet.
Anfang der 1970er-Jahre begann im Zuge der Stahlkrise der Niedergang der Schwerindustrie in Hagen. Die Hasper Hütte wurde zwischen 1972 und 1982 vollständig stillgelegt, die Gussstahlwerke Wittmann gingen in die Insolvenz und zwei von drei Werken der Stahlwerke Südwestfalen wurden geschlossen. Weitere Arbeitsplatzverluste betrafen die Nahrungsmittelindustrie mit den Brauereien Bettermann und Andreas, den Süßwarenherstellern Villosa und Grothe und den Produktionsbetrieb von Zwieback Brandt.
Der östliche Teil des Hagener Stadtgebiets erstreckt sich seit dem 1. Januar 1975 auf das Territorium der früheren Grafschaft Limburg mit der bis dahin selbstständigen Stadt Hohenlimburg. Ab den späten 1970er-Jahren konnten die Arbeitsplatzverluste zum Teil durch die Industrialisierung des Lennetals aufgefangen werden. Letzteres war mit ausschlaggebend für das Bestreben zur Eingemeindung Hohenlimburgs, dessen Kaltwalzindustrie wirtschaftlich stabil war und einen Zuwachs an Arbeitsplätzen einbrachte.
In den 1970er Jahren wurde die Fußgängerzone in der Innenstadt eröffnet.

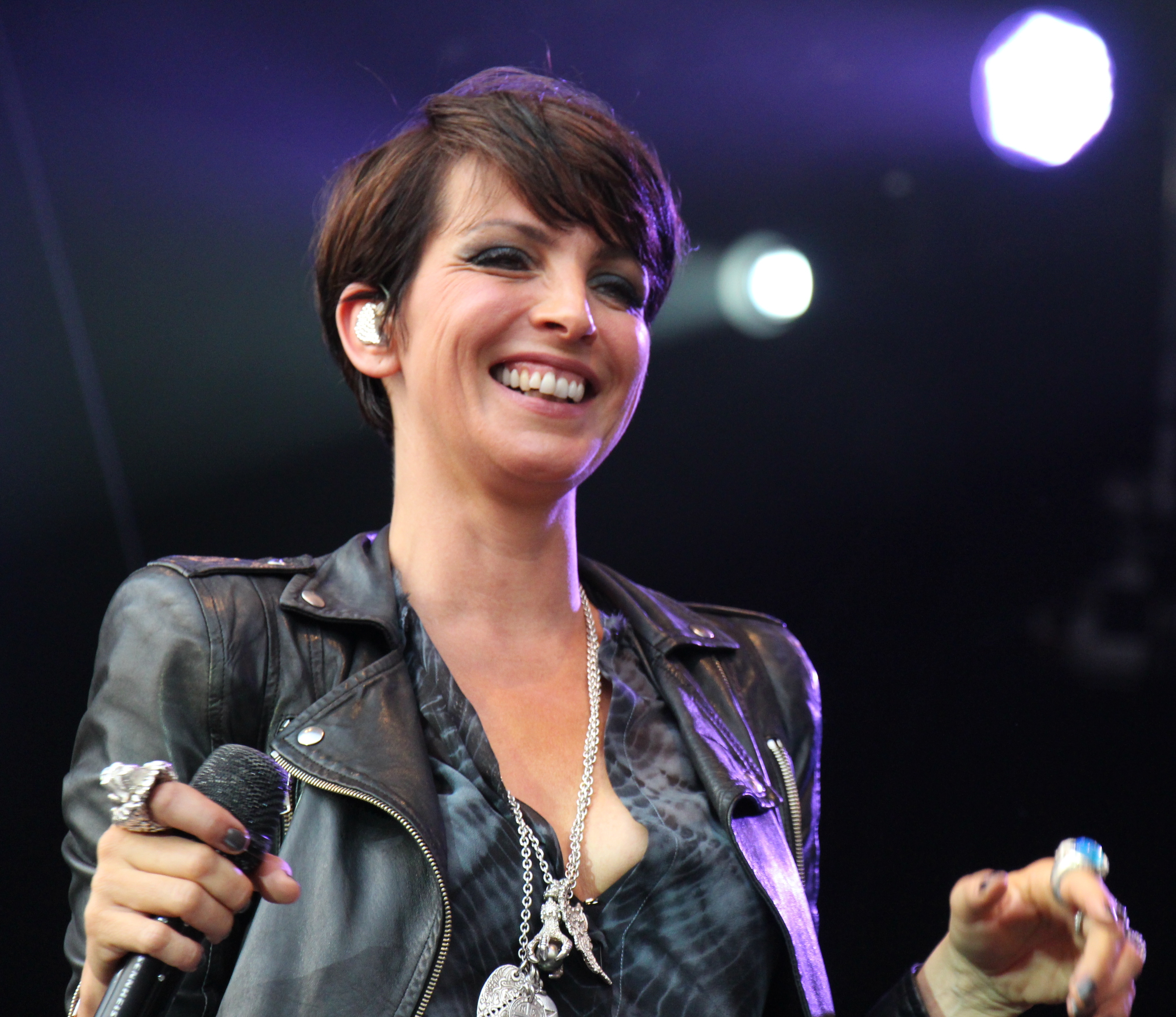
Nena – Ikone der Neuen Deutschen Welle

Anfang der 1980er-Jahre machte Hagen als „Liverpool der Neuen Deutschen Welle“ von sich reden. Viele bekannte Musiker und Bands dieser Musikrichtung (unter anderem Nena, Extrabreit und die Schwestern Annette und Inga Humpe) haben in Hagen ihre Wurzeln.
In den 1980er-Jahren konnte sich Hagen gegenüber den nördlichen Nachbarn Dortmund, Witten und Bochum wirtschaftlich gut behaupten. Bis heute liegt die mittlere Arbeitslosenquote etwa 3 Prozentpunkte unter dem Durchschnitt der Ruhrgebietsstädte. Die Hagener Arbeitslosenquote lag im Juli 2012 bei 10,2 %, im November 2012 bei 8,1 %.
Wirtschaftlich geriet Hagen in den 1990er-Jahren durch die zunehmende Globalisierung erneut unter Druck. Eine weitere Deindustrialisierungswelle begann im Stahlbereich, die etwa am fast vollständigen Verschwinden von Betrieben im Hohenlimburger Nahmertal abzulesen ist. Parallel dazu war in Hagen erneut ein Bevölkerungsschwund zu verzeichnen. Der Hagener Schuldenstand lag am 31. Dezember 2012 bei 1,383 Mrd. €.
Seit den 2000er-Jahren sind bedeutende Neu- und Umbauprojekte realisiert worden, die das Stadtbild Hagens heute maßgeblich prägen. Als Beispiele sind zu nennen: die Volme- und die Rathaus-Galerie, die Neugestaltung des Friedrich-Ebert-Platzes und des Bahnhofsvorplatzes (Berliner Platz) sowie der Bau des Rathauses an der Volme.
Die Bahnhofshinterfahrung, die die Wehringhauser Straße (B7) mit der Eckeseyer Straße (B54) verbindet und dabei die Innenstadt sowie das Bahnhofsareal auf der Westseite hinterfährt, ist seit März 2020 für den Verkehr freigegeben.
Im Jahr 2017 wurde Hagen in die 27. Auflage des Duden aufgenommen.
Mitte Juli 2021 war Hagen von einer Flutkatastrophe aufgrund von starken Regenfällen betroffen. Insbesondere wurden dabei Schäden im Volmetal und in Hohenlimburg verursacht.
Am 15. September 2021 – zu Jom Kippur – wurde ein mutmaßlicher Anschlag mit islamistischem Hintergrund auf die Hagener Synagoge verhindert.

## Bevölkerung

Einwohnerentwicklung von 1871 bis 2017

Hagen wurde im Jahr 1928 zur Großstadt, als die Bevölkerungszahl die Marke von 100.000 überschritten hatte. 1964 wurde die Grenze von 200.000 Einwohnern überschritten. Die höchste Einwohnerzahl hatte die Stadt nach der kommunalen Neugliederung 1975 mit 231.840 Personen.
Seit Dezember 2005 unterschreitet die Stadt (lt. Angaben der Stadtverwaltung) dauerhaft die Zahl von 200.000 Einwohnern, während das Landesamt für Datenverarbeitung und Statistik Nordrhein-Westfalen zu diesem Zeitpunkt bereits von nur 196.934 Einwohnern ausging. Einen Tiefpunkt erreichte die Einwohnerzahl 2012 mit 187.810 Personen, seitdem nimmt sie wieder zu. 2021 betrug das Saldo der Zu- bzw. Fortzüge +592 (–1.112 bei Deutschen und +1.704 bei Nichtdeutschen).
Am 31. Dezember 2023 lag die Einwohnerzahl bei 197.677, darunter 150.505 Deutsche und 47.172 Ausländer (nach dem städtischen Einwohnermelderegister), während die Landesdatenbank Nordrhein-Westfalen von nur 190.490 Personen ausging.
In der Größenrangliste der Städte in Deutschland nach Einwohnerzahl steht Hagen an 41. Stelle hinter Kassel und vor Hamm.
Der Anteil der unter 20-Jährigen lag in Hagen im Jahr 2024 bei 20,5 %, der Anteil der mindestens 60-Jährigen bei 29,0 %. Der Anteil der ausländischen Bevölkerung in Hagen betrug 2024 24,3 %. Einen Migrationshintergrund hatten im Jahr 2021 34,1 % der Hagener Bevölkerung.
Im März 2021 hatten 41,7 % der Kinder in Kindertageseinrichtungen einen Migrationshintergrund und 43,2 % der Kinder in Kindertageseinrichtungen hatten eine andere Umgangssprache als Deutsch.

Die Arbeitslosenquote lag im Oktober 2022 mit 12,1 % (8,4 % bei Deutschen und 28,1 % bei Nichtdeutschen) über dem Landesdurchschnitt von 7,7 %.
| Männer | Alterstufe | Frauen |
| ------ | ---------- | ------ |
| 572    | über 90    | 1524   |
| 1674   | 85–89      | 2895   |
| 3061   | 80–84      | 4569   |
| 3074   | 75–79      | 4085   |
| 4375   | 70–74      | 5151   |
| 5380   | 65–69      | 5876   |
| 6911   | 60–64      | 7133   |
| 7870   | 55–59      | 7668   |
| 6867   | 50–54      | 6919   |
| 5642   | 45–49      | 5587   |
| 6089   | 40–44      | 5770   |
| 6267   | 35–39      | 5915   |
| 6726   | 30–34      | 6292   |
| 6227   | 25–29      | 5753   |
| 5755   | 20–24      | 5310   |
| 5135   | 15–19      | 4813   |
| 4910   | 10–14      | 4731   |
| 5112   | 5–9        | 4858   |
| 5129   | 0–4        | 4911   |

| Jahr | in Prozent |
| ---- | ---------- |
| 1985 | 10,4 %     |
| 1990 | 12,8 %     |
| 2000 | 13,8 %     |
| 2013 | 13,6 %     |
| 2014 | 14,5 %     |
| 2015 | 16,5 %     |
| 2016 | 17,7 %     |
| 2017 | 18,4 %     |
| 2018 | 19,1 %     |
| 2019 | 19,9 %     |
| 2020 | 20,8 %     |
| 2021 | 21,6 %     |
| 2022 | 23,0 %     |
| 2023 | 23,9 %     |

## Politik

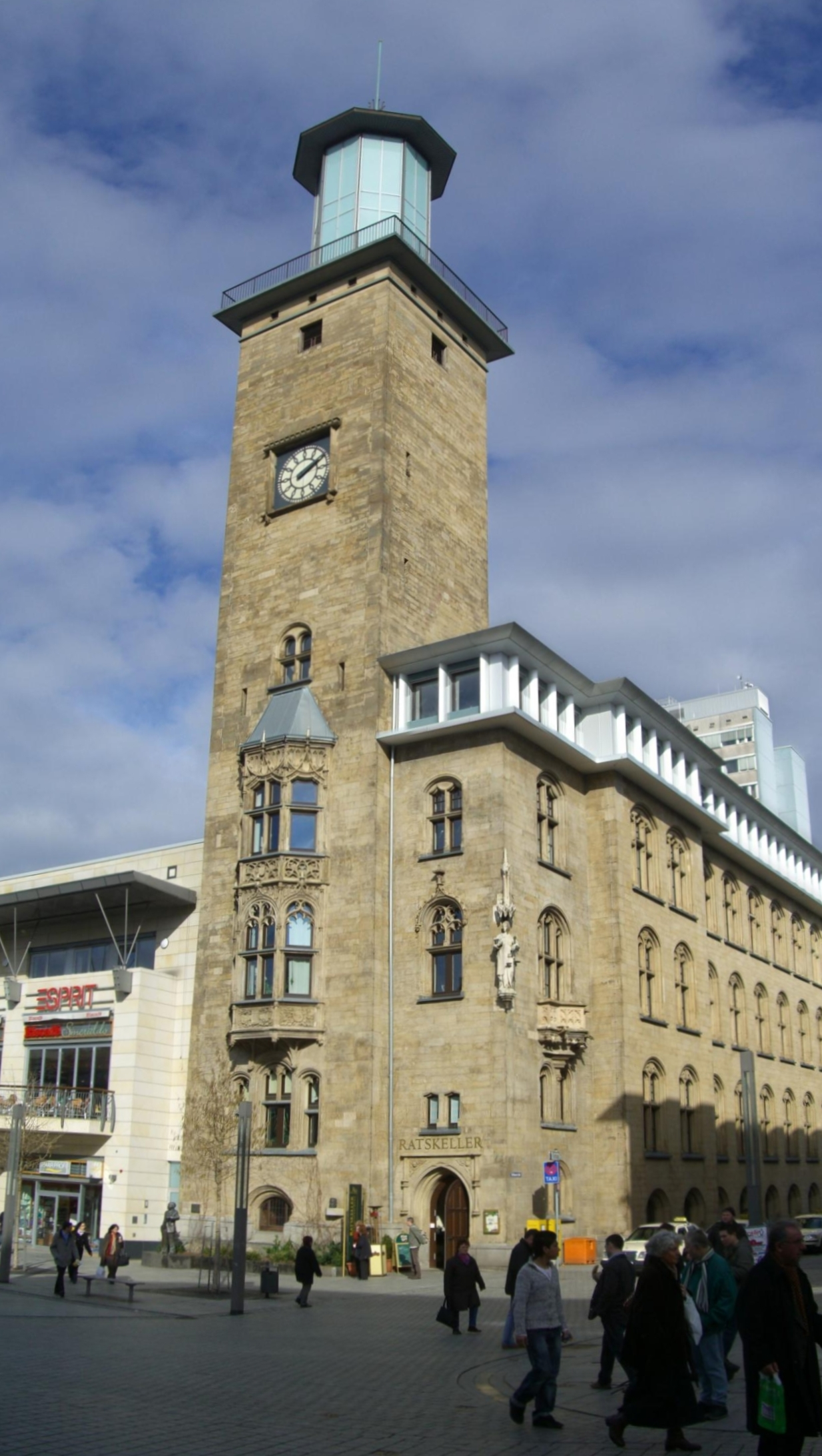
Hagener Rathausturm

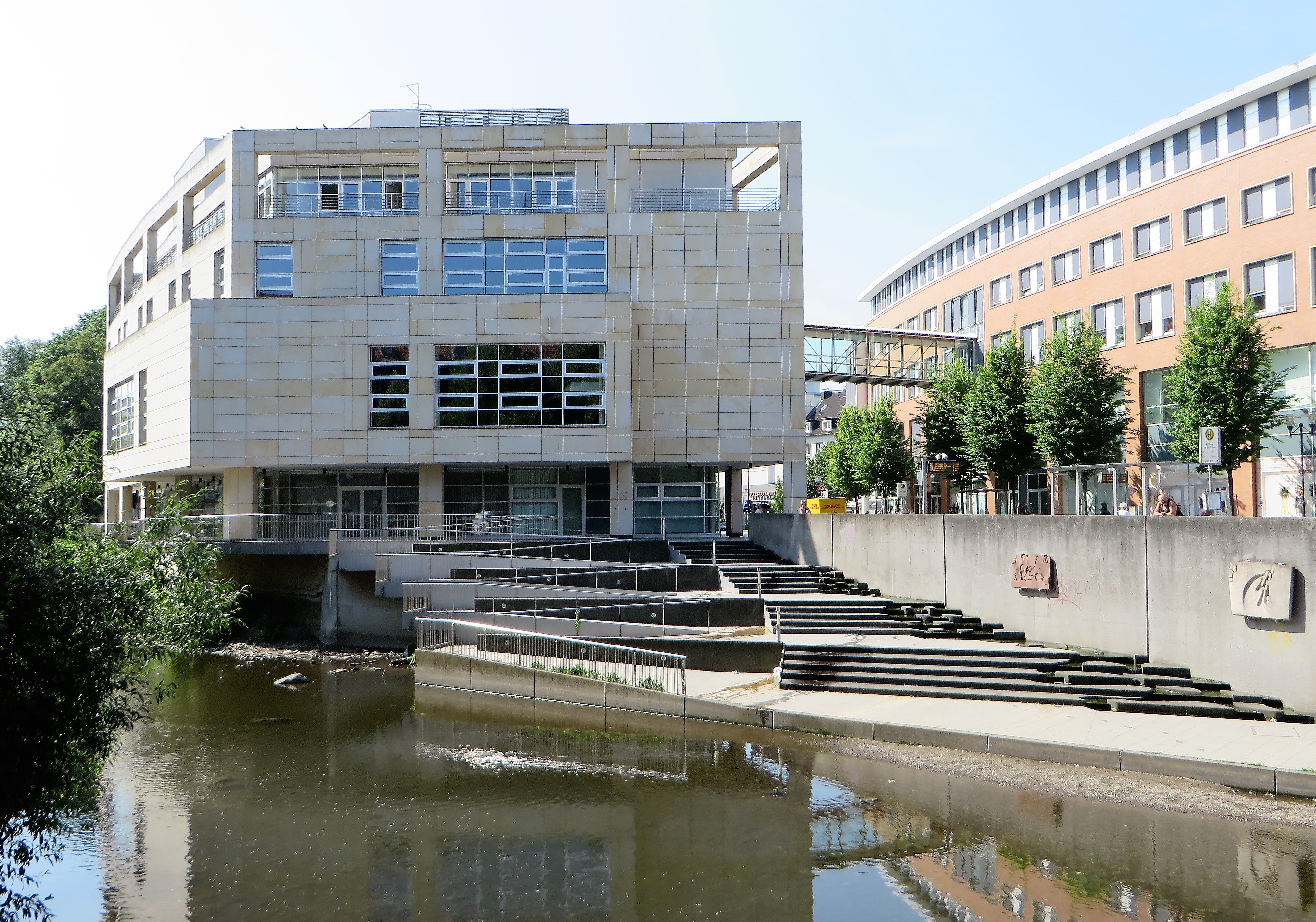
Rathaus an der Volme

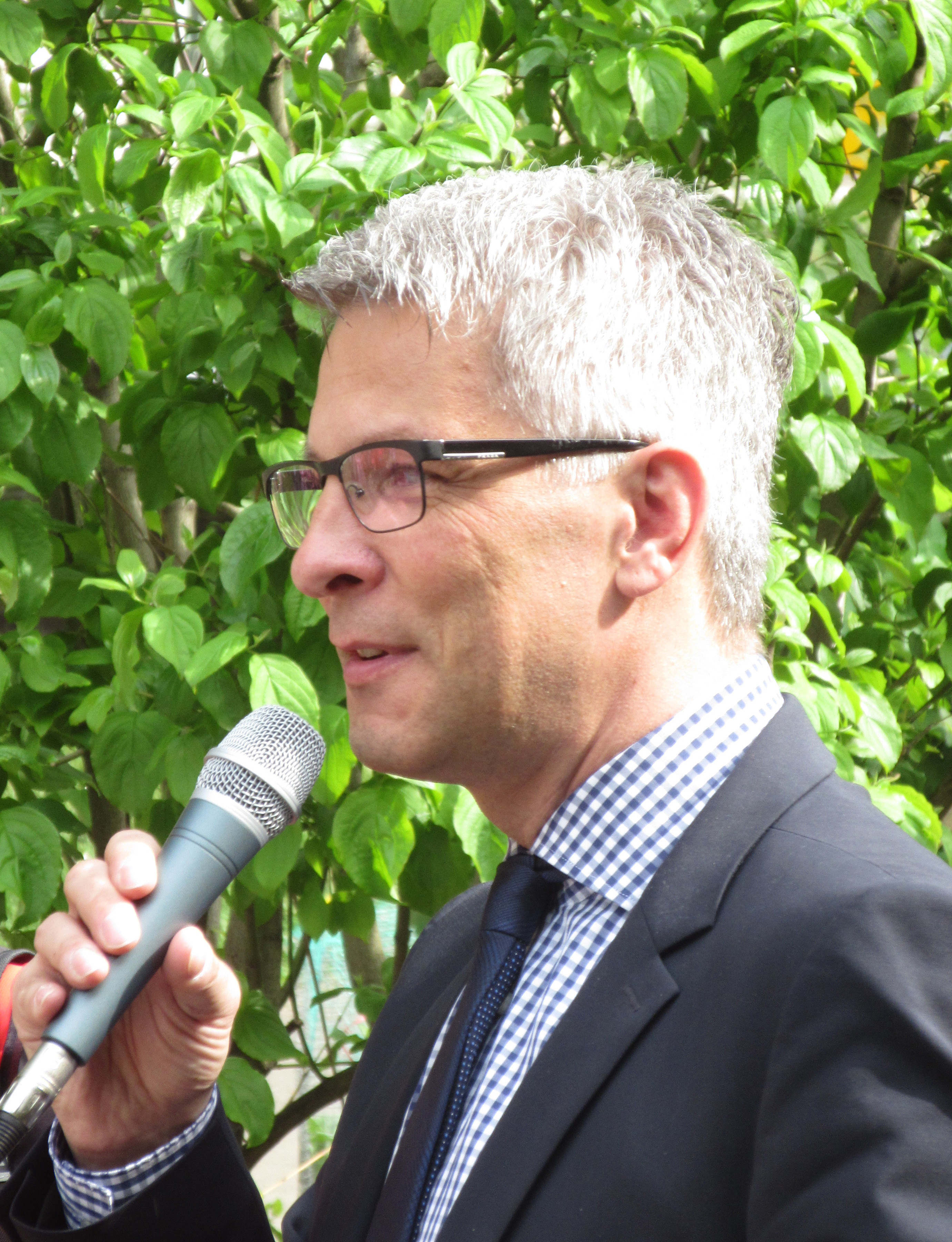
Oberbürgermeister Erik O. Schulz

### Bürgermeister und Oberbürgermeister
- 1746–1749: Heinrich Wilhelm Emminghaus
- 1749–1750: Heinrich Caspar Hiltrop
- 1750–1771: Johann Caspar Hücking
- 1771–1795: Heinrich Arnold Wülfingh
- 1795–1808: Peter Matthias Jule
- 1808–1809: Carl Johann Elbers I.
- 1809–1821: Carl Ludwig Christian Dahlenkamp
- 1821–1823: Wilhelm Möllenhoff
- 1823–1827: Johann Conrad Pütter
- 1827–1831: August Wille
- 1831–1832: Wilhelm Kämper
- 1832–1835: Johann Peter Aubel
- 1835–1837: Friedrich Kämper
- 1837–1849: Ferdinand Elbers
- 1849–1864: Johann Diedrich Friedrich Schmidt
- 1864–1876: Friedrich Dödter
- 1876–1900: August Prentzel
- 1901–1927: Willi Cuno, (FVP, ab 1918: DDP)
- 1927–1929: Alfred Finke (DDP)
- 1929–1933: Cuno Raabe (Zentrum)
- 1933–1945: Heinrich Vetter (NSDAP)
- 1945–0000: Werner Dönneweg (NSDAP, kommissarisch vom 18. April–18. Mai 1945)
- 1945–1946: Ewald Sasse (CDU, ab 18. Mai 1945 zunächst kommissarisch, später hauptamtlich)
- 1946–1956: Fritz Steinhoff (SPD)
- 1956–1963: Helmut Turck (SPD)
- 1963–1964: Fritz Steinhoff (SPD)
- 1964–1971: Lothar Wrede (SPD)
- 1971–1989: Rudolf Loskand (SPD)
- 1989–0000: Renate Löchter (SPD)
- 1989–1999: Dietmar Thieser (SPD)
- 1999–2004: Wilfried Horn (CDU)
- 2004–2009: Peter Demnitz (SPD)
- 2009–2014: Jörg Dehm (CDU)
- 2014–0000: Erik O. Schulz (parteilos)

Seit dem Jahr 1996 ist der Oberbürgermeister wieder der hauptamtliche Leiter der Verwaltung, bis dahin hatte es auch einen Oberstadtdirektor gegeben.
Heute gibt es neben dem Amt des Oberbürgermeisters noch die Ehrenämter des Ersten Bürgermeisters (1. Stellvertreter) und zwei weiterer Bürgermeister (2. und 3. Stellvertreter). Derzeit sind dies Hans-Dieter Fischer (CDU), Dietmar Thieser (SPD) sowie Karin Köppen (Bündnis 90/Die Grünen).

### Stadtrat
- DIE LINKE: 2
- Die PARTEI: 1
- GRÜNE: 7
- SPD: 13
- Hagen Aktiv: 4
- BfHo: 2
- FDP: 2
- CDU: 14
- HAK: 2
- AfD: 5

Ein Ratsmitglied ist unmittelbar nach der Wahl 2014 aus Hagen Aktiv ausgetreten und hat als Parteiloser ermöglicht, dass eine AfD-Fraktion gebildet werden konnte. Ein weiteres Ratsmitglied ist unmittelbar nach der Wahl aus der SPD ausgetreten und hat als Parteiloser ermöglicht, dass eine FDP-Fraktion gebildet werden konnte. Die beiden Ratsmitglieder der BfHo (Bürger für Hohenlimburg) und der Piraten hatten sich zur Ratsgruppe BfHo/Piraten zusammengeschlossen, ein bisheriges Mitglied der SPD hat sich 2017 den BfHo angeschlossen, sodass die Fraktionsstärke erreicht wurde.
Im Stadtrat bilden CDU, Grüne und FDP eine Koalition („Allianz“), die den parteilosen Oberbürgermeister Erik O. Schulz unterstützt. Auch mit der Stimme des Oberbürgermeisters kommt die Koalition nur auf 23 von 52 Stimmen und ist auf Unterstützung von mindestens drei weiteren Ratsmitgliedern angewiesen.
Mit den Kommunalwahlen in Nordrhein-Westfalen 2020 verloren die Piraten ihren Sitz, gleichzeitig erlangten die neugegründete Wählergemeinschaft „Hagener Aktivisten-Kreis“ und die ebenso erstmalig antretende PARTEI erstmals Mandate im Stadtrat.

### Wappen, Banner und Flagge
| Wappen der Stadt Hagen | Blasonierung: „In Blau ein bewurzelter goldener (gelber) Eichbaum mit fünf Ästen.“ |
| Wappen der Stadt Hagen | Wappenbegründung: Das Wappen von Adolf Matthias Hildebrandt entworfene Wappen wurde erstmals am 1. Februar 1897 durch den preußischen König Wilhelm II. verliehen. Es hatte zuerst eine dreitürmige und ab 1928 anlässlich der Großstadtwerdung eine fünftürmige Mauerkrone. Seit 1933 ist die Mauerkrone entfernt und die Eiche wird etwas kantiger dargestellt. Das erste Stadtsiegel, nachgewiesen 1751, zeigt eine Lilien artige Pflanze, die wohl aber schon die für „Hag“ (Wald) redende Eiche bedeutete. Häufig werden die elf Blätter als Symbol für elf Stadtteile Hagens (Mittelstadt, Altenhagen, Boele, Emst, Dahl, Wehringhausen, Vorhalle, Eilpe, Haspe, Hohenlimburg und das Hochschulviertel) und die fünf Äste als fünf Flüsse, die durch Hagen führen (Ruhr, Lenne, Volme, Ennepe und der Hasperbach) angesehen. Diese Interpretation ist jedoch historisch falsch, da zur Zeit der Entstehung des Wappens einige der heutigen Stadtteile noch gar nicht eingemeindet waren und auch die bestehenden Stadtteile nicht klar definiert sind, sodass eine Festlegung der Zahl auf elf möglicherweise eher willkürlich stattgefunden haben würde. Zudem existiert das Hochschulviertel bis heute nur im Volksmund; zur Zeit der Wappenentstehung gab es keine Hochschule in Hagen. Darüber hinaus wird der Hasperbach in der Regel nicht als Fluss betrachtet (darum auch der gängigere Begriff „Vier Flüsse-Stadt Hagen“). |

Banner: „Das Banner ist blau-gelb gespalten mit dem Wappen der Stadt in der Mitte der oberen Hälfte.“
Hissflagge: „Die Flagge ist blau-gelb geteilt mit dem Wappen der Stadt in der Mitte.“
Es werden auch Flaggen und Banner ohne Wappen verwendet. An Beflaggungstagen wird vor städtischen Gebäuden eine blau-goldene Bikolore gehisst.

Banner
Banner ohne Wappen
Hissflagge
Hissflagge ohne Wappen
Wappen des ehem. Amtes Ergste
Wappen der ehem. Stadt Haspe
Wappen der ehem. Stadt Hohenlimburg

### Stadtname
Die früheste namentliche Erwähnung des Ortes stammt aus der Mitte des 12. Jahrhunderts, als von Hagene (Dativ) die Rede ist. Es folgen 1161 Hage und 1190 Hagen. Dem Ortsnamen liegt das altsächsische Gattungswort hagen, mittelniederdeutsch hāgen zugrunde, was ‘Dornstrauch, Hecke, lebendiger Zaun; Buschwerk, Gehölz; eingefriedetes Feldstück’ bedeutet.

### Städtepartnerschaften
Mit folgenden Städten unterhält Hagen eine Städtepartnerschaft:
| - Liévin (Frankreich), seit 1960 - Kouvola (Finnland), 1963–2009 - Montluçon (Frankreich), seit 1965 | - Berliner Bezirk Steglitz-Zehlendorf (Deutschland), seit 1967 - Bruck an der Mur (Österreich), seit 1974 - Smolensk (Russland), seit 1985 - Modi’in (Israel), seit 1997 |

## Infrastruktur und Wirtschaft
Im Jahre 2016 erbrachte Hagen, innerhalb der Stadtgrenzen, ein Bruttoinlandsprodukt (BIP) von 6,235 Milliarden Euro. Das BIP pro Kopf lag im selben Jahr bei 33.048 € (Nordrhein-Westfalen: 37.416 €, Deutschland 38.180 €) und damit leicht unter dem regionalen und nationalen Durchschnitt. In der Stadt gab es 2016 ca. 98.000 erwerbstätige Personen. Die Arbeitslosenquote lag im Dezember 2018 bei 9,1 % und damit deutlich über dem Durchschnitt von Nordrhein-Westfalen mit 6,4 %.

### Wirtschaft

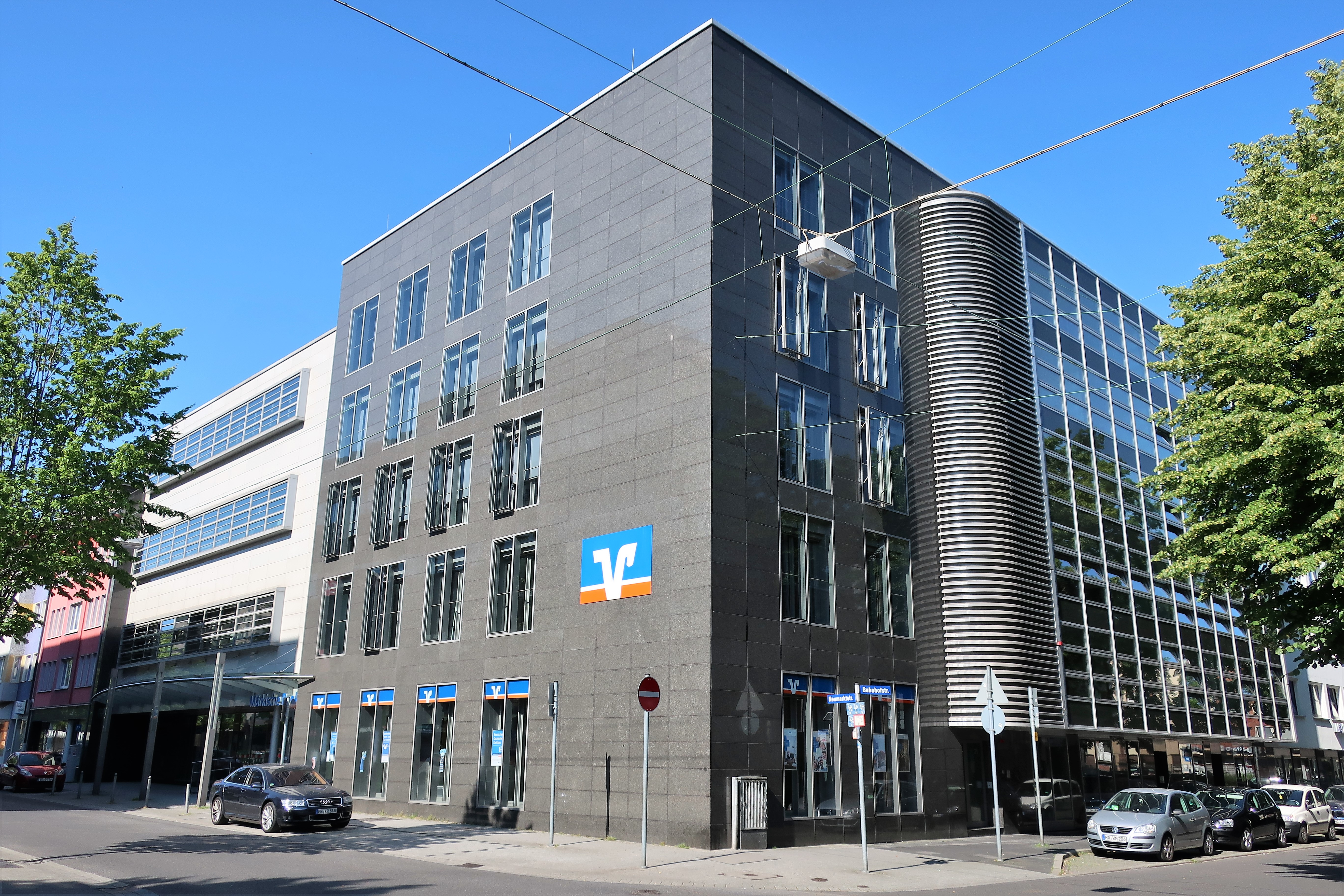
Märkische Bank

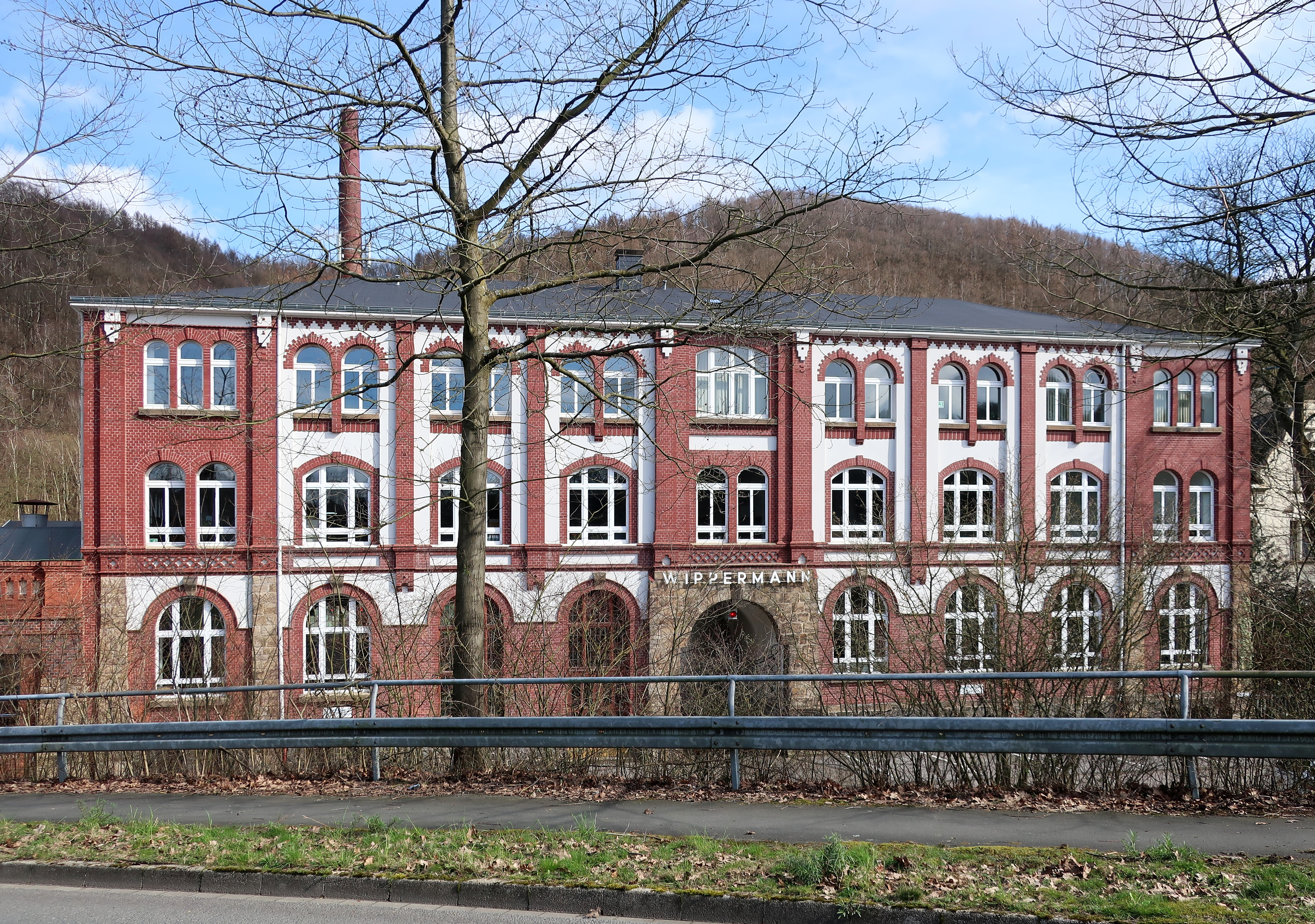
Kettenfabrik Wippermann in Hagen-Delstern

Die 1843 in Hagen gegründete Südwestfälische Industrie- und Handelskammer ist neben dem südöstlichen Ruhrgebiet (Stadt Hagen, Ennepe-Ruhr-Kreis) auch für den Märkischen Kreis zuständig.
Bis in die 1970er-Jahre prägte Schwerindustrie die Stadt, doch diese ist in Hagen nicht mehr beheimatet. Die regional bedeutende Brauerei Andreas stellte im Juli 1995 ihren Betrieb ein.
Wirtschaftlich wird die Stadt heute von metallverarbeitender mittelständischer Industrie sowie zunehmend vom Dienstleistungsgewerbe geprägt. Bekannte Unternehmen, wie Varta (seit 2000: Hawker-Batteries/EnerSys), Europart Holding, Westfalia, Christ, Thalia Bücher, Kabel Premium Pulp & Paper, Bilstein-Gruppe, C.D. Wälzholz, Westfa, Carl Bechem GmbH, Sinn, Wikinger Reisen und Brandt (seit 2002 Produktion im thüringischen Ohrdruf) haben ihren Unternehmenssitz in der Stadt. Thyssenkrupp kündigte an, seine Hagener Fabrik für Federn und Stabilisatoren bis 2027 zu schließen.
Um die Belange der Wirtschaft in der Stadt kümmert sich die HagenAgentur; sie ist im Jahr 2009 aus der Wirtschaftsförderung WFG hervorgegangen.
Ab September 2013 tätigte die Ewald Dörken AG mit der Errichtung einer Spinnvliesfertigung im Ortsteil Vorhalle für insgesamt 35 Millionen Euro eine der größten Investitionen in der Geschichte der Stadt (Stand September 2013).
Um den Einzelhandel auszubauen, wurde 2003 die Volme-Galerie mit über 60 Geschäften eröffnet. Im Jahr 2014 wurde die Rathaus-Galerie mit etwa 80 Einzelhandelsgeschäften eröffnet. Beide Einkaufsgalerien liegen zentral am Friedrich-Ebert-Platz.
Zwei regional bedeutende Kreditinstitute haben ihren Sitz in Hagen: die Sparkasse an Volme und Ruhr sowie die Märkische Bank.
Mit zahlreichen Verbänden, Vereinen, vielen Kultur- und Freizeitangeboten sowie vielfältigen Einkaufsmöglichkeiten ist Hagen als Oberzentrum eingestuft. Damit konkurriert Hagen mit umliegenden größeren Städten wie Dortmund, Bochum und Wuppertal.

### Verkehr
Hagen ist an das ICE-Netz angeschlossen. Vom Hagener Hauptbahnhof verkehren regelmäßig Fernzüge, national wie international. Hagen ist außerdem Schnittstelle wichtiger Autobahnverbindungen in Nord-Süd- und Ost-West-Richtung.
Schienen- und Busverkehr

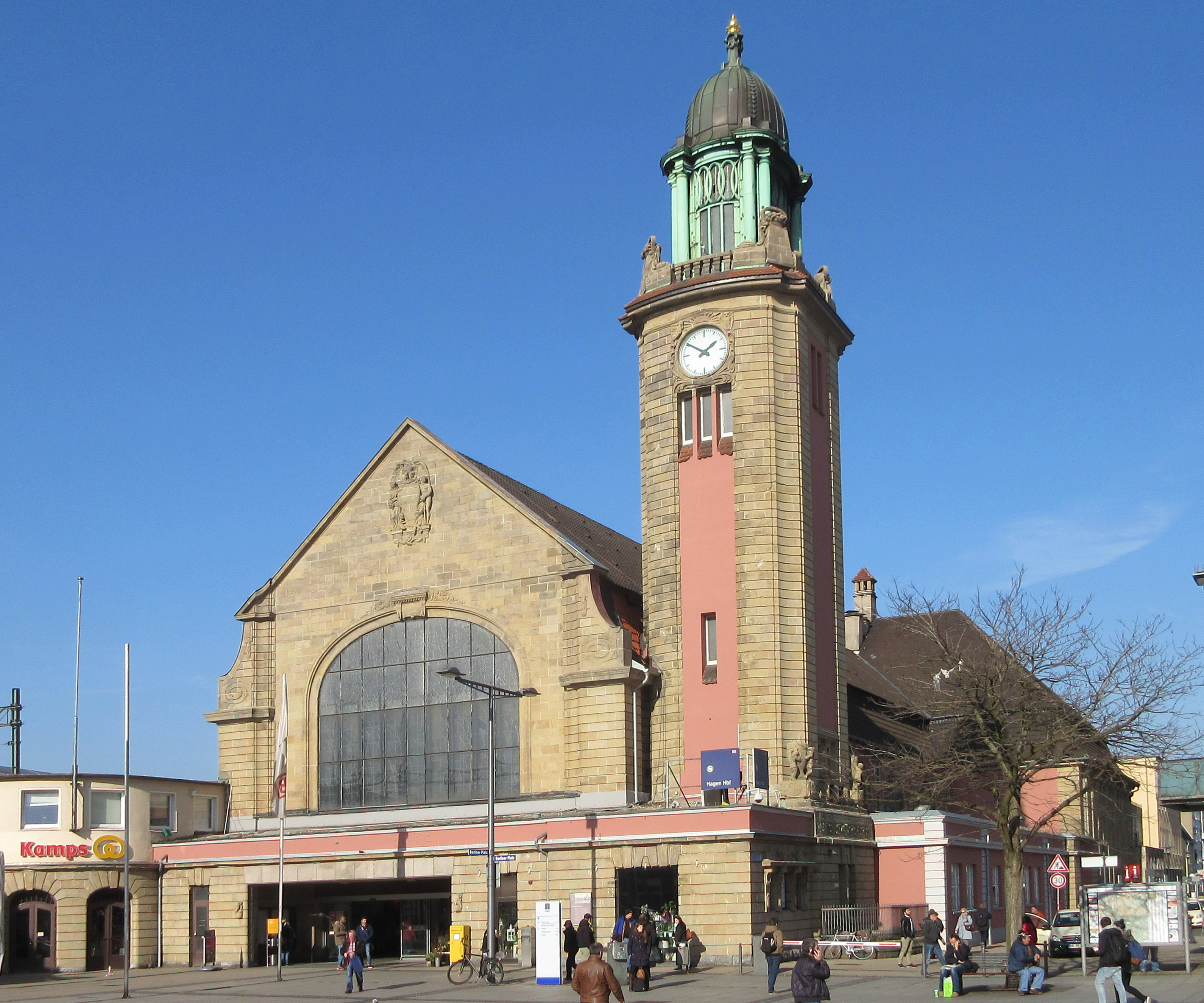
Empfangsgebäude des Hauptbahnhofes

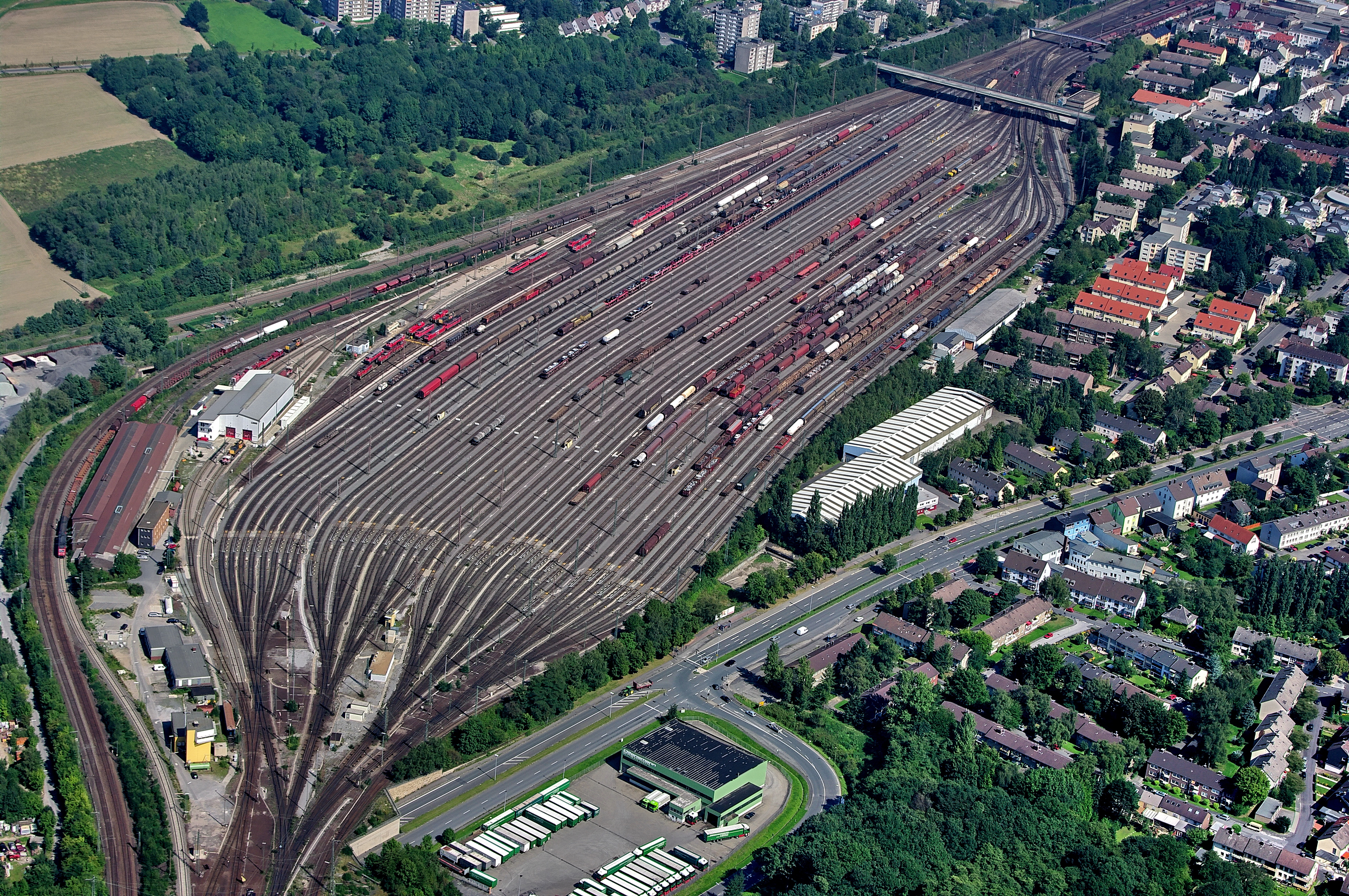
Der Rangierbahnhof in Vorhalle – einer der größten seiner Art in Deutschland

Seit 1848 ist Hagen ein bedeutender Eisenbahnknotenpunkt in Deutschland. Der Hauptbahnhof ist ein wichtiger Fern-, Regional- und S-Bahnhof im südöstlichen Ruhrgebiet. Im Güterverkehr zählt der Bahnhof Hagen-Vorhalle zu den größten Rangierbahnhöfen in Deutschland.
Hagen hat neben dem Hauptbahnhof noch mehrere Bahnhöfe in den unterschiedlichen Stadtteilen. Die sich heute in/(außer) Betrieb befindenden Stationen in Hagen sind: Hagen Hauptbahnhof (alle Züge), Hagen-Vorhalle, Hagen-Wehringhausen, Hagen-Heubing und Hagen-Westerbauer (S 5, S 8 bzw. S 9), Oberhagen, Dahl und Rummenohl (Volmetalbahn); sowie Hohenlimburg (Ruhr-Lenne-Express bzw. Ruhr-Sieg-Bahn).
Im Schienenpersonenfern- und nahverkehr verkehren mehrere von Fern-, RegionalExpress- und S-Bahn-Linien. Hervorzuheben sind hier die ICE-Verbindungen nach Berlin und Basel, die Regionalexpress-Linien nach Kassel, Aachen, Siegen/Iserlohn und Venlo. Den Schienenpersonennahverkehr (SPNV) führen die DB Regio NRW, Vias Rail, National Express und die Eurobahn durch.
Im Straßenpersonennahverkehr verfügt Hagen über ein ausgedehntes Netz von 41 Buslinien, darunter zwei Schnellbuslinien, darüber hinaus 10 Nachtexpresslinien. Die meisten Linien werden durch die Hagener Straßenbahn AG betrieben. Es bestehen nicht nur dann u. a. Verbindungen nach Dortmund, Witten, Gevelsberg und Schwerte.
Von 1884 bis 1976 verkehrte in Hagen eine Straßenbahn. Im Jahr 1973 wurde in Hagen-Vorhalle das Konzept des Cabinentaxis erprobt.
Es bestanden Planungen, die Volmetalbahn von Dortmund über Hagen nach Lüdenscheid als Stadtbahn verkehren zu lassen. Sie sollte direkt vom Dortmunder Stadtzentrum über das Hagener Stadtzentrum bis in die Innenstadt von Lüdenscheid geführt werden. 1997 wurde dazu ein Konzept zur Regionalstadtbahn Hagen vorgestellt, was trotz des verkehrlichen Nutzens aus Kostengründen nicht verwirklicht wurde.
Für den gesamten Öffentlichen Personennahverkehr (ÖPNV) gilt der Tarif des Verkehrsverbundes Rhein-Ruhr (VRR) und tarifraumüberschreitend der NRW-Tarif. Zum Westfalentarif besteht eine Übergangsregelung.
Straßennetz
Auf dem Hagener Stadtgebiet verlaufen Autobahnen mit einer Gesamtlänge von 32,7 km. A 1/E 37 (Hansalinie) 10,7 km, A 45/E 41 (Sauerlandlinie) 14,8 km, A 46 7,2 km.
Hagen besitzt die folgenden Autobahnanschlussstellen: Hagen Nord, Hagen West (A 1); Hagen Süd (A 45); Hagen-Hohenlimburg, Hagen-Elsey (A 46).
Durch das Hagener Stadtgebiet führen die Bundesstraßen B7, B54 und B226 mit einer Gesamtstrecke von 41,0 km.
Radverkehr
Die Situation des Radverkehrs in Hagen wird im Allgemeinen als sehr schlecht bewertet. Das Risiko, beim Radfahren in Hagen zu verunglücken, ist gegenüber dem Bundesdurchschnitt um den Faktor 10 erhöht. Hagen belegt in Fahrradklima-Tests des ADFC regelmäßig den letzten Platz unter allen deutschen Großstädten, so zuletzt 2020. Der Anteil des Radverkehrs unter den in der Stadt zurückgelegten Wegen (Modal Split) liegt mit 3 % weit unter dem Bundesdurchschnitt von 11,3 %. Die Stadt Hagen strebt derzeit eine Verdopplung dieses Anteils von 3 % auf 6 % im Jahr 2035 an.
Das Radverkehrswegenetz in Hagen ist Teil des Radwegenetz NRW und nach diesem auch ausgeschildert. Zudem verlaufen neben dem RuhrtalRadweg und der Lenneroute auch weitere Radfernwege durch das Stadtgebiet. Darüber hinaus existieren sonstige lokale Radwege jedoch nur in geringem Umfang.
Flugverkehr
Der Flugplatz Hagen Hof-Wahl liegt circa 1,5 km nordöstlich der Hasper Talsperre, eingebettet in eine idyllische Waldlandschaft. Pläne für einen Verkehrsflughafen in Hagen-Emst wurden von der Stadtverwaltung bereits in den 1930er-Jahren aufgegeben.

### Öffentliche Einrichtungen

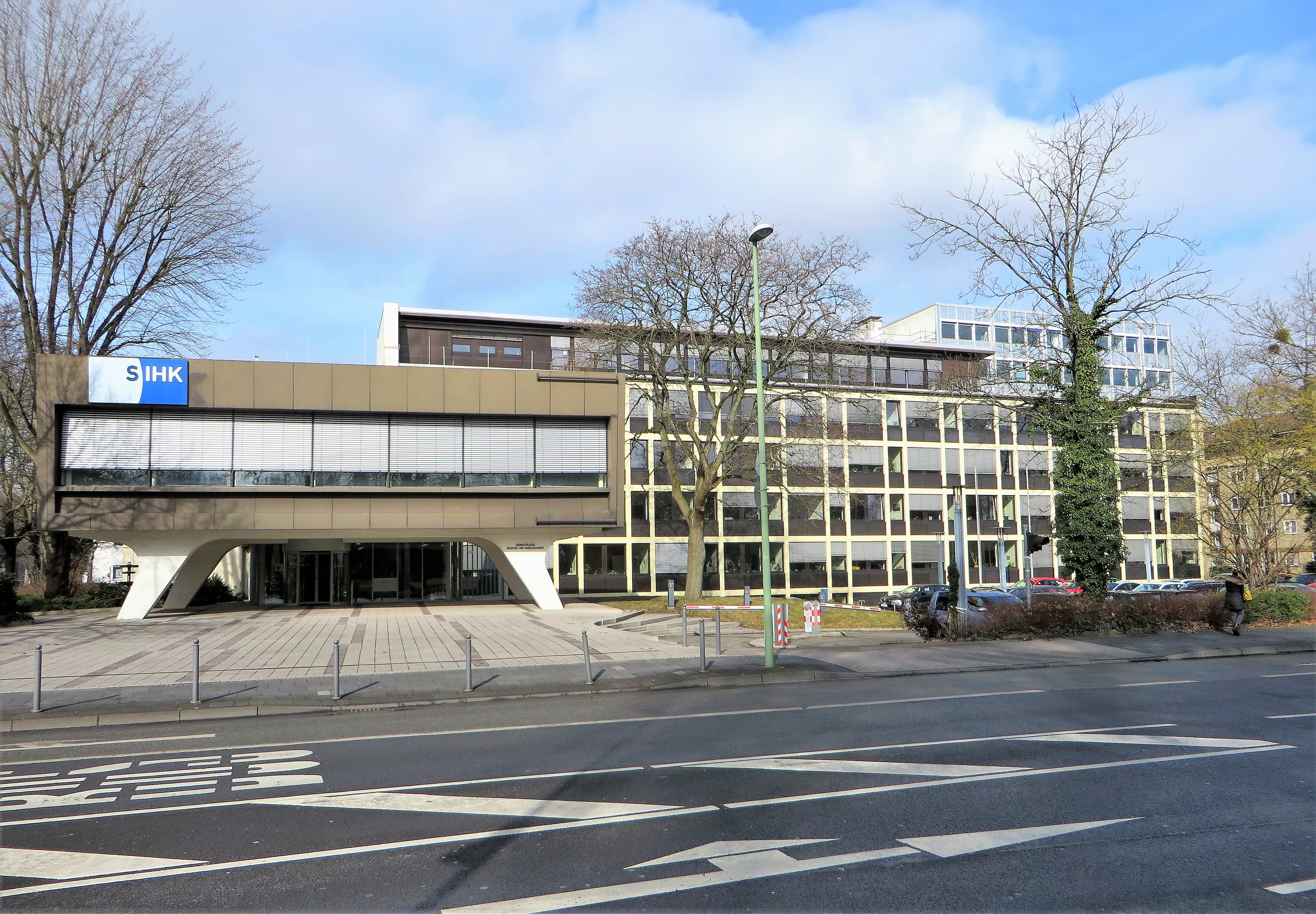
Südwestfälische Industrie- und Handelskammer

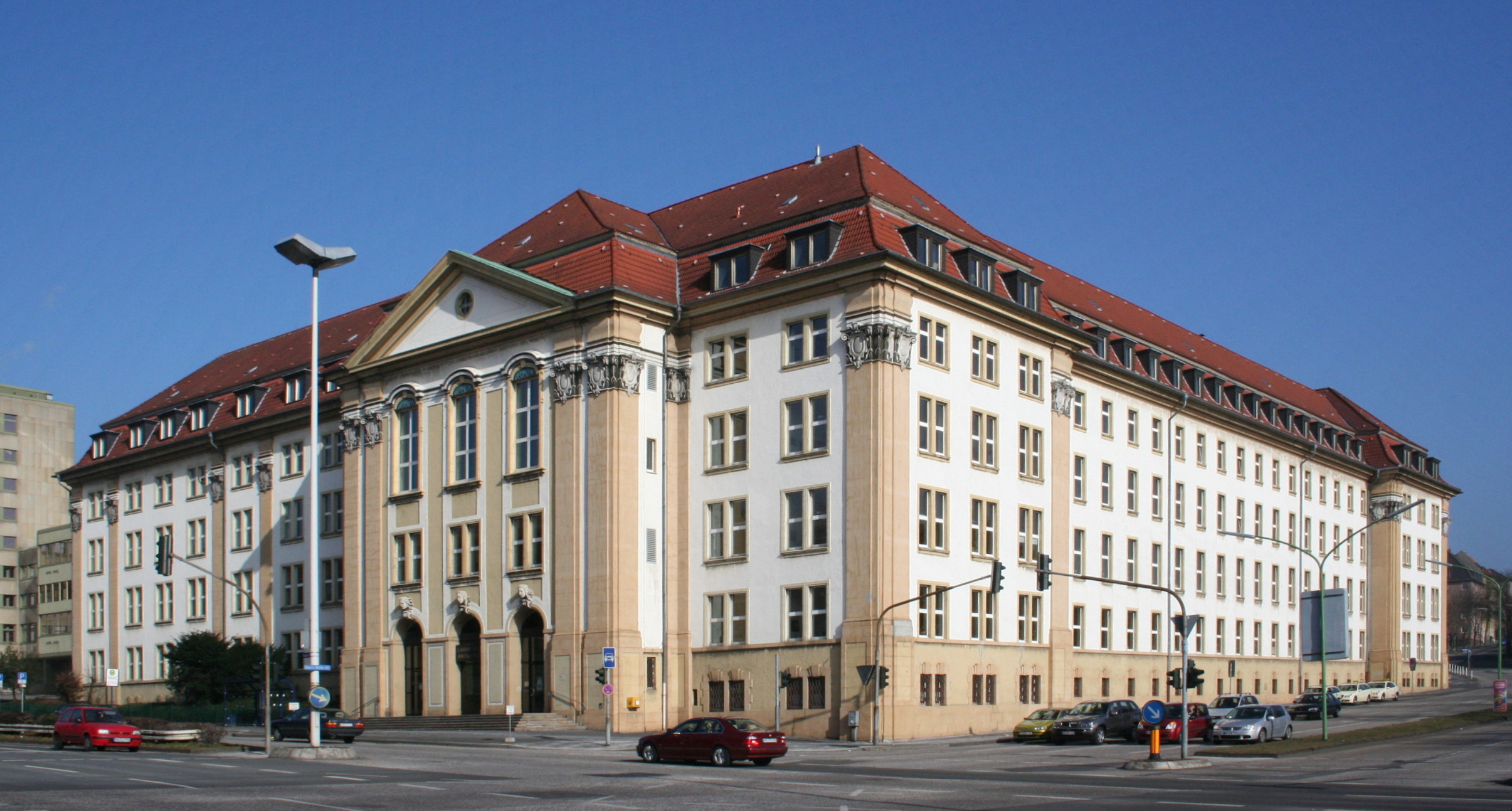
Amts- und Landgericht Hagen

Hagen ist der Sitz vieler öffentlicher Einrichtungen. Als Beispiele sind zu nennen:
- Seit 1844 ist die Stadt Sitz der Südwestfälischen Industrie- und Handelskammer (SIHK). Der Kammerbezirk, einer der ältesten im heutigen Bundesland Nordrhein-Westfalen, umfasst die kreisfreie Stadt Hagen sowie den Ennepe-Ruhr-Kreis (ohne Witten und Hattingen) und den Märkischen Kreis.

- Mit der agentur mark GmbH betreibt die Stadt Hagen gemeinsam mit dem Märkischen Kreis und dem Ennepe-Ruhr-Kreis eine regional tätige Gesellschaft, die sich um Beschäftigungsentwicklung sowie um die Förderung von Bildung und Ausbildung kümmert.

- Der Landesbetrieb Straßenbau NRW unterhält eine Niederlassung in Hagen mit fünf Straßenmeistereien zur Betreuung des Straßennetzes in den kreisfreien Städten Hagen, Hamm sowie den Kreisen Unna, Ennepe-Ruhr-Kreis und Märkischer Kreis.

- Hagen ist Sitz des Amtsgerichtes Hagen und des Landgerichtes Hagen, das für insgesamt neun Amtsgerichte zuständig ist. Außerdem fungiert das Amtsgericht Hagen als zentrales Mahngericht für die Oberlandesgerichtsbezirke Hamm und Düsseldorf. Zusätzlich befindet sich in Hagen ein Arbeitsgericht.

- Die Justizvollzugsanstalt Hagen ist die zurzeit einzige Einweisungsanstalt in NRW. Dort werden alle männlichen erwachsenen Strafgefangenen mit einer Haftzeit von über 24 Monaten im Einweisungsverfahren getestet und in die jeweils zuständige Justizvollzugsanstalt verschubt. Die JVA Hagen hat 323 Haftplätze, davon ca. 100 für Untersuchungsgefangene. Die JVA Hagen wurde als Stadtgefängnis 1923 in Atriumbauweise fertiggestellt, in den 1950er-Jahren um einen Arbeitsaal erweitert und 1977 (nach Inkrafttreten des Strafvollzugsgesetzes) zur Einweisungsanstalt.

- Die Feuerwehr betreibt zwei Feuer- und Rettungswachen, vier Rettungswachen sowie zwei Notarztstandorte.[42]

- In Hagen gibt es sechs Krankenhäuser sowie drei Fachkliniken. Drei der Krankenhäuser liegen zentral im Innenstadtbereich, die drei weiteren in den Stadtbezirken Haspe, Boele und Hohenlimburg. Die drei Fachkliniken sind in den Stadtbezirken Eilpe/Dahl (Ambrock) und Haspe (Deerth) und Nord (Vorhalle) zu finden. Das Krankenhaus „Heilig Geist“ in Haspe wurde vor einigen Jahren geschlossen.

- In Trägerschaft der Stadt Hagen steht eine Suchthilfe, die niedrigschwellige Kontaktangebote, Beratung, Substitution sowie Abstinenzorientierung umfasst.

### Bildung und Forschung

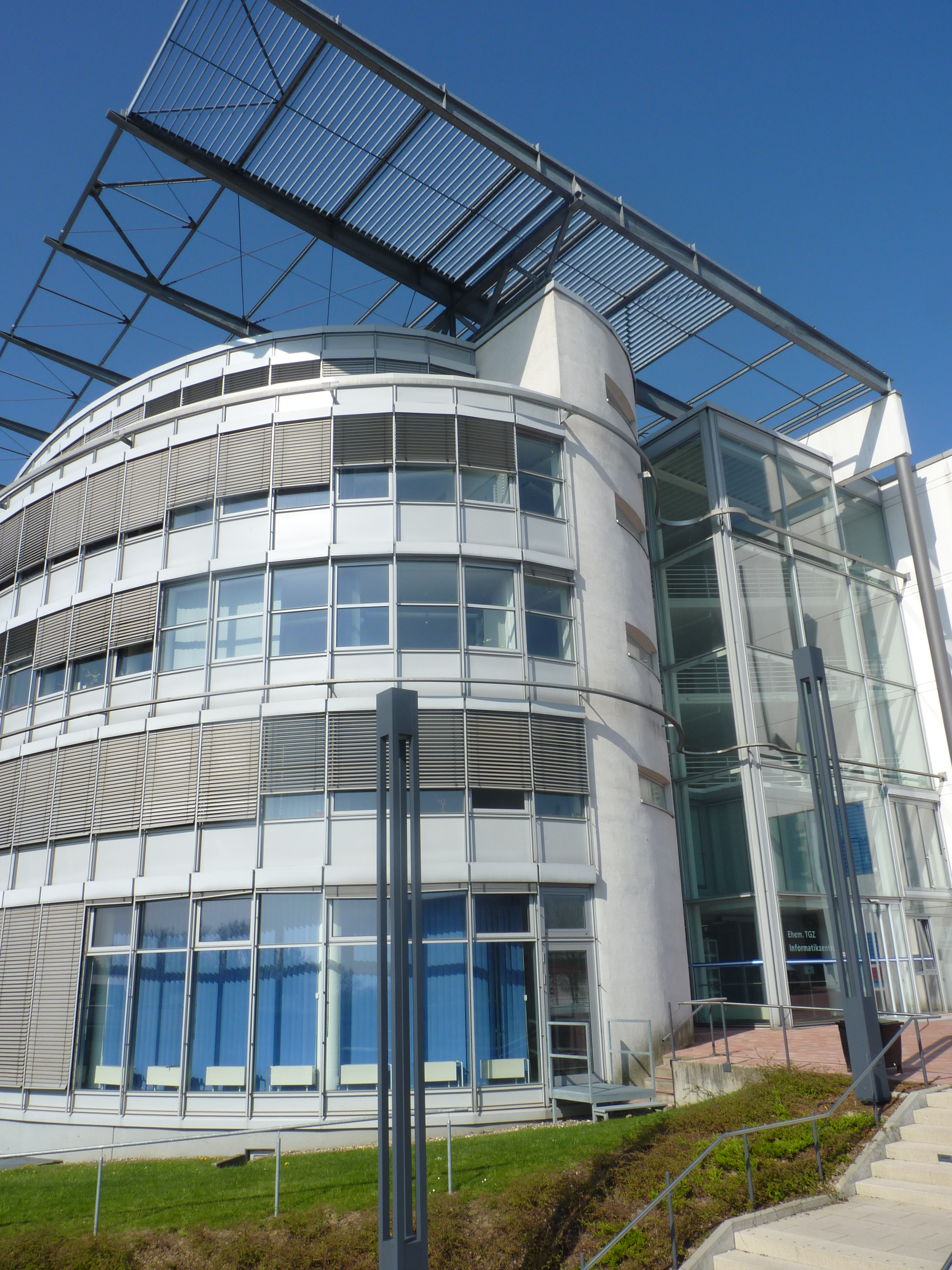
Informatikzentrum der FernUniversität in Hagen

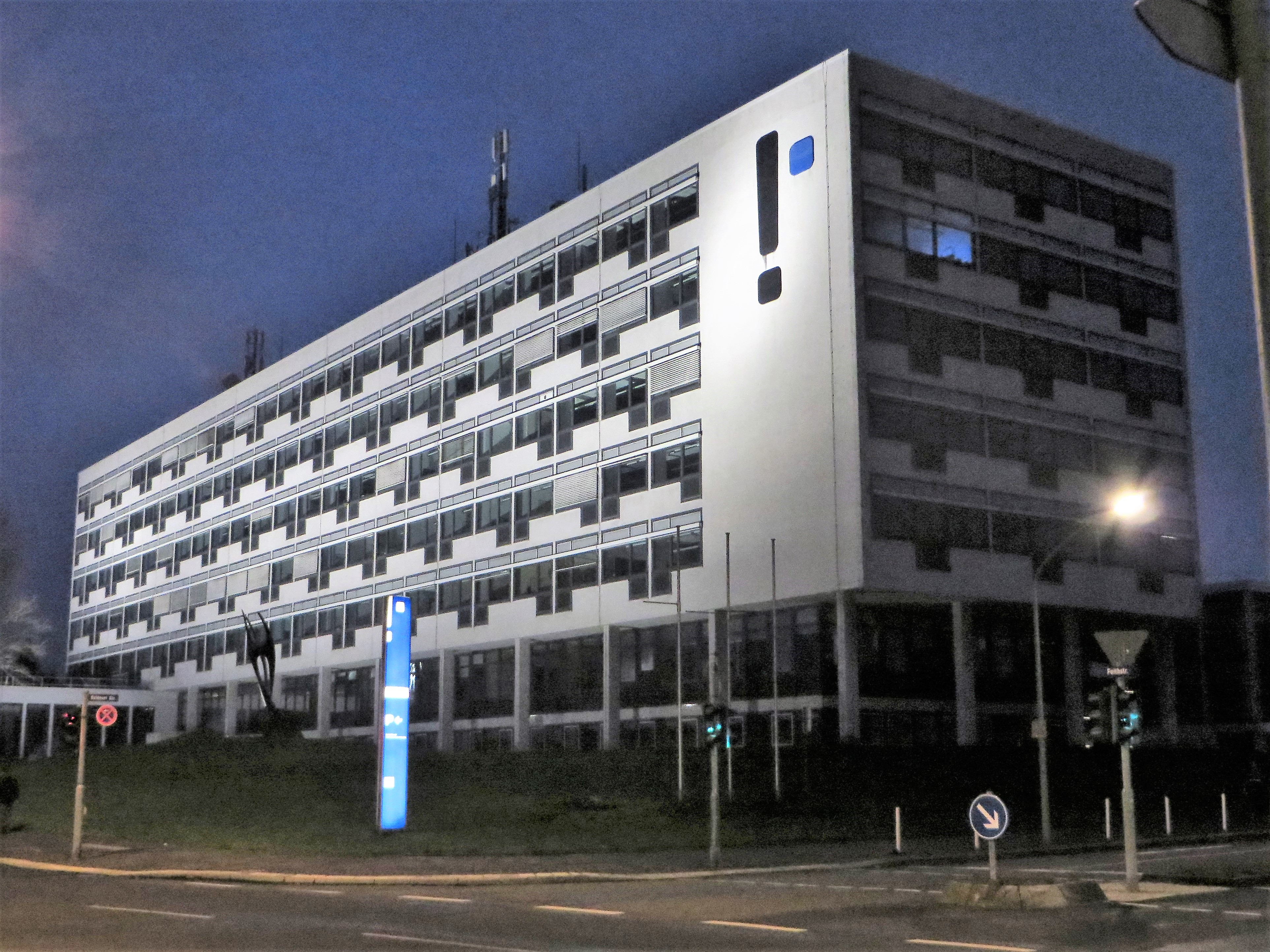
Fachhochschule Südwestfalen, Standort Hagen

Die Stadt beherbergt die Fernuniversität in Hagen, mit rund 78.725 Studenten (Stand: SoSe 2021) die größte Universität in Deutschland. Die Fakultäten der Fernuniversität sind: Kultur- und Sozialwissenschaften, Mathematik und Informatik (mit einem Bereich für Elektro- und Informationstechnik), Rechtswissenschaften, Psychologie sowie Wirtschaftswissenschaft.
In Hagen befindet sich ein Standort der Fachhochschule Südwestfalen sowie ein Studienort der Hochschule für Polizei und öffentliche Verwaltung Nordrhein-Westfalen.
In Hagen sind sämtliche Schulformen vorhanden. Die Stadt verfügt zudem über ein breit gefächertes Weiterbildungsangebot, u. a. die städtische Volkshochschule Hagen und das Rahel-Varnhagen-Kolleg. Außerdem ist mit dem Haus Busch ein bundesweit bedeutendes Aus- und Weiterbildungszentrum für Journalisten ansässig.
Das Historische Centrum Hagen betreibt Forschungen im Bereich der Geschichte und Archäologie. Es ist in internationale Forschungsnetzwerke integriert und betreibt zwei überregional bekannte Museen für Stadt- und Regionalgeschichte sowie für Archäologie und Paläontologie.

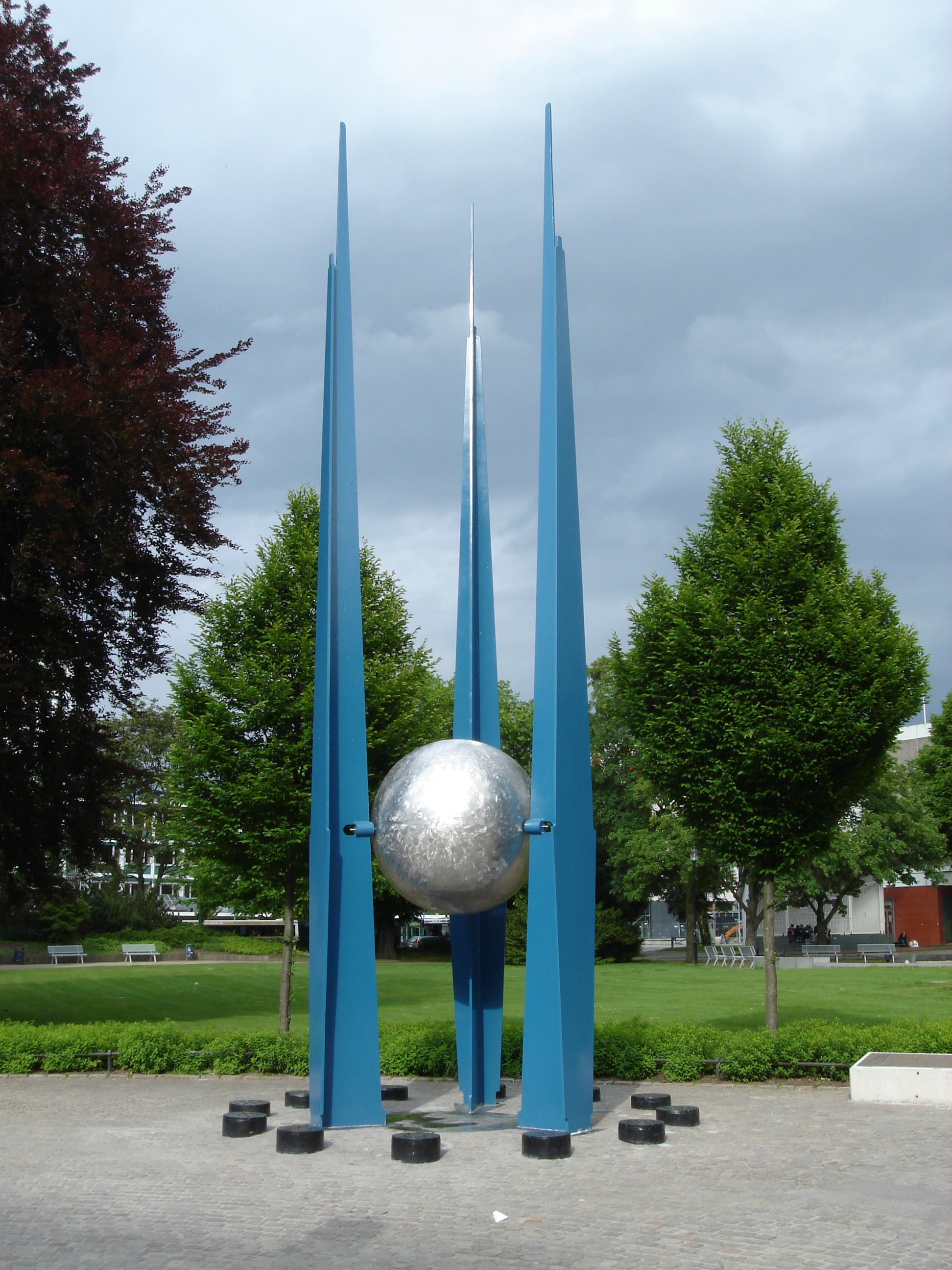
Zentralplastik des Planetenmodells im Volkspark

Die Volkssternwarte Hagen am Eugen-Richter-Turm ist eine ehrenamtlich betriebene Institution, die 1955 gegründet wurde. Regelmäßige Öffnungszeiten geben den Bürgern die Gelegenheit, sich über Astronomie und Meteorologie zu informieren.
Das Hagener Planetenmodell stellt unser Sonnensystem in Form von Bronzeplatten dar, die im Hagener Stadtgebiet, vornehmlich in der Innenstadt, maßstabsgetreu verteilt sind. Die Kugel des Rathausturms repräsentiert die Sonne als Modell-Mittelpunkt. Der Betrachter erhält damit eine Vorstellung von Aufbau und Größe unseres Planetensystems. Die Idee zum Modell wurde 1959 publiziert; realisiert wurde es größtenteils zwischen 1960 und 1975, und es kann als Denkmal für die damalige Raumfahrt-Epoche angesehen werden.

### Medien
Über das regionale Geschehen berichten in Hagen zwei Tageszeitungen: Westfalenpost und Westfälische Rundschau. Beide Zeitungen gehören zur Funke Mediengruppe. Seit 2013 erscheinen die beiden Zeitungen mit einer gemeinsamen Lokalausgabe, die von der Westfalenpost-Redaktion verantwortet wird.
Zweimal wöchentlich mit einer Auflage von 111.000 Exemplaren erscheint seit 1976 das kostenlose Anzeigenblatt Stadtanzeiger, außerdem einmal monatlich die Kulturmagazine HaKen und Courage. Ebenfalls von 1976 an erschien das Anzeigenblatt Wochenkurier, welches im Jahr 2013 in Hagen, dem Ennepe-Ruhr-Kreis, Iserlohn und Schwerte eine Auflage von insgesamt 376.000 Stück hatte. Der Wochenkurier Vertriebsgesellschaft mbH wurde 2019 wegen Insolvenz aufgelöst.
Radio Hagen ist das Lokalradio für die Stadt Hagen.
Die erste regelmäßig erscheinende Zeitung für Hagen war das Hagener Kreisblatt, welches ab 1845 herausgegeben und 1861 von der bis 1945 erscheinenden Hagener Zeitung abgelöst wurde. In den ehemals selbständigen Städten Haspe und Hohenlimburg erschienen seit dem 19. Jahrhundert eigene Zeitungen.

## Religionen

### Konfessionsstatistik
Laut dem Zensus 2011 waren 34,2 % der Einwohner evangelisch, 29,1 % römisch-katholisch und 36,7 % waren konfessionslos, gehörten einer anderen Glaubensgemeinschaft an oder machten keine Angabe. Nach einer Berechnung aus den Zensuszahlen für die Personen mit Migrationshintergrund lag der Bevölkerungsanteil der Muslime in Hagen 2011 bei 10,4 % (rund 19.500 Personen).
Die Zahl der Katholiken und vor allem die der Protestanten ist seitdem gesunken. Jahresende 2022 waren von den Einwohnern 25,3 % evangelisch (im Vorjahr 26,4 %), 24,1 % katholisch (im Vorjahr 25,0 %) und 50,6 % (im Vorjahr 48,6 %) waren konfessionslos oder gehörten einer anderen Glaubensgemeinschaft an. Am Stichtag 31. Dezember 2023 waren nach Recherchen der Forschungsgruppe Weltanschauungen in Deutschland 24,4 % der Einwohner der Stadt evangelisch, 23,4 % römisch-katholisch und 52,2 % waren konfessionsfrei oder gehörten einer sonstigen Religionsgemeinschaft an.

### Altkatholische Kirchengemeinde

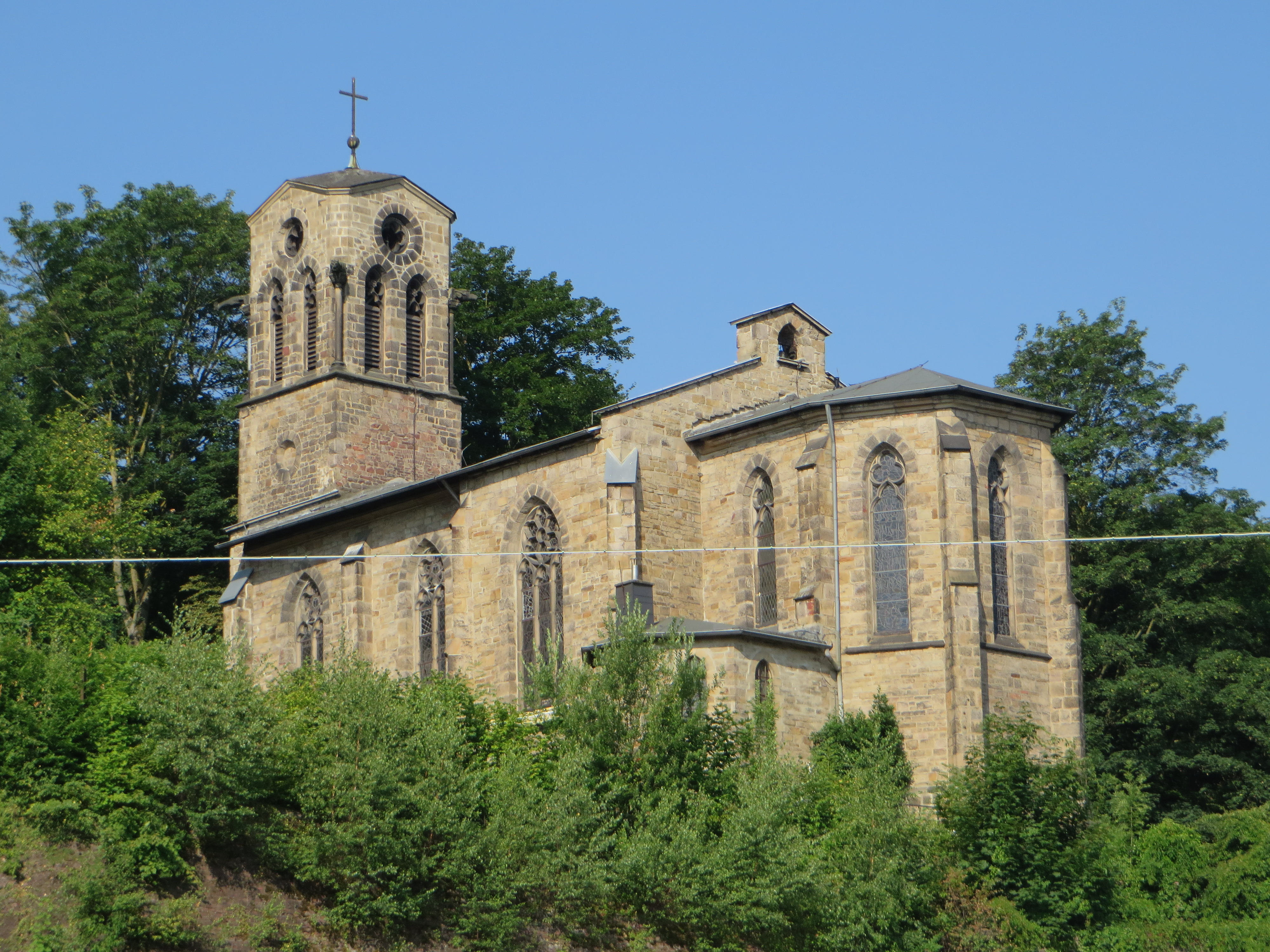
Altkatholische Auferstehungskirche an der Elfriedenhöhe

- Altkatholische Auferstehungskirche

### Evangelische Freikirchen
- Evangelisch-Freikirchliche Gemeinde Hagen
- Evangelisch-Freikirchliche Gemeinde Hohenlimburg
- Anskar-Kirche Hagen
- Freie evangelische Gemeinde Hagen
- Freie evangelische Gemeinde Haspe
- Freie evangelische Gemeinde Hohenlimburg

### Evangelische Kirchengemeinden
der Evangelischen Kirche von Westfalen

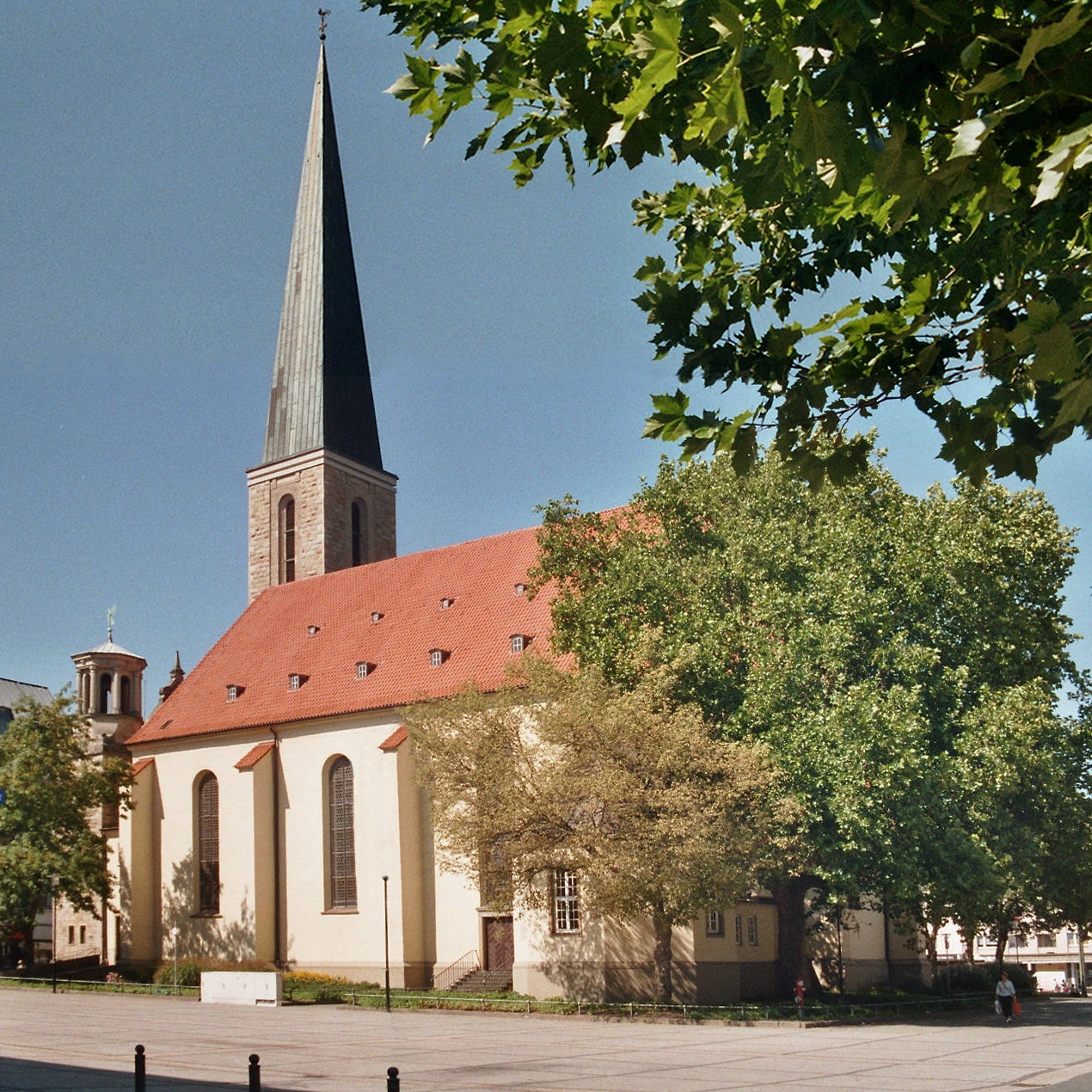
Johanniskirche am Markt
(Ev.-Luth. Stadtkirchengemeinde)

- Ev.-Lutherische Christus-Kirchengemeinde (Eilpe)
- Ev.-Lutherische Kirchengemeinde Elsey (Hohenlimburg)
- Ev.-Lutherische Dreifaltigkeits-Kirchengemeinde (Eppenhausen)
- Ev.-Lutherische Emmaus-Kirchengemeinde
- Ev.-Lutherische Friedens-Kirchengemeinde (Halden)
- Ev.-Lutherische Kirchengemeinde Haspe
- Ev.-Jakobus-Kirchengemeinde (Helfe)
- Ev.-Lutherische Matthäus-Kirchengemeinde
- Ev. Markuskirche (Altenhagen)
- Ev. Melanchthon-Kirchengemeinde
- Ev. Paul-Gerhardt-Kirchengemeinde (Boelerheide)
- Ev.-Lutherische Paulus-Kirchengemeinde (Wehringhausen)
- Ev. Philipp-Nicolai-Kirche in Boele. Das Gemeindehaus von 2008 wurde mit der Auszeichnung vorbildlicher Bauten in NRW prämiert.
- Ev.-Reformierte Kirchengemeinde
- Johanniskirche, Ev.-Lutherische Stadtkirchengemeinde
- Ev. Kirchengemeinde Vorhalle
- Ev. Reformierte Kirche Hohenlimburg
- Ev. Auferstehungskirchengemeinde (Im Oktober 2012 durch die Fusion der ehemaligen Kirchengemeinden Dahl und Rummenohl entstanden)

### Römisch-katholische Pfarrgemeinden
- St. Andreas (Helfe)
- St. Antonius von Padua (Kabel)
- St. Bonifatius (Haspe)
- St. Bonifatius (Hohenlimburg)
- St. Elisabeth (Hagen)
- St. Johannes Baptist (Boele)
- St. Josef (Altenhagen)
- St. Marien (Innenstadt)
- St. Meinolf (Altenhagen)

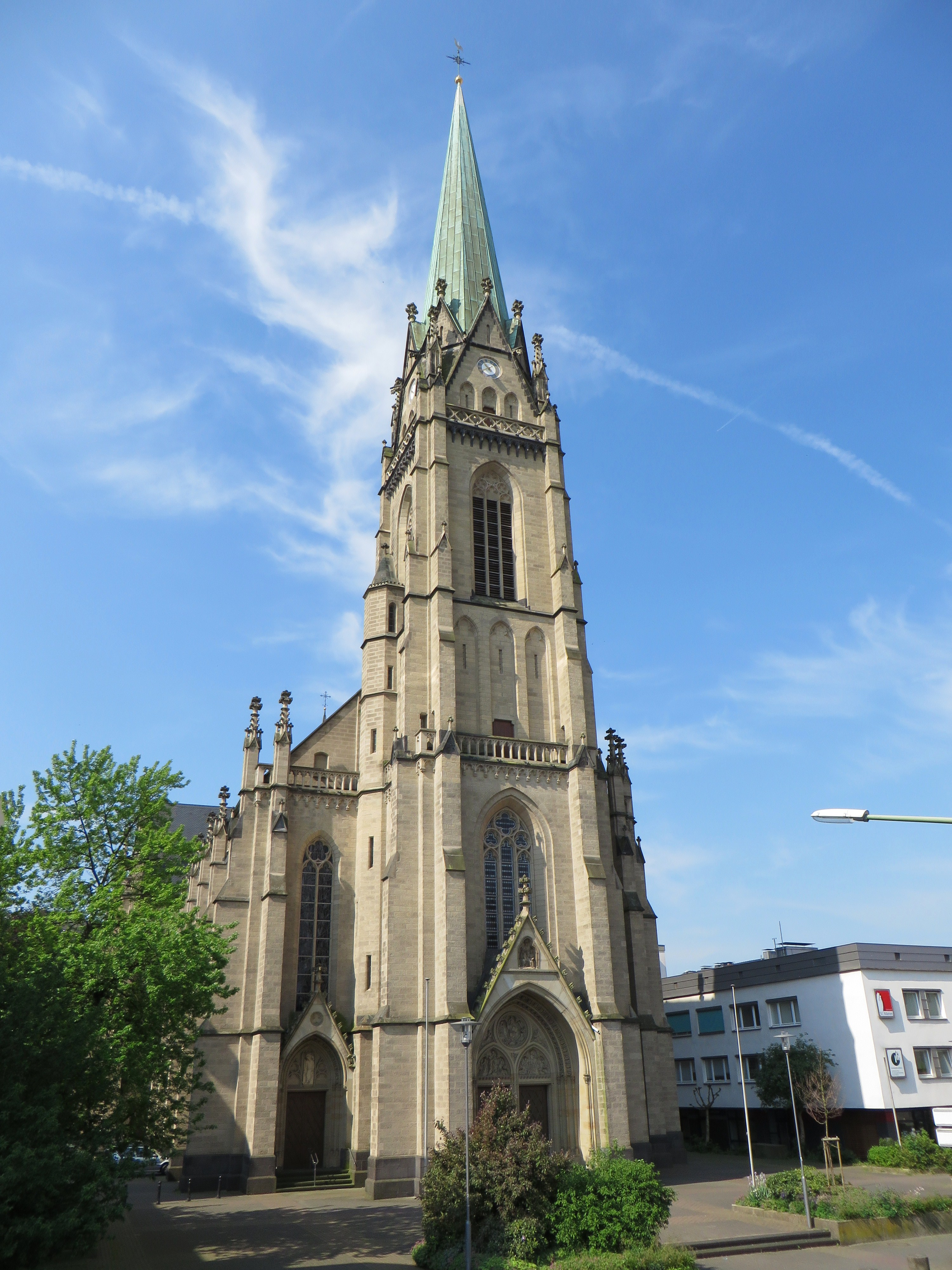
Katholische Sankt-Marien-Kirche mit ihrem 82 m hohen Turm

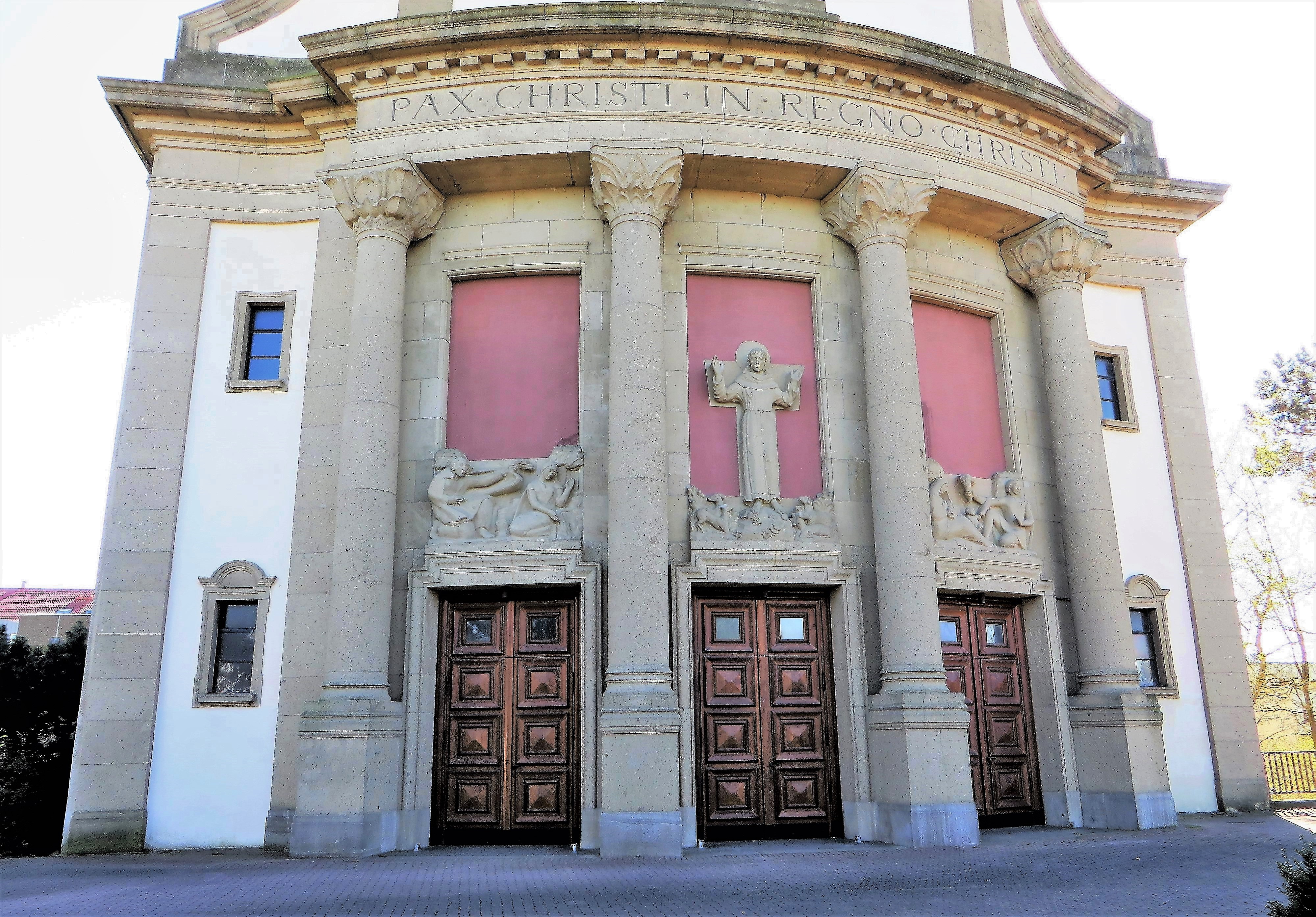
Katholische Sankt-Elisabeth-Kirche (Hauptportal)

- St. Michael (Wehringhausen) und Maria, Hilfe der Christen (Kuhlerkamp)
- St. Konrad (Westerbauer)
- St. Petrus Canisius (Eckesey)
- Christkönig (Boelerheide)
- Heilig-Geist-Kirche (Emst)
- Heilig Kreuz (Halden)
- Herz Jesu (Eilpe/Delstern)
- Liebfrauen (Vorhalle)
- Herz Jesu (Dahl/Rummenohl)

### Islamische Gemeinden
- DITIB-Sultan-Ahmed-Moschee Hagen-Haspe e. V.
- IGBD – Gemeinde Hagen e. V. (Wehringhausen)
- Kurdisch-islamischer Verein e. V. (Stadtmitte)
- DITIB-Zentral-Moscheeverein e. V.
- Islamische Gemeinschaft Milli Görüs e. V.
- Bildungs- und Kulturverein Hagen e. V. (Stadtmitte, gegenüber dem Arbeitsamt-Hochhaus) (VIKZ)
- Islamische Gemeinschaft Hagen e. V. (Altenhagen)
- Alevitische Gemeinde (Haspe)
- DITIB-Moschee Hohenlimburg e. V.

### Jüdische Gemeinde
Die Jüdische Gemeinde Hagen wurde 1819 gegründet. Die Toten der Kehillah werden auf dem Jüdischen Friedhof in Eilpe bestattet. Die Kehillah ist Mitglied im Landesverband der Jüdischen Gemeinden von Westfalen-Lippe.

### Jehovas Zeugen
Versammlungen von Jehovas Zeugen finden sich in Hagen-Mitte, Hagen-Nordost, Hagen-Nordwest, Hagen-Ost und Hagen-West (mit rumänischsprachiger Gruppe).

## Kultur und Freizeit

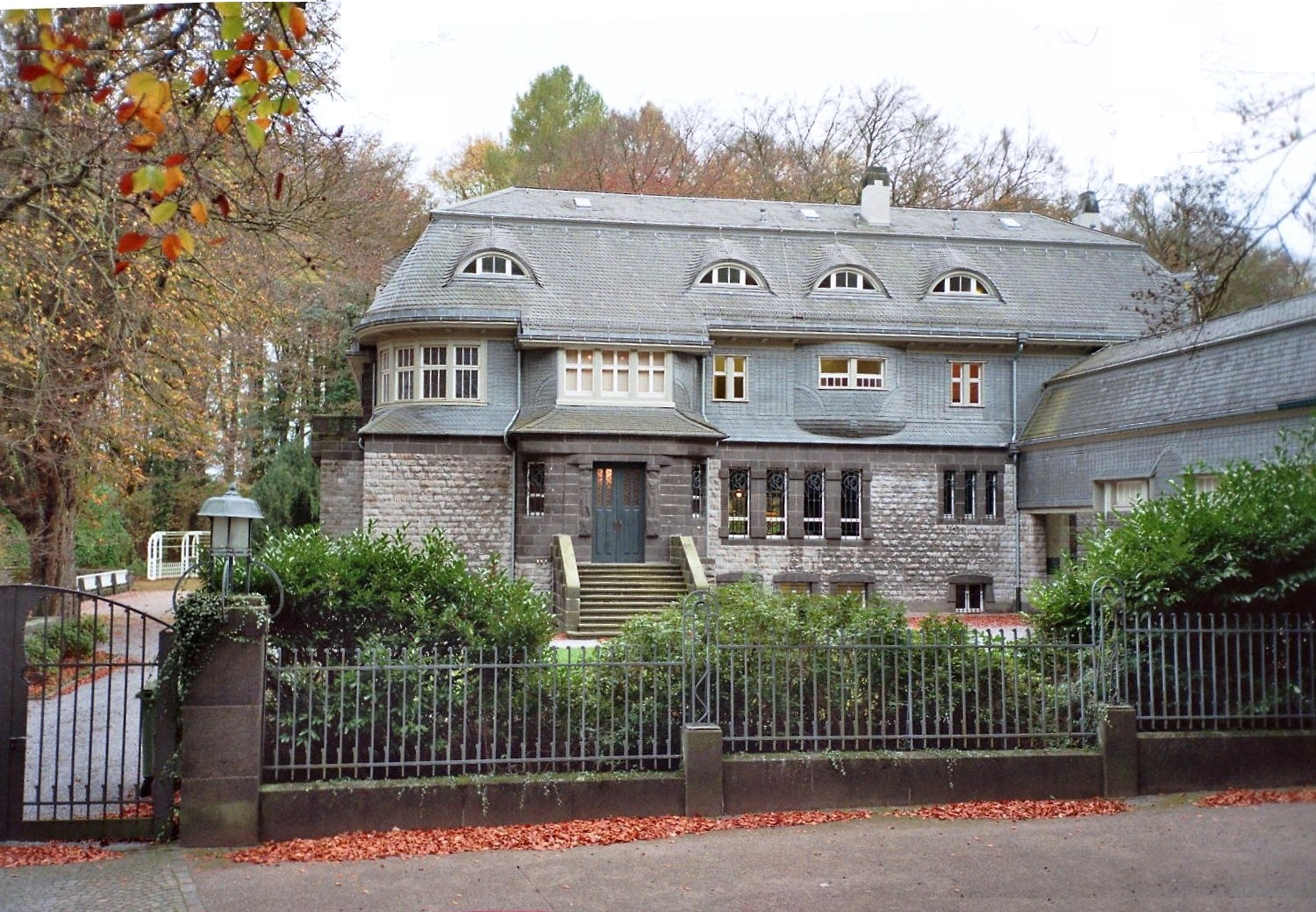
Der Hohenhof am Stirnband

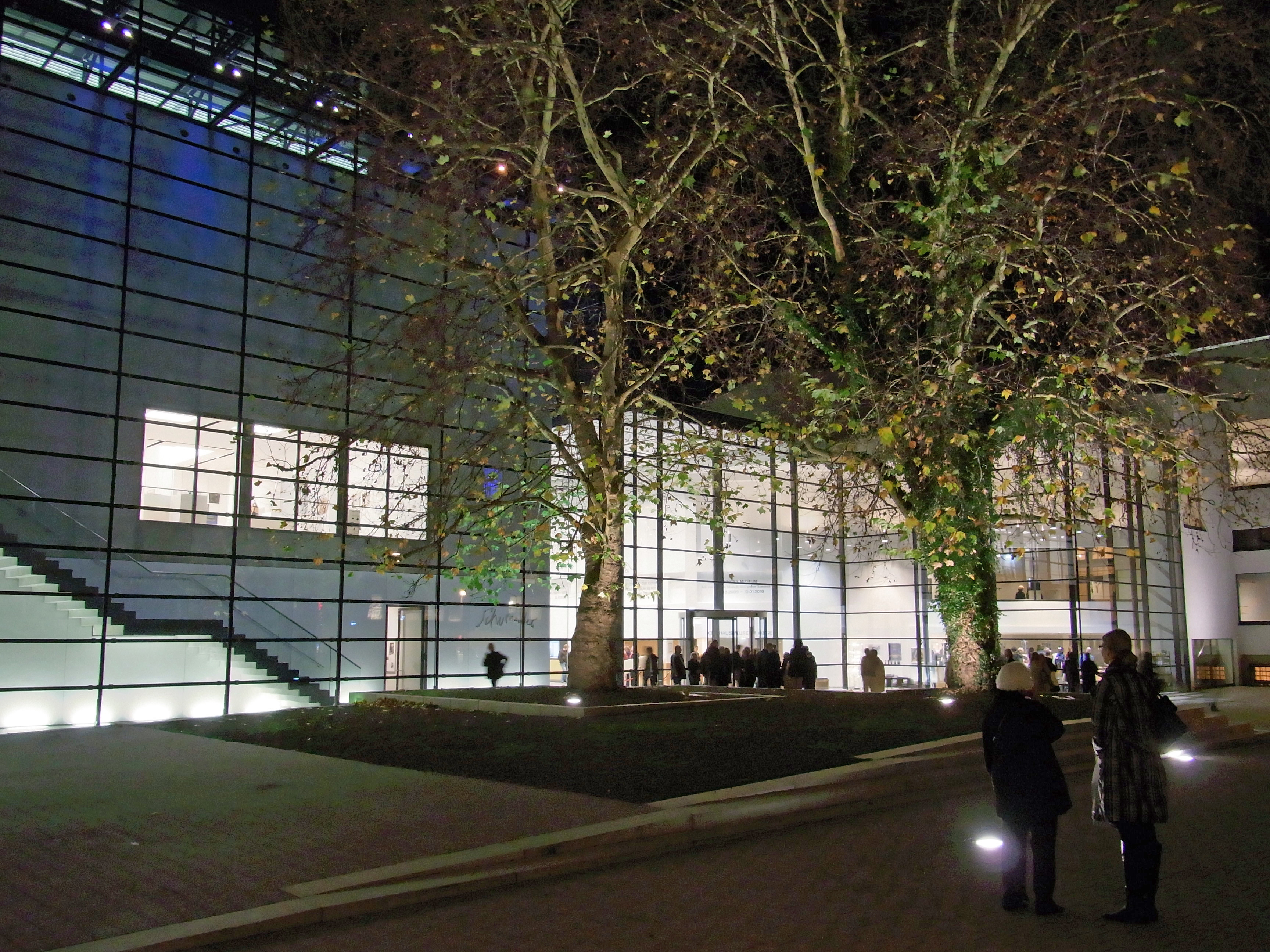
Hagener Kunstquartier

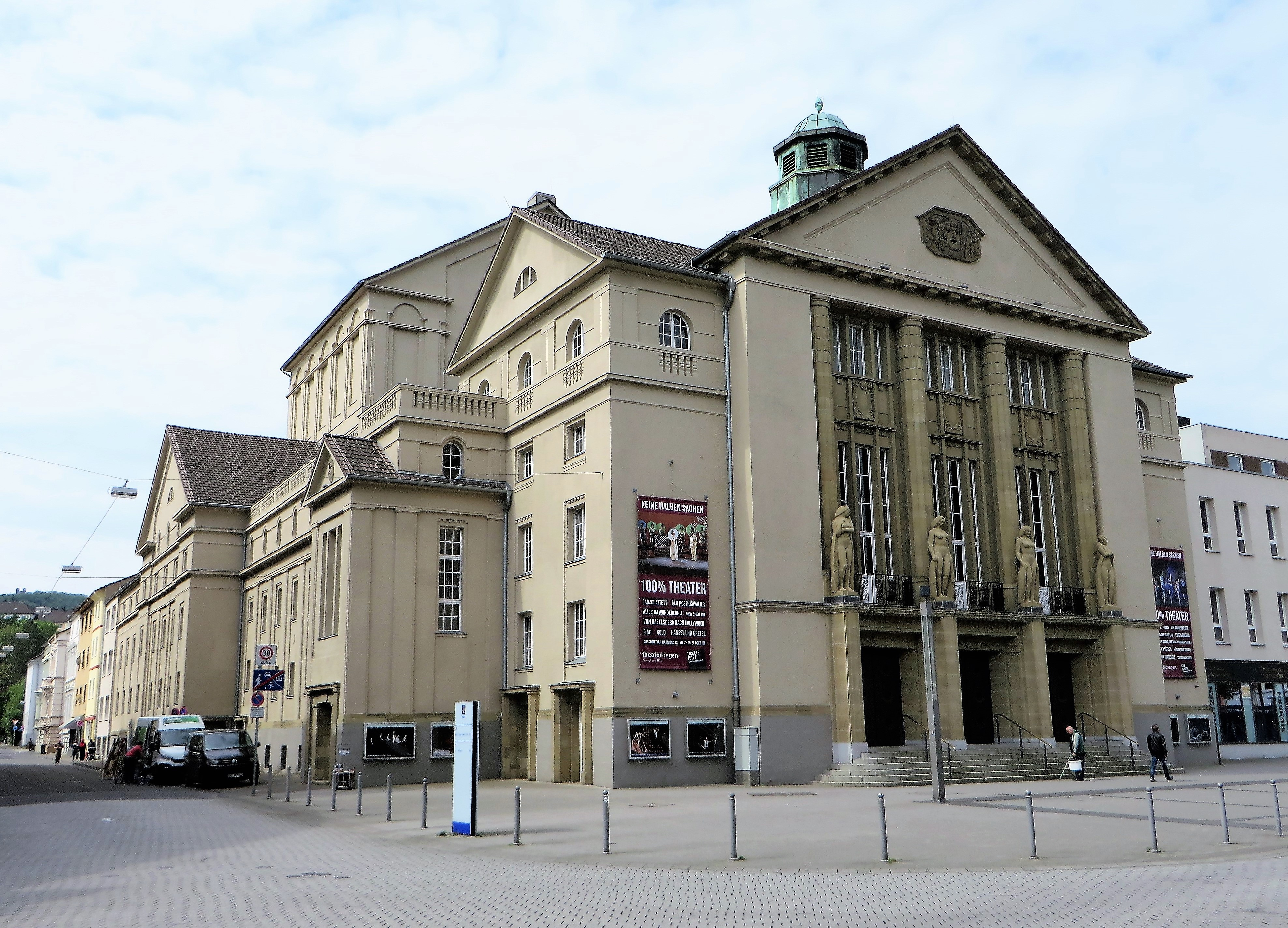
Theater Hagen

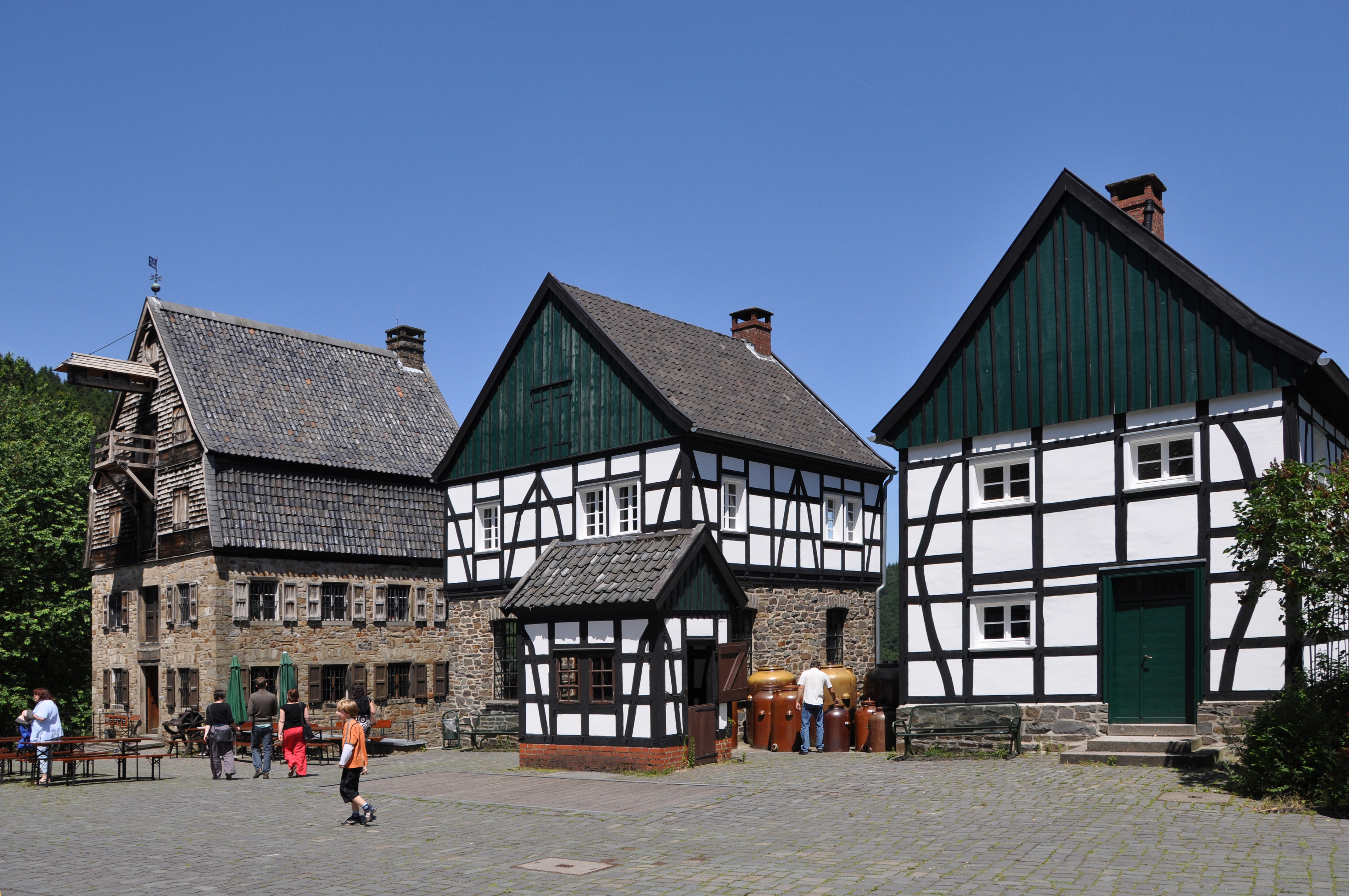
LWL-Freilichtmuseum Hagen für Handwerk und Technik

Kulturell zählt Hagen zu den wichtigen Zentren in NRW. Neben dem weithin bekannten Osthaus Museum und dem Historischen Centrum Hagen befinden sich das LWL-Freilichtmuseum Hagen und das Museum für Ur- und Frühgeschichte in der Stadt.
Im August 2009 erfolgte die vielbeachtete Eröffnung des Emil Schumacher Museums, das in unmittelbarer Nähe des Osthaus Museums liegt.

### Öffentliche Kultureinrichtungen
Als Oberzentrum besitzt Hagen eine Anzahl von bundesweit bedeutenden Kultureinrichtungen, die teilweise auch international ausstrahlen:
- Kunstquartier mit dem Osthaus Museum und dem Emil Schumacher Museum (eröffnet: 2009); zeigt vorwiegend moderne und zeitgenössische Kunst und beherbergt das Europäische Schaufenster-Museum für künstlerische Schaufenstergestaltungen
- Theater Hagen (hauptsächlich Oper, Operette, Tanz- und Musiktheater, Gastspiele und Eigenproduktion Schauspiel) sowie Philharmonisches Orchester Hagen (Sinfoniekonzerte, Familienkonzerte, Konzerteinführungen)
- Hohenhof – Museum des Hagener Impulses in Hagen-Emst
- Westfälisches Freilichtmuseum – Landesmuseum für Handwerk und Technik (Stadtteil Selbecke, im Mäckingerbachtal)
- Wasserschloss Werdringen – Museum für Ur- und Frühgeschichte im Stadtteil Vorhalle; überregional bedeutende Sammlung und Ausstellung zur Paläontologie und Archäologie
- Historisches Centrum Hagen im Stadtteil Eilpe; Stadtmuseum, Stadtarchiv, Westfälisches Musik- und Literaturarchiv
- Kultopia (ehemals Jugendzentrum Buschey, später Globe); heute städtisches Jugend- und Kulturhaus mit Workshop- und Kinderprogramm sowie Konzertveranstaltungen und interkulturellen Projekten.

### Sonstige Kultureinrichtungen
In Hagen ist eine Reihe weiterer, überwiegend privat getragener Kultureinrichtungen bedeutsam:
- Bunkermuseum Hagen in der Mittelstadt
- AllerWeltHaus im Zentrum (Treffpunkt „Café Mundial“, Weltladen, Archiv, Bücherei, Publikationen und Weiterbildung)
- Kulturzentrum Pelmke in Wehringhausen (Stadtteil-Café, Programmkino, Konzerte, Kleinkunst, Workshops)
- Werkhof in Hohenlimburg (Konzerte, Kleinkunst, überbetriebliche Ausbildung)
- Volkssternwarte Hagen im Stadtwald am Eugen-Richter-Turm
- Hasper Hammer (Kabarett, Konzerte, Theatergruppe und -gastspiele, Feste) in Haspe

### Bedeutende Bauwerke
Alle Baudenkmäler sind in der Liste der Baudenkmäler in Hagen aufgeführt.

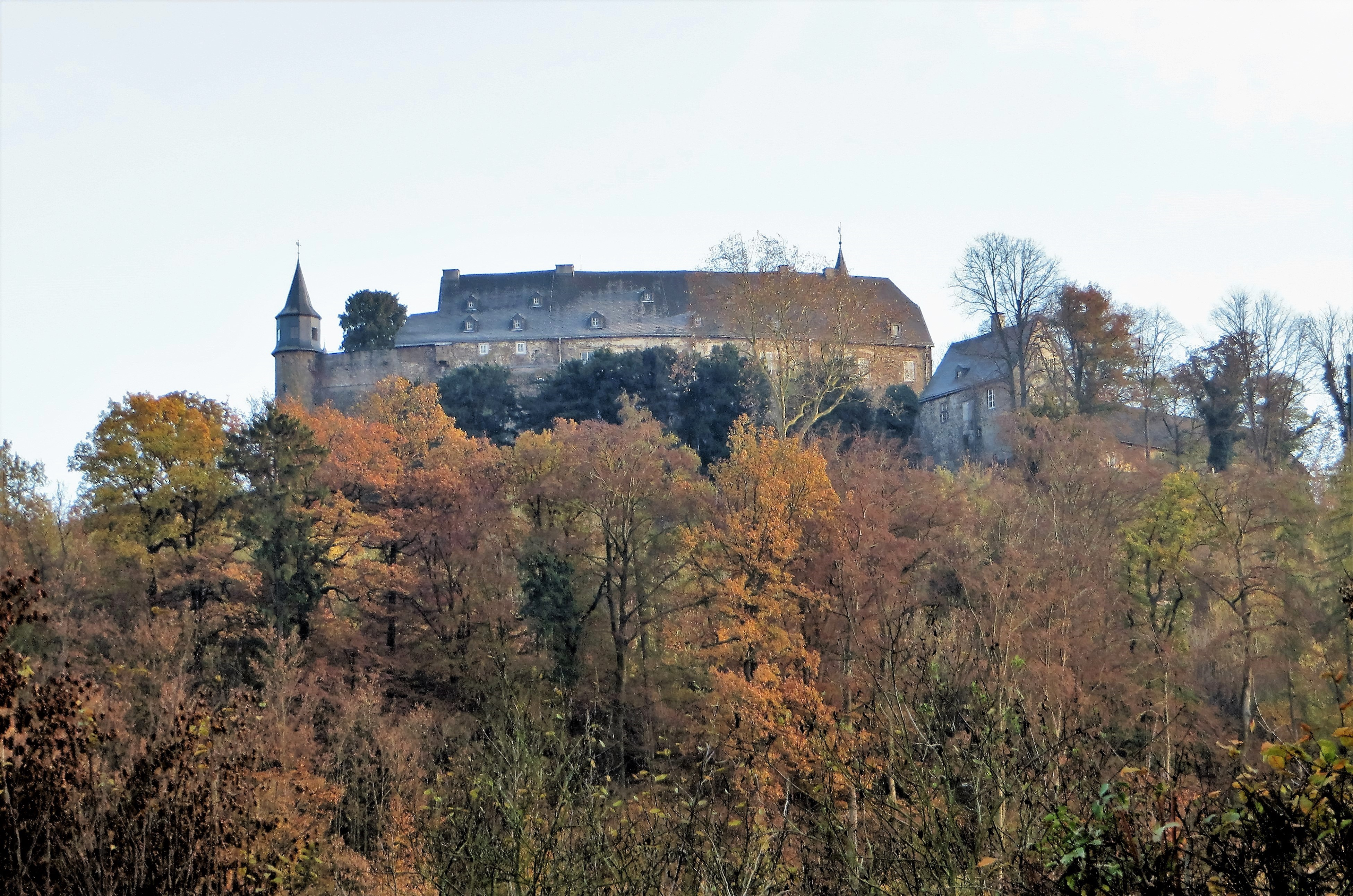
Schloss Hohenlimburg aus dem 13. Jahrhundert

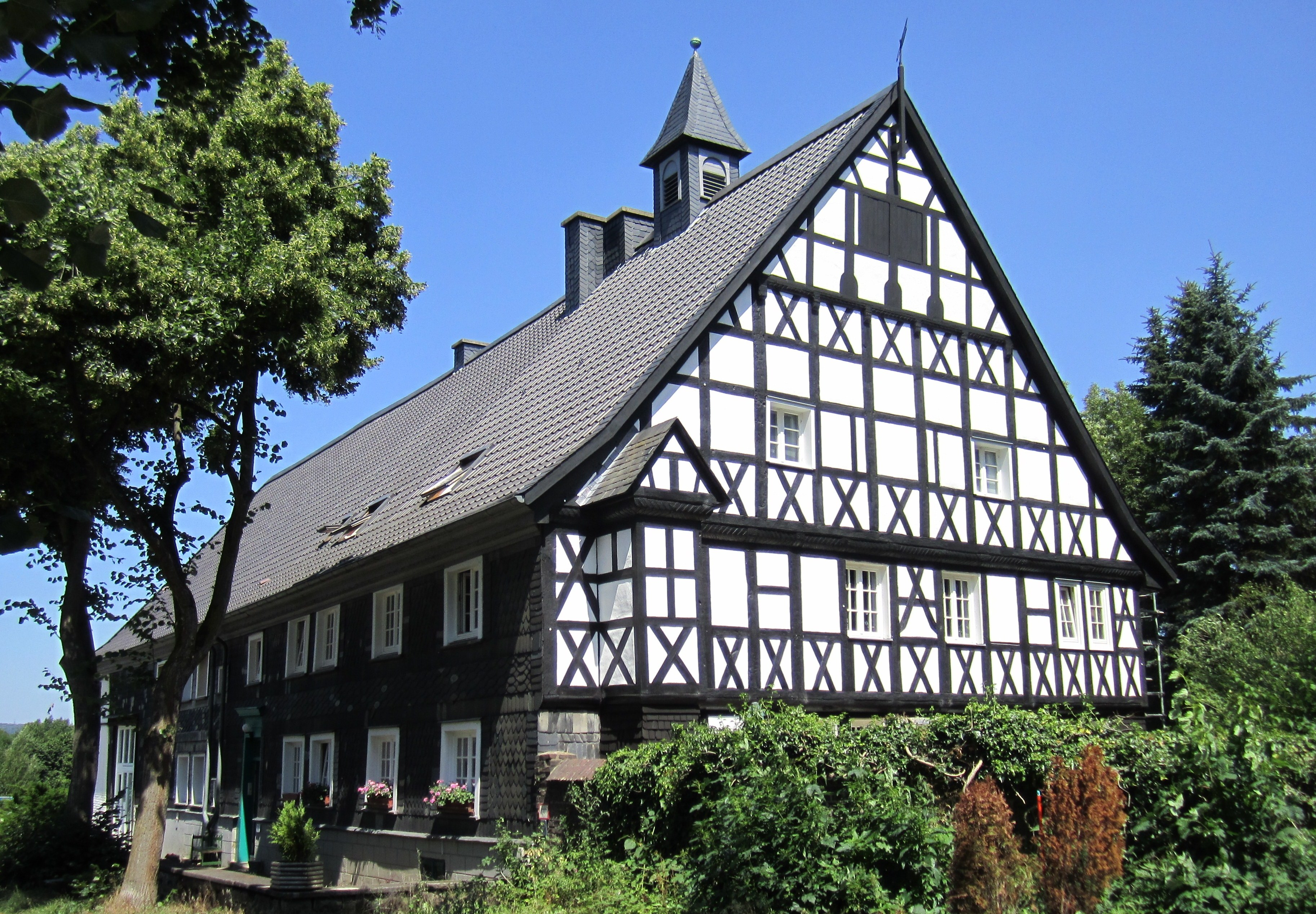
Gutshof Funkenhausen in Vorhalle (17. Jahrhundert)

In Hagen befinden sich zahlreiche historische Baudenkmäler.
- Schloss Hohenlimburg (Hohenlimburg, Burganlage aus dem 13. Jahrhundert mit einem privaten Schlossmuseum zur höfischen Wohnkultur)
- Wasserschloss Werdringen aus dem 13. Jahrhundert, Stadtteil Vorhalle
- Lange Riege – Fachwerk-Arbeitersiedlung von 1665 (Eilpe, Wohnbauten für Klingenschmiede)
- Haus Harkorten – Stadtteil Haspe, vormaliger Sitz der zwischen dem 17. und 19. Jahrhundert bedeutenden Kaufmanns- und Unternehmerfamilie Harkort, Geburtshaus von Friedrich Harkort
- Hohenhof mit Jugendstil-Siedlung (Wohnsitz von Karl Ernst Osthaus und geplantes Zentrum der „Gartenstadt Emst“, heute ein öffentliches Museum)
- Vier bedeutende Türme aus dem 19. Jahrhundert: (Freiherr-vom-Stein-Turm in Vorhalle, Kaiser-Friedrich-Turm, Eugen-Richter-Turm und Bismarck-Turm auf dem Goldberg)
- Villa Post – historische Villa im spätklassizistischen Stil im Stadtteil Wehringhausen. Sitz der Volkshochschule Hagen.
- Johanniskirche mit einem polygonalen Chor und einer Langhaushalle von 1748 bis 50 sowie einem historistischen Westabschluss von 1903. Am Außenbau sind einige verwitterte Grabplatten (vermutlich 18. Jahrhundert) aufgestellt.
- Elbershallen (ehemalige Textilfabrik Elbers), denkmalgeschütztes Gelände aus historischen Verwaltungsgebäuden, detailreichen Backsteinhäusern, konstruktiv interessanten Produktionshallen und einem ca. 80 Meter hohen Schornstein.
- Funkenhausen – denkmalgeschützter Gutshof im Stadtteil Vorhalle.
- Haus Ruhreck – Unternehmervilla im Stile einer Burg im Stadtteil Eckesey.
- zahlreiche Jugendstilbauten (vor allem in der Gartenstadt Hohenhagen und im Stadtteil Wehringhausen).

### Schutzgebiete für die Natur
Dieser Abschnitt enthält eine Übersicht über Schutzgebiete für die Natur in Hagen. Die folgenden Listen enthalten detaillierte Informationen.
- Liste der Naturschutzgebiete in Hagen
- Liste der Landschaftsschutzgebiete in Hagen
- Liste der Naturdenkmäler in Hagen

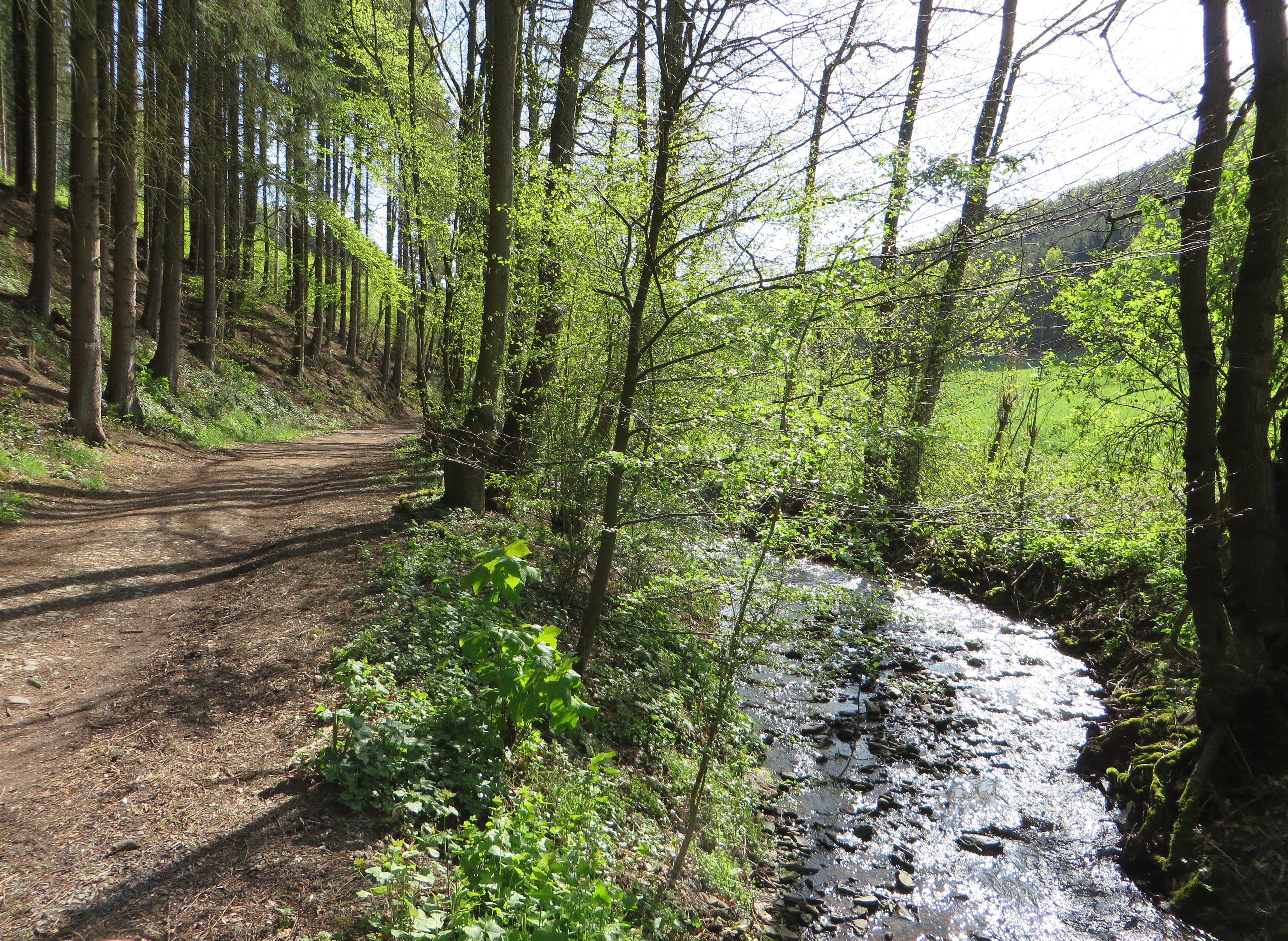
Naturschutzgebiet Holthauser Bachtal

Seit Dezember 1994 gibt es für das Stadtgebiet den Landschaftsplan der Stadt Hagen, in dem die Flächen außerhalb der bebauten Ortsteile und des Geltungsbereichs eines Bebauungsplans als Landschaftsschutzgebiet ausgewiesen wurden, sofern kein höherer Schutzstatus wie beispielsweise Naturschutzgebiet (NSG) besteht.
Es gibt im Stadtgebiet insgesamt 24 Naturschutzgebiete unterschiedlicher Flächengröße. Die Größe geht vom Naturschutzgebiet Bachtal Saure Epscheid mit 1,87 ha bis zum Naturschutzgebiet Mastberg und Weißenstein mit 88,13 ha. Seit 2004 sind das Naturschutzgebiet Mastberg und Weißenstein, Naturschutzgebiet Temporärer Mastberg, Naturschutzgebiet Lange Bäume, Naturschutzgebiet Hünenpforte und Naturschutzgebiet Raffenberg gemeinsam als FFH-Gebiet Kalkbuchenwälder bei Hohenlimburg ausgewiesen. Das Naturschutzgebiet Aske gehört zudem zusammen mit dem Naturschutzgebiet Gevelsberger Stadtwald zum FFH-Gebiet Gevelsberger Stadtwald.
In Hagen gibt es 43 Landschaftsschutzgebiete. Die Flächengröße reicht vom Landschaftsschutzgebiet Rosengarten nördlich Eppenhauser Straße mit 3,08 ha bis zum Landschaftsschutzgebiet Tücking, Auf der Halle und Umgebung mit 921,52 ha.
2010 gab es 71 Naturdenkmale (ND) in der Stadt. Bei 54 Naturdenkmalen handelt es sich um alte Einzelbäume oder bemerkenswerte Baumgruppen, während die anderen 17 Naturdenkmale meist Karsthöhlen, in denen zahlreiche Fossilien gefunden wurden, und Stollen sind. Die beiden ältesten Bäume in Hagen sind die als ND ausgewiesene ca. 1000-jährige Linden:
- die Rumscheider Femelinde (Gerichtslinde) im Stadtteil Dahl und
- die Priorlinde im Stadtteil Priorei.[53]

Im Stadtgebiet befinden sich auch 91 geschützte Landschaftsbestandteile (LB) mit bis zu 5 ha Fläche. Zudem wurden alle Streuobstwiesen ab einer Flächengröße von 0,25 ha die innerhalb von Landschaftsschutzgebieten und alle Kopfbäume im Landschaftsplangebiet als LB ausgewiesen.

### Parks

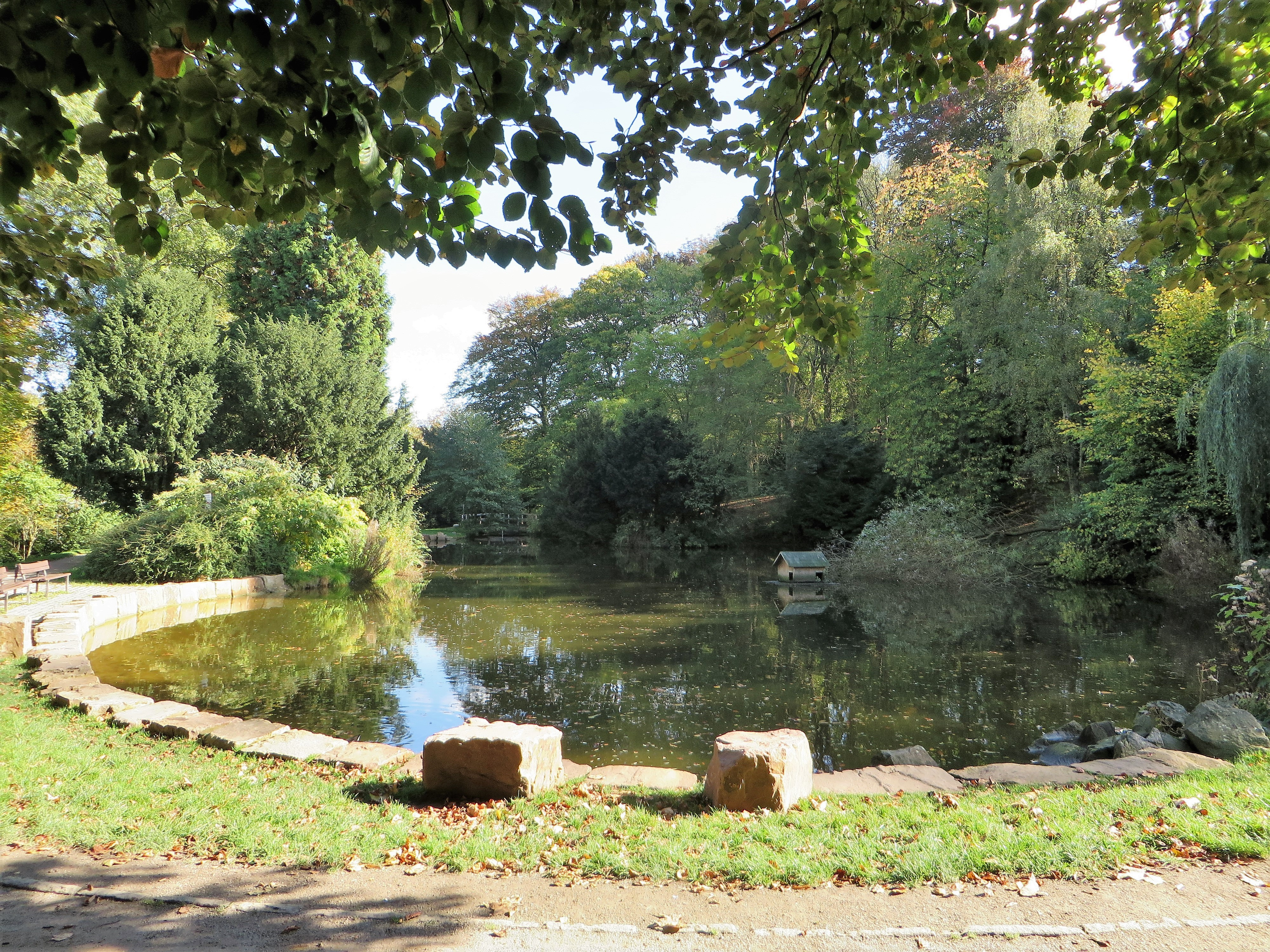
Hagener Stadtgarten

Die Stadt Hagen ist eingebettet in eine waldreiche Mittelgebirgslandschaft.
Im innerstädtischen Bereich gibt es sowohl den Volkspark, den benachbarten Volmepark als auch den Dr.-Ferdinand-David-Park im Stadtzentrum sowie den Stadtgarten innenstadtnah oberhalb des Allgemeinen Krankenhauses.
Ein kleinerer Park im oberen Altenhagener Bereich ist der Funckepark. Er war unter dem Namen Funckenanlage zunächst im Privatbesitz der Hagener Industriellenfamilie Funcke, aus der auch die FDP-Politiker Oscar und Liselotte Funcke stammen, und wurde in den 1920er Jahren der Stadt übergeben.
Schließlich sind die parkähnlichen Anlagen rund um den Ischelandteich zu nennen, die an das neue Westfalenbad grenzen. Im Stadtbezirk Hohenlimburg gibt es zudem den Lennepark (zwischen Kanuslalom-Strecke und Hallenbad).
Auch sind der Fritz-Steinhoff-Park auf dem Emsterfeld und der Hamecke-Park zwischen Altenhagen und Boelerheide zu erwähnen.
Auf einem Teil des Geländes der ehemaligen Hasper Hütte befindet sich die Sport- und Freizeitanlage Haspe, die neben Sportplätzen für den Vereinssport auch eine weitläufige Parkanlage mit u. a. Kinderspielplatz, Skatepark, Trimm-dich-Pfad und Hundewiese umfasst.

### Sport

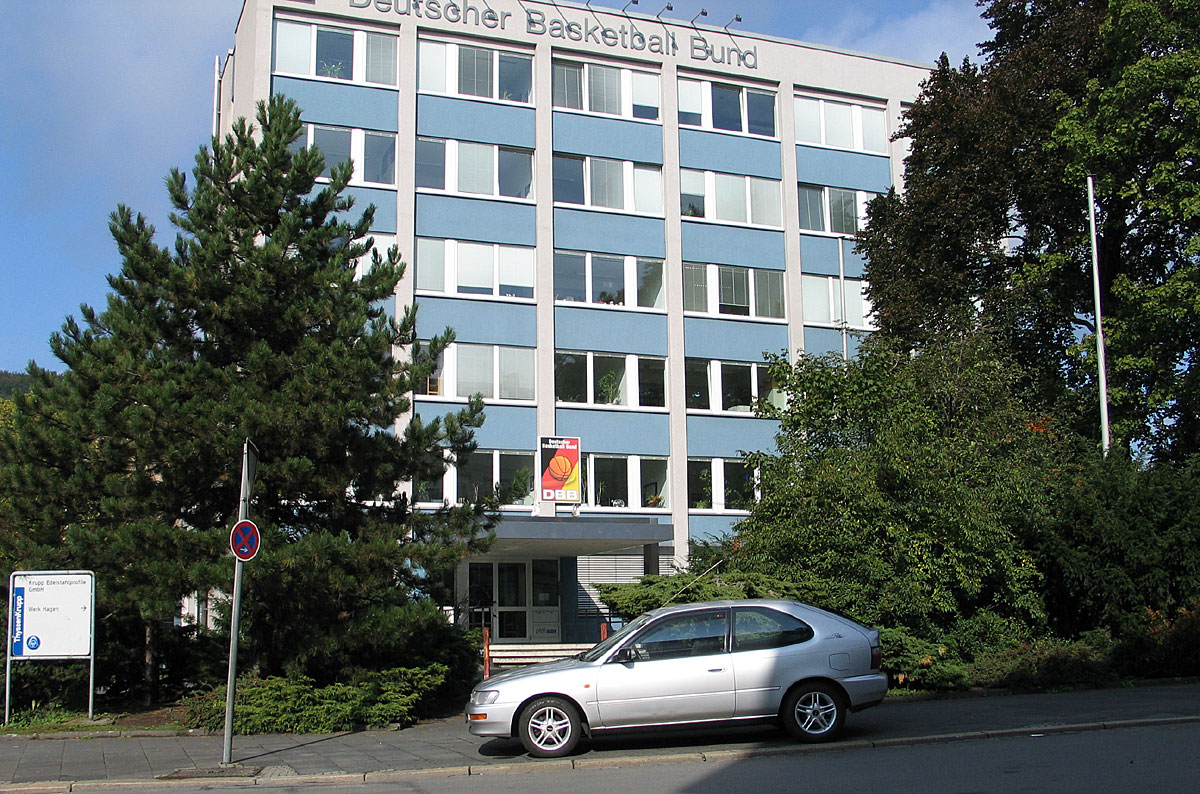
Zentrale des Deutschen Basketball Bundes in Wehringhausen

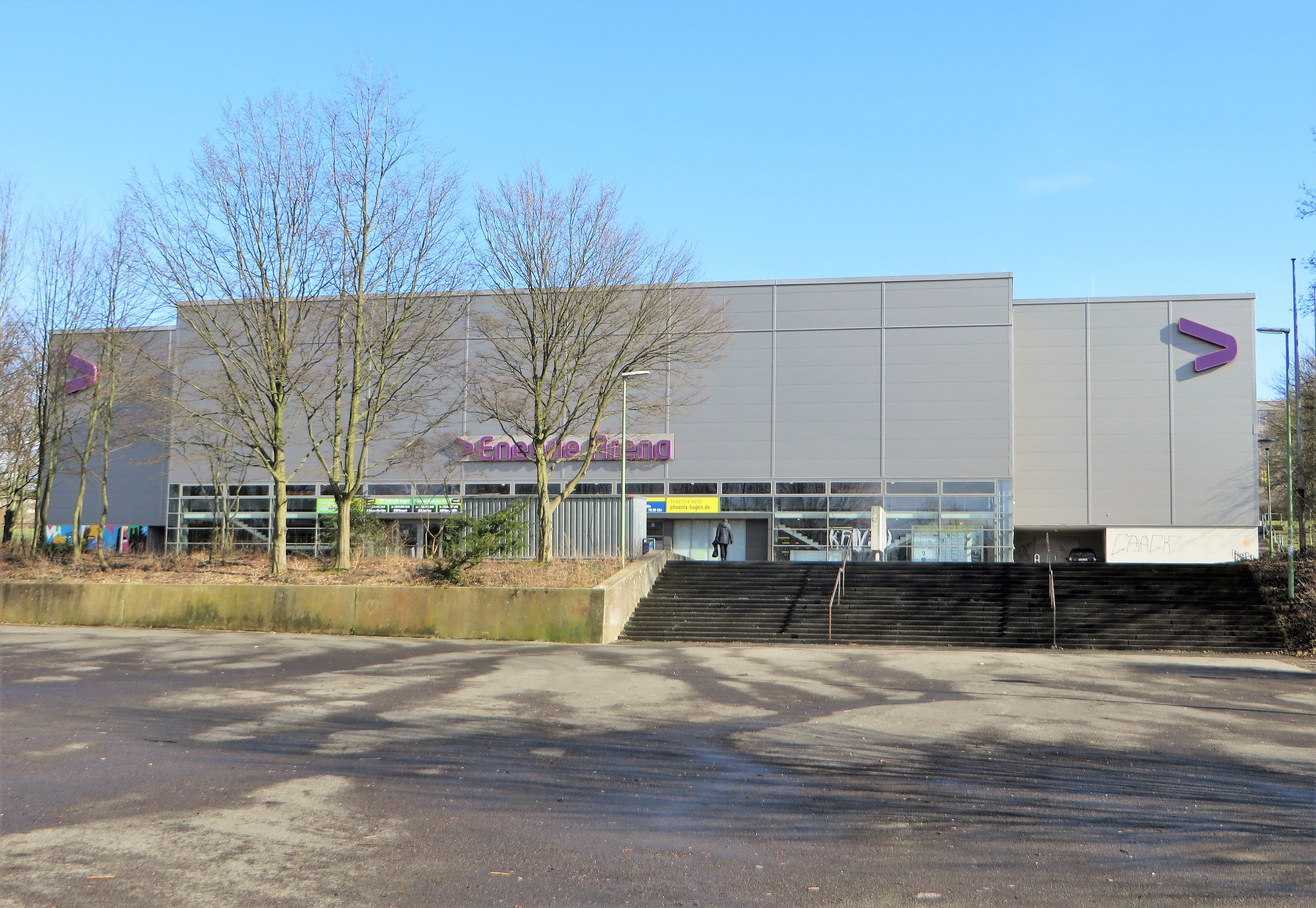
Enervie-Arena am Ischeland

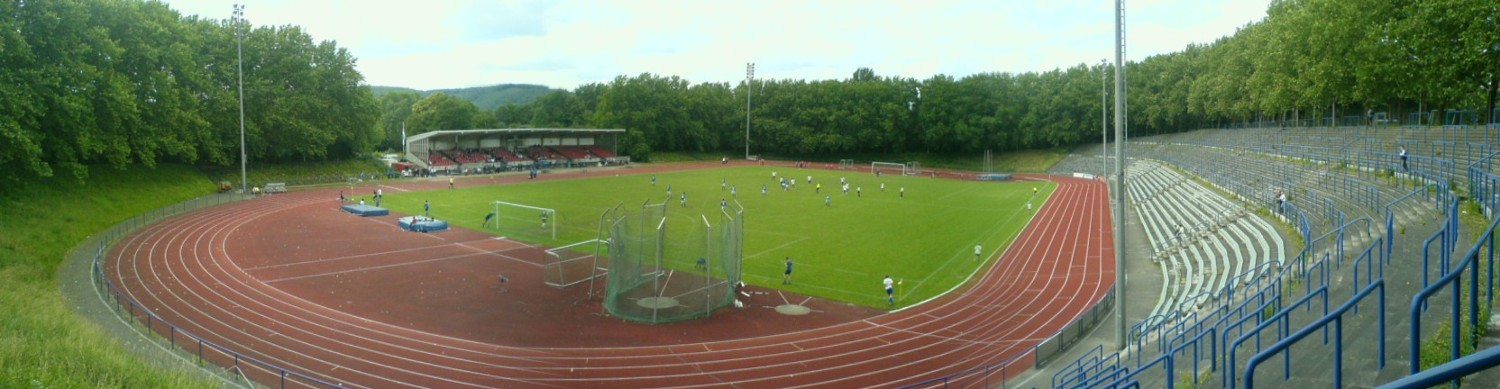
Ischelandstadion

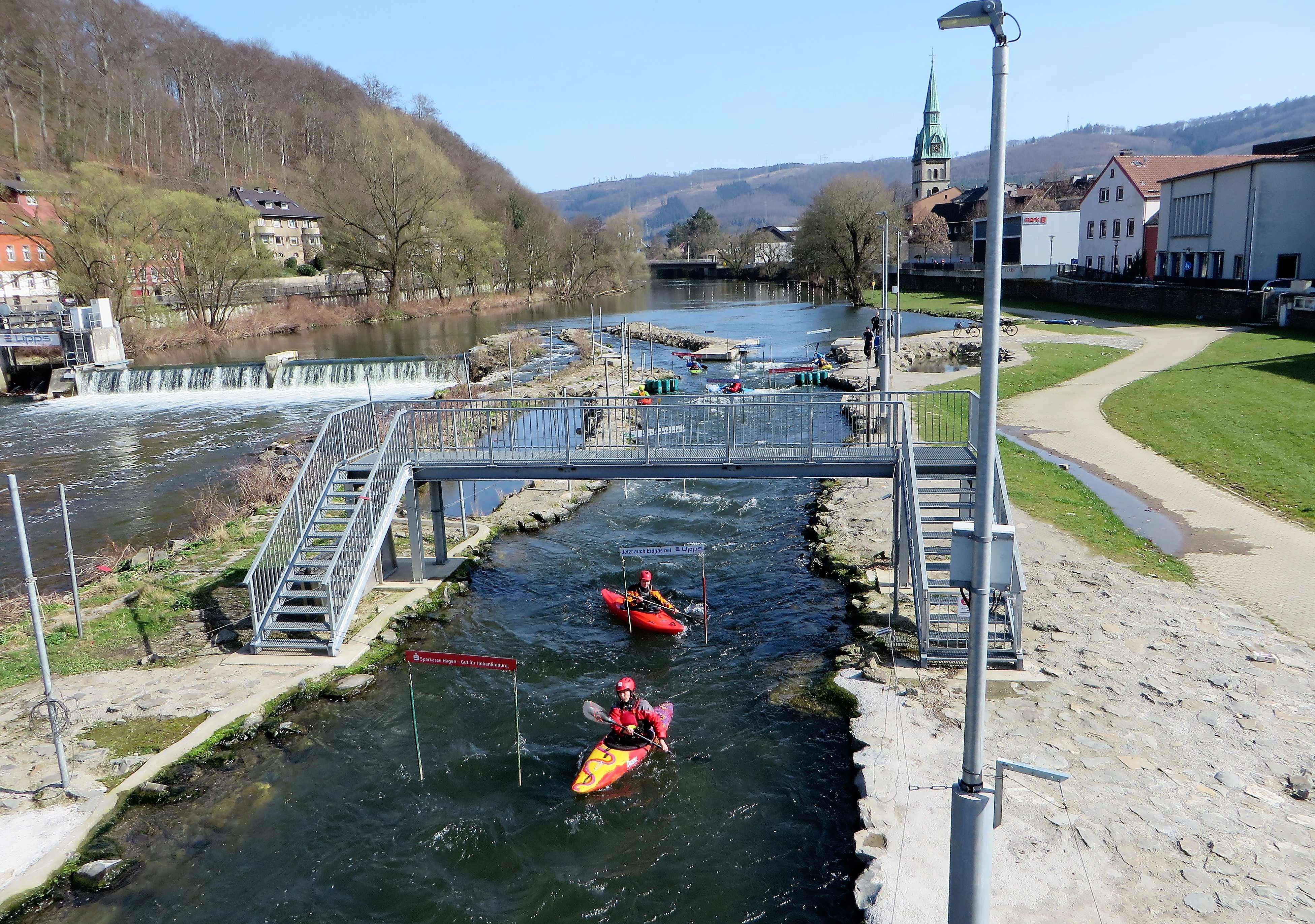
Wildwasseranlage in Hagen-Hohenlimburg

In Hagen gibt es eine Vielzahl an Sportvereinen. Organisiert sind diese Vereine im Stadtsportbund Hagen und im Verband für Sport in Hohenlimburg. Insgesamt werden hier die Interessen von rund 240 Vereinen mit ca. 46.000 Mitgliedern vertreten. Die Sportjugend im Stadtsportbund Hagen hat bisher dreimal die Ruhrolympiade ausgerichtet.
- Basketball: Hagen ist Sitz des Deutschen Basketball Bundes (DBB). Bundesweit bekannt wurden der SSV Hagen, der u. a. 1974 Deutscher Basketballmeister und 1975 deutscher Pokalsieger war, sowie der zeitweise in der Ersten Liga vertretene, aber mittlerweile aufgelöste Verein Brandt Hagen, Gründungsmitglied der Basketball-Bundesliga und deutscher Pokalsieger 1994. Der aktuell erfolgreichste Basketball Club der Stadt ist Phoenix Hagen (2. Basketball-Bundesliga ProA). Der TSV Hagen 1860 spielte als „Phoenix Ladies“ zwischenzeitlich in der 2. Damen-Basketball-Bundesliga. Die BBA Hagen und der SV Haspe 70 spielen in der 1. Regionalliga West. Zudem existieren jeweils zwei Teams in der NBBL und JBBL, die durch Phoenix Hagen und BBA Hagen betrieben werden, sowie ein Kooperationsteam zwischen Phoenix Hagen und dem TSV Hagen 1860 in der WNBL.

- Sportkegeln: Das Kegelsportzentrum in Hagen war über Jahrzehnte ein Mittelpunkt des Kegelsports in Deutschland und dem Rest der Welt. Etliche Titel konnten Hagener Sportkegler wie z. B.: Willi Wortmann, Manfred Pick, Katja Ricken & Benjamin Schulz auf nationaler und Internationaler Ebene erringen. Vereine wie Germania Hagen, Jupiter Hagen und Blau Gold Hagen und andere haben im Ligenspielbetrieb beachtliche Erfolge erzielt. Seit 2017 ist das Kegelsportzentrum nicht mehr vom Sportkegelbetrieb frequentiert und wird als Veranstaltungsort genutzt.

- Handball: Mit dem VfL Eintracht Hagen ist die Stadt im Handball in der 2. Handball-Bundesliga vertreten. Der Verein spielte in früheren Jahrzehnten viele Jahre in der 2. Bundesliga und verpasste den Aufstieg in die Handball-Bundesliga einige Male nur knapp. Ab dem Jahr 2000 spielte Eintracht Hagen mehrere Jahre Regionalliga bzw. 3. Liga. Der Wiederaufstieg in die zweithöchste deutsche Spielklasse gelang im Jahr 2015. Spielstätte ist die Krollmann Arena. Der TuS Volmetal spielt in der 3. Liga.

- Faustball: Die meisten (auch international bedeutenden) Erfolge sind für Hagen im Faustball zu verzeichnen: Der TSV Hagen 1860 wurde im Felde zehnmal Deutscher Meister, siebenmal Europapokalsieger, dreimal Weltpokalsieger sowie in der Halle siebenmal Deutscher Meister und zwölfmal Europapokalsieger in Serie.

- Wasserball: Im Wasserball spielt der Hohenlimburger SV in der Frauen-Oberliga NRW und Frauen-Bezirksliga NRW (mehrfache Deutsche Wasserballmeisterinnen).

- Tennis: Der TC Rot-Weiß Hagen spielte in den Jahren 1980, 1988 sowie von 1990 bis 2001 in der Tennis-Bundesliga.

- Tischtennis: Der SSV Union Hagen war Ende der 1980er-Jahre mit der Damenmannschaft in der 2. Tischtennis-Bundesliga vertreten. Die Herren des TTC Hagen spielten von 2013 bis 2016 in der Tischtennis-Bundesliga.

- Triathlon: Das Tri-Team-Hagen ist in der 1. Triathlon-Bundesliga der Damen aktiv. In ihrer Premierensaison 2013 konnten sie sich, als Gesamt 5. und einem dritten Tagesplatz am Schliersee, in der Bundesliga etablieren.

- Motorsport: Im Motorsport beherbergt Hagen zwei Automobilclubs. Mit dem Hagener-Automobil-Club 1905 e. V. im ADAC (HAC) hat Hagen einen der traditionsreichsten Vereine Deutschlands, der heute von Kartsport (Jugendgruppe) über Automobil-Slalom bis hin zu Oldtimer-Aktivitäten betreibt. Der Märkische Automobil-Club e. V. im AvD blickt als einer der größten AvD-Ortsclubs ebenfalls auf eine lange Tradition (seit 1925) zurück. Neben Veranstaltungen im Kart-, Automobil- sowie Oldtimersport runden gesellschaftliche und kulturelle Veranstaltungen das aktive AvD-Clubleben ab.[54]

- Kanusport: Wildwasserpark Hohenlimburg (Kanuslalom-Strecke mit Leistungszentrum)

- Fußball: In der Fußball-Landesliga Westfalen spielen der SV Hohenlimburg 1910 und die Spvg. Hagen 11. Hagen verfügt über insgesamt 31 Fußballplätze (vier Natur- und fünf Kunstrasenplätze sowie 22 Aschenplätze). Die größten Fußballplätze sind:
  - Ischelandstadion (Naturrasen, ca. 16.500 Zuschauer)
  - Kirchenbergstadion (Naturrasen, ca. 7.500 Zuschauer)
  - Kampfbahn Boelerheide (Naturrasen, ca. 4.500 Zuschauer)
  - Stadion Helfe (Kunstrasen, ca. 4.250 Zuschauer)
  - Sport- und Freizeitanlage Haspe (Kunstrasen, ca. 4.000 Zuschauer).

Weitere Hagener Sportvereine:
- Hasper Fecht-Club 1932/97 e. V. (national erfolgreicher Verein im Florettfechten)
- TV Hasperbach 1898 e. V. (Bogensport, Westdeutscher Meister)
- Sauerland Mustangs (TSV Fichte Hagen 1863 e. V.) (American Football, Landesliga / Nord)
- BSC Hagen Chipmunks e. V. (Baseball, Verbandsliga)
- Karate & Fitness Center e. V. (mehrfacher deutscher Karate-Meister)
- Box-Sport-Club Haspe 1949/97 e. V. (Box Club, Kinder- und Jugendtraining, Frauentraining & Fitnessboxen, Männertraining)
- Blau Gold Hagen (Sportkegeln, NRW-Liga)
- Camel Fighter, Chupa Chups und Snakes: Teilnehmer an Darts-Wettkämpfen
- Jugger-Club Hagen e. V.
- DAV Sektion Hagen: Gegründet 1903; erbaute die Hagener Hütte und die Böseckhütte in der Goldberggruppe der Hohen Tauern sowie die Ettelsberghütte im Rothaargebirge

### Freizeit

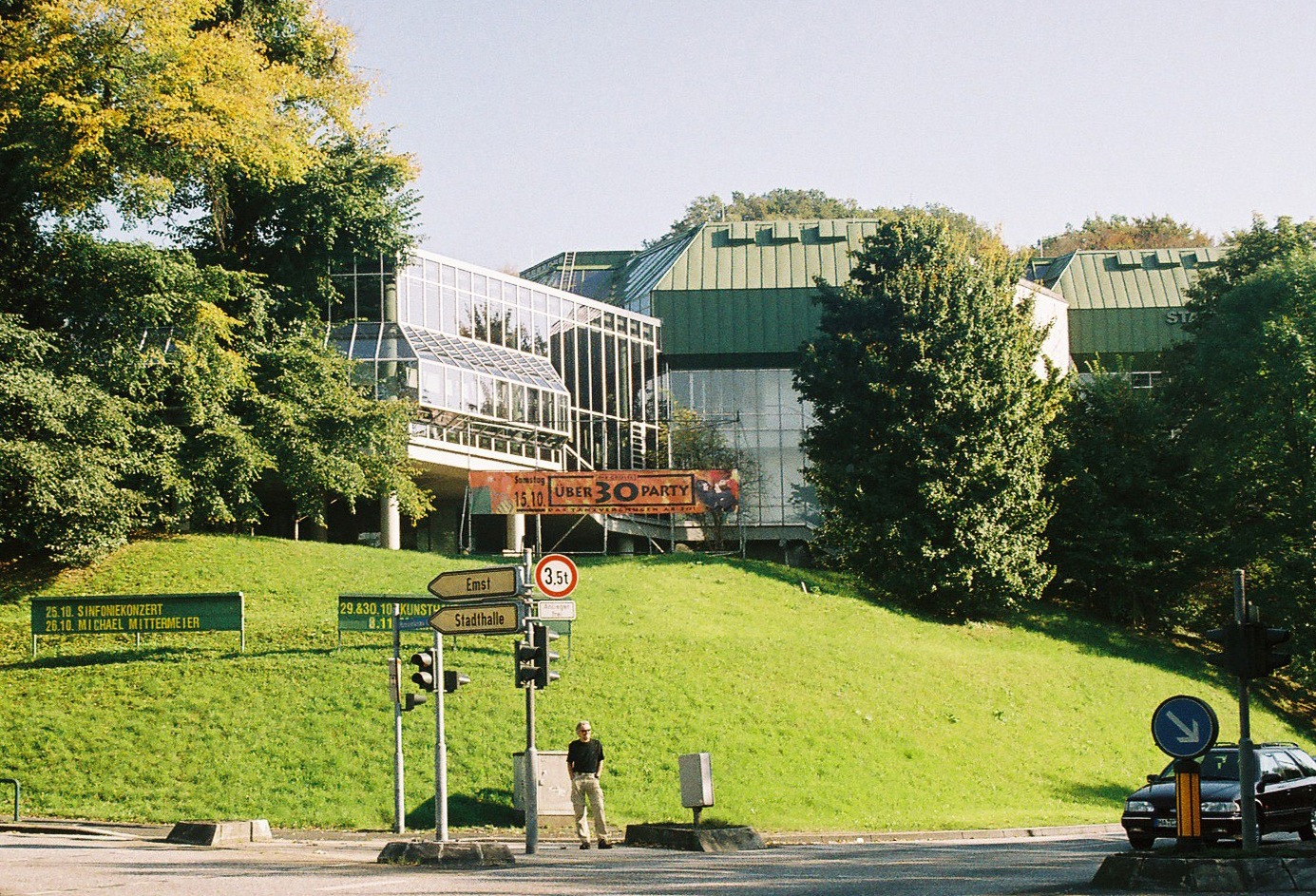
Stadthalle Hagen

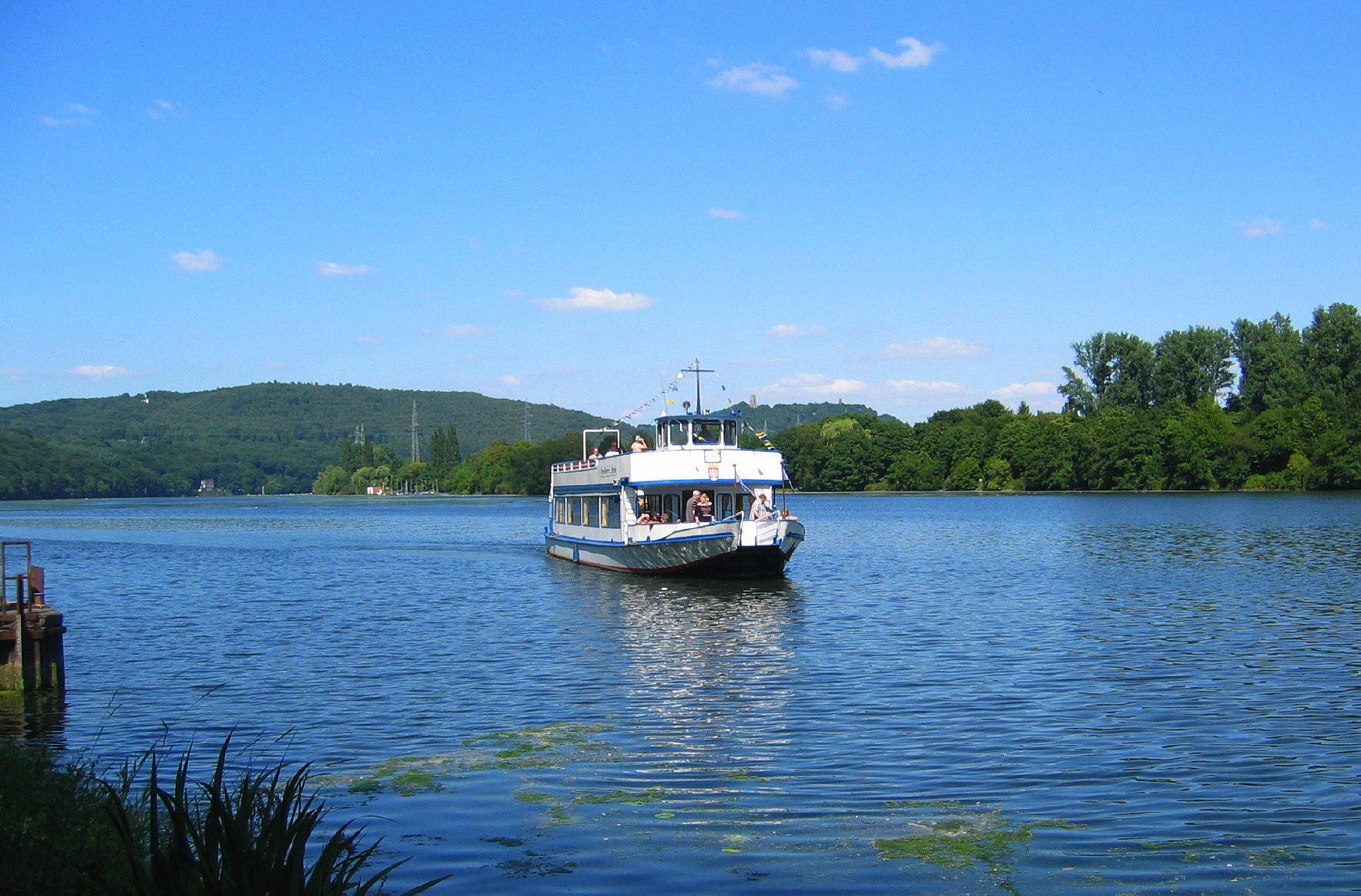
Schifffahrt auf dem Hengsteysee

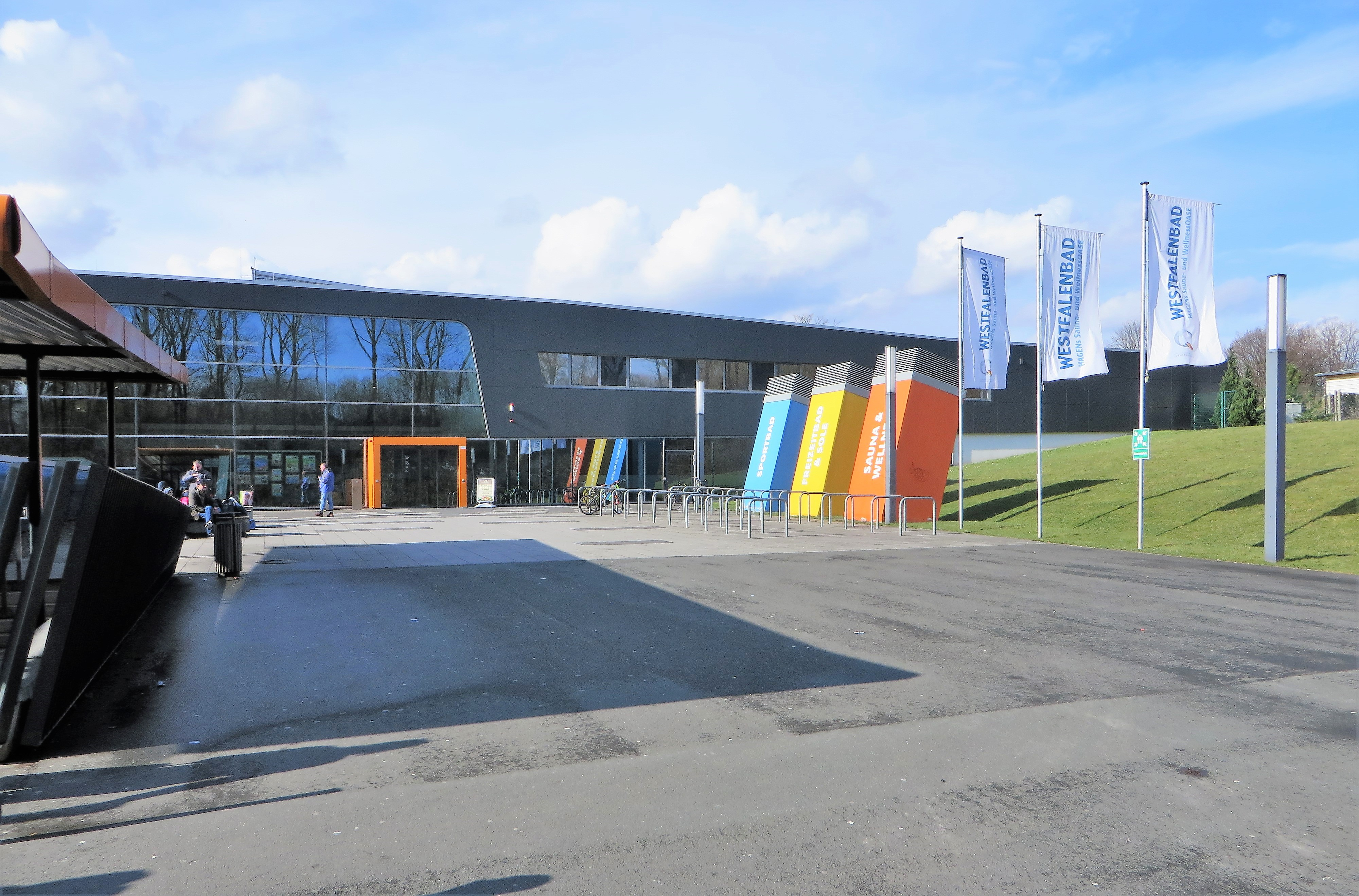
Westfalenbad am Ischeland

Hagen verfügt über ein breit gefächertes Angebot an Freizeiteinrichtungen:
- Das Ischelandstadion ist ein Fußball- und Leichtathletikstadion. Es fasst 16.500 Zuschauer und ist die Heimspielstätte des SSV Hagen.
- Die Stadthalle Hagen ist eine 1981 eröffnete Veranstaltungshalle in Hagen. Sie dient als Konzerthalle und Kongresszentrum.
- Westfalenbad (eröffnet 2010); Freibäder Hengstey, Hestert und Henkhausen (vereinseigen).
- Mountainbike-Strecken: 2008 wurden zwei MTB-Strecken im Hagener Stadtwald eröffnet.
- Schifffahrt und Wassersport auf dem Hengsteysee

### Veranstaltungen
In Hagen gibt es eine Vielzahl regelmäßig stattfindender Veranstaltungen:
- Eat My Shorts – Hagener Kurzfilmfestival (Jährlich stattfindendes Kurzfilmfestival)
- Europawochen im Mai (Fest, Konzerte, Ausstellungen, Vorträge, Symposien mit integrativem Bezug auf Europa)
- Stadtfest Hagen blüht auf (an einem Wochenende im Jahr finden zahlreiche Veranstaltungen wie Livemusik und Modenschau im gesamten City-Bereich statt, die Fußgängerzone ist zudem gefüllt mit Verkaufsständen verschiedener Art)
- Springe-Fest (einmal jährlich drei Tage Essen, Trinken, Livemusik und Open-Air-Kino auf dem Hagener Marktplatz an der Springe)
- Ferienmaus (Sommerferien-Mitmachaktionen für daheimgebliebene Kinder)
- Urlaubskorb im Sommer (Offene-Tür-Angebote und Führungen bei ortsansässigen Betrieben und Einrichtungen)
- Hamecke Open Air (Rock aufm Müll) (dreitägiges Rock/Metal-Festival im Hameckepark (Hagen-Boelerheide) mit Begleitprogramm für Kinder)
- Hasper Kirmes (mit Festwagen-Umzug)
- Muschelsalat im Sommer (Konzert- und Theater-Gastspiele an diversen Orten im Stadtgebiet)
- Oldtimerrally „Hagen-Klassik“ des Hagener-Automobil-Club 1905 e. V. im ADAC mit anschließendem Korso durch die Innenstadt (an Pfingsten)
- LKW-Oldtimer-Treffen des Hagener-Automobil-Club 1905 e. V. und des LWL-Freilichtmuseums
- Karneval in Hagen: Die Stadt ist eine Karnevals-Hochburg. Neben dem Rosenmontags-Umzug in der Innenstadt, veranstaltet der Stadtteil Boele in jedem Jahr bereits sonntags einen traditionellen Festwagen-Umzug. Beide Umzüge locken jedes Jahr tausende Besucher an. Von 1966 bis 2004 gab es in Hagen eine der bekanntesten deutschen Karnevalsauszeichnungen: die Kette des Goldenen Humors. Sie wurde an Persönlichkeiten des öffentlichen Lebens verliehen.